# Biserica reformată din Rugănești

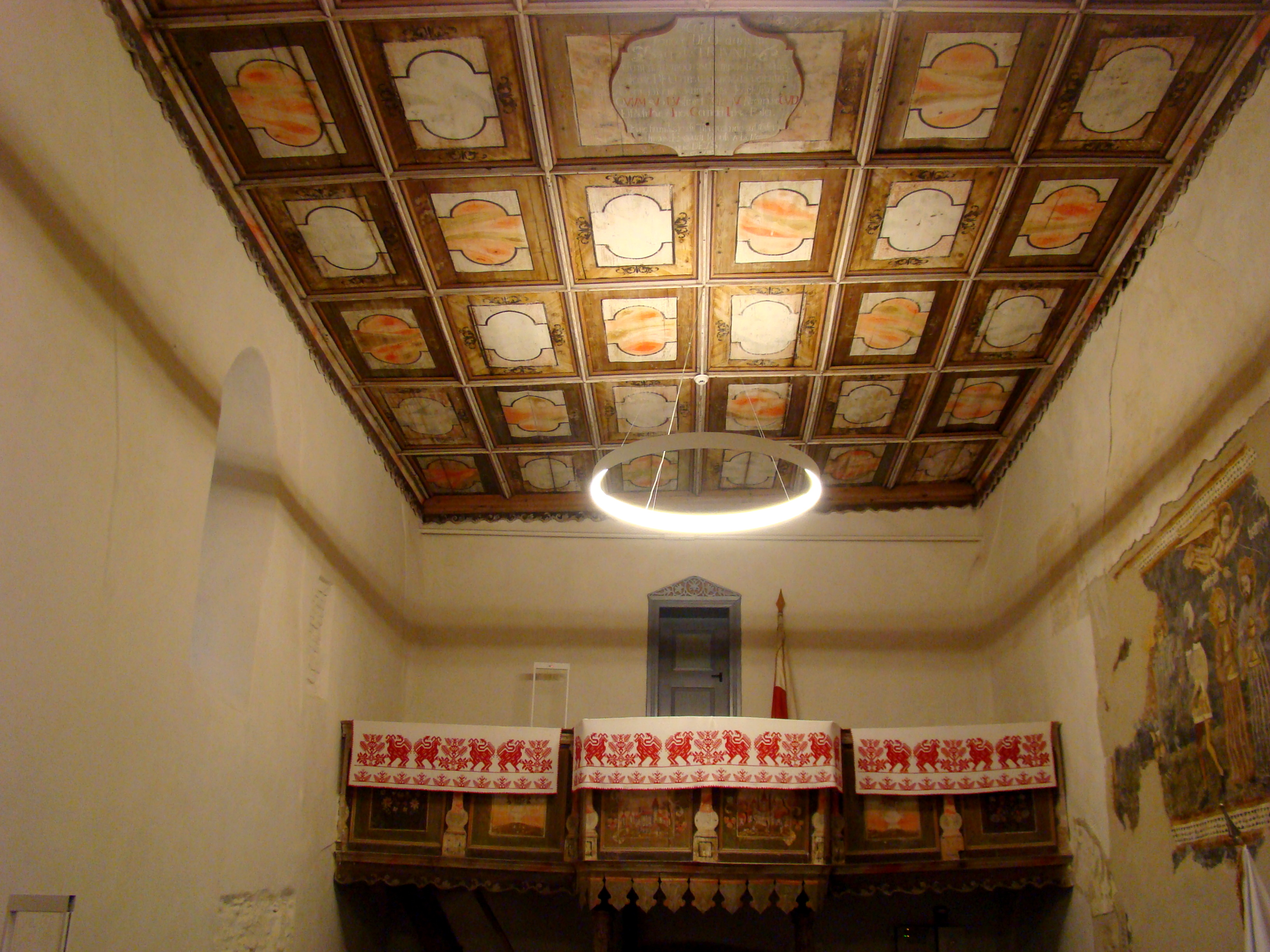
Nava, spre empora de vest, cu tavanul casetat

Biserica reformată din Rugănești este un monument istoric aflat pe teritoriul satului Rugănești; comuna Șimonești.
Ansamblul arhitectonic este format din următoarele monumente:
- Biserica reformată (cod LMI HR-II-m-A-12942.01)
- Zid de incintă (cod LMI HR-II-m-A-12942.02)

## Localitatea
Rugănești (în maghiară Rugonfalva) este un sat în comuna Șimonești din județul Harghita, Transilvania, România. Primele mențiuni documentare sunt din anii 1495 și 1505.

## Biserica
Este unul dintre cele mai importante monumente arhitecturale ale regiunii, totodată unul din cele mai vechi lăcașuri de cult din județul Harghita. A fost construit la mijlocul secolului al XIII-lea, din piatră și cărămidă. Este înconjurat de un zid înalt de piatră din Evul Mediu.
Din vechea biserică romanică medievală s-a păstrat doar naosul. Fostul zid al naosului și sanctuarul în stil romanic de pe latura estică au fost demolate, fundațiile lor fiind descoperite în timpul săpăturilor arheologice din anul 2021.
Un rând de cărămizi înfipte în podeaua naosului, la marginea acestuia, marchează urmele vechii fundații. Lucrările din 2020 au scos la iveală o intrare mai veche pe latura sudică, sub tencuială, care fusese zidită în timpul reconstrucției gotice. Această reconstrucție din secolul al XV-lea a mărit lungimea bisericii, mutând axa naosului spre est, iar noua intrare, folosită și în prezent, se remarcă prin ancadramentul în stil gotic sculptat în piatră.
În timpul reconstrucției de la sfârșitul secolului al XV-lea, bisericii i s-a adăugat un sanctuar poligonal, cu o sacristie și un ossium la est și un turn la vest. În timpul Reformei, ușa de acces la sacristie dinspre sanctuar a fost zidită, iar sacristia și ossiumul au fost demolate. Fundațiile acestora pot fi văzute în partea de nord a bisericii.

## Pictura murală

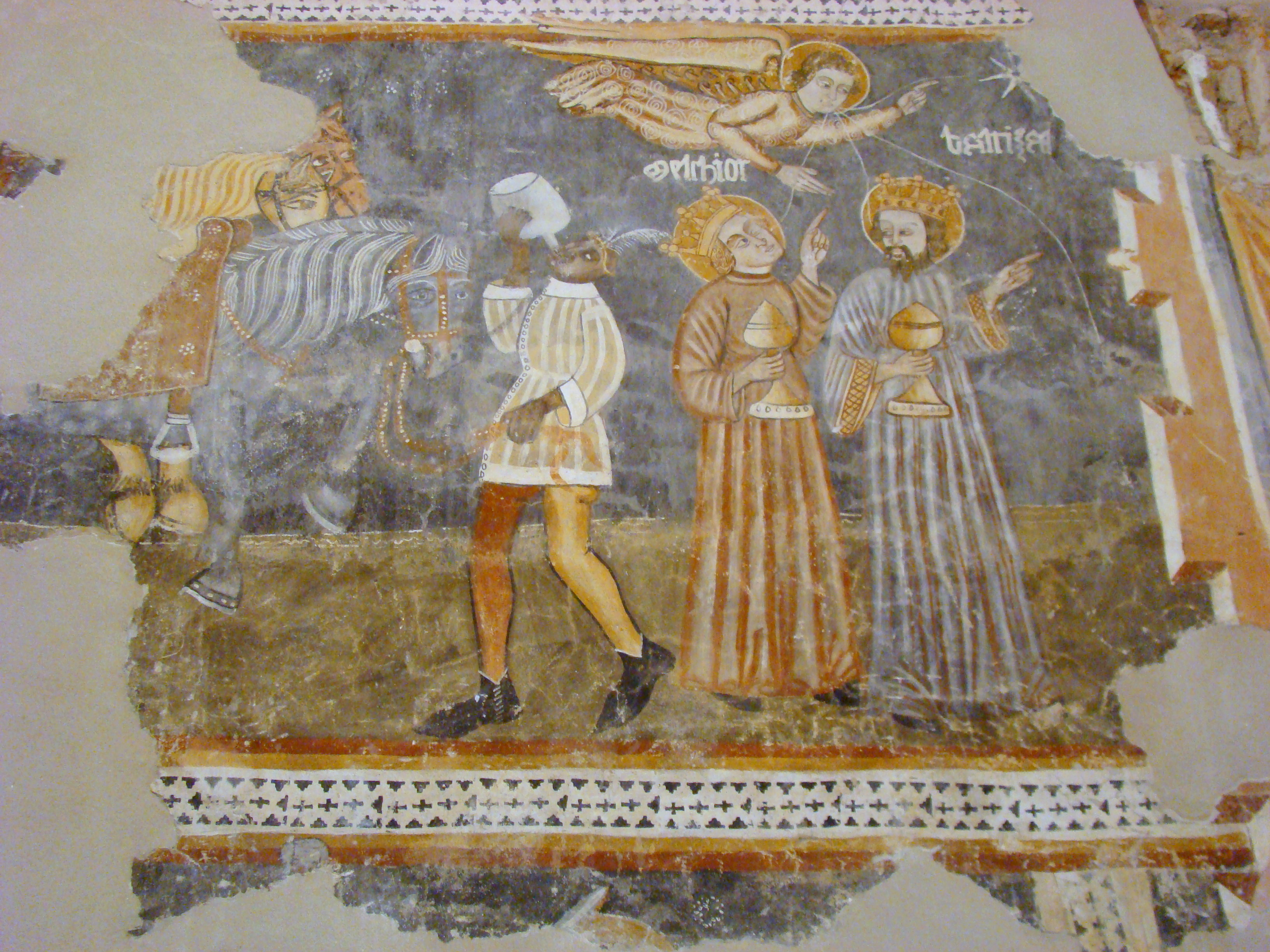
Cei trei crai de la Răsărit, frescă din perioada catolică medievală a bisericii

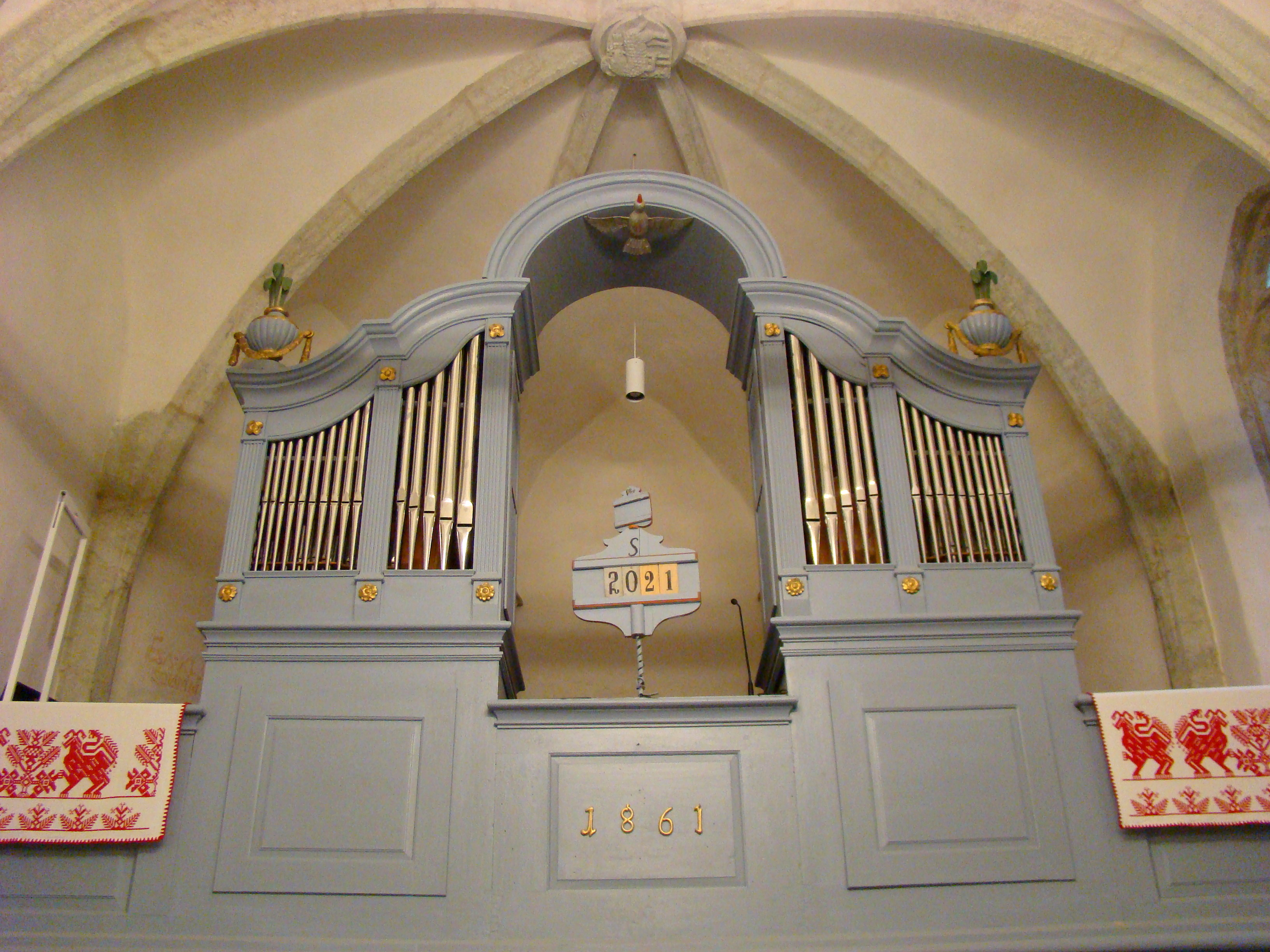
Orga

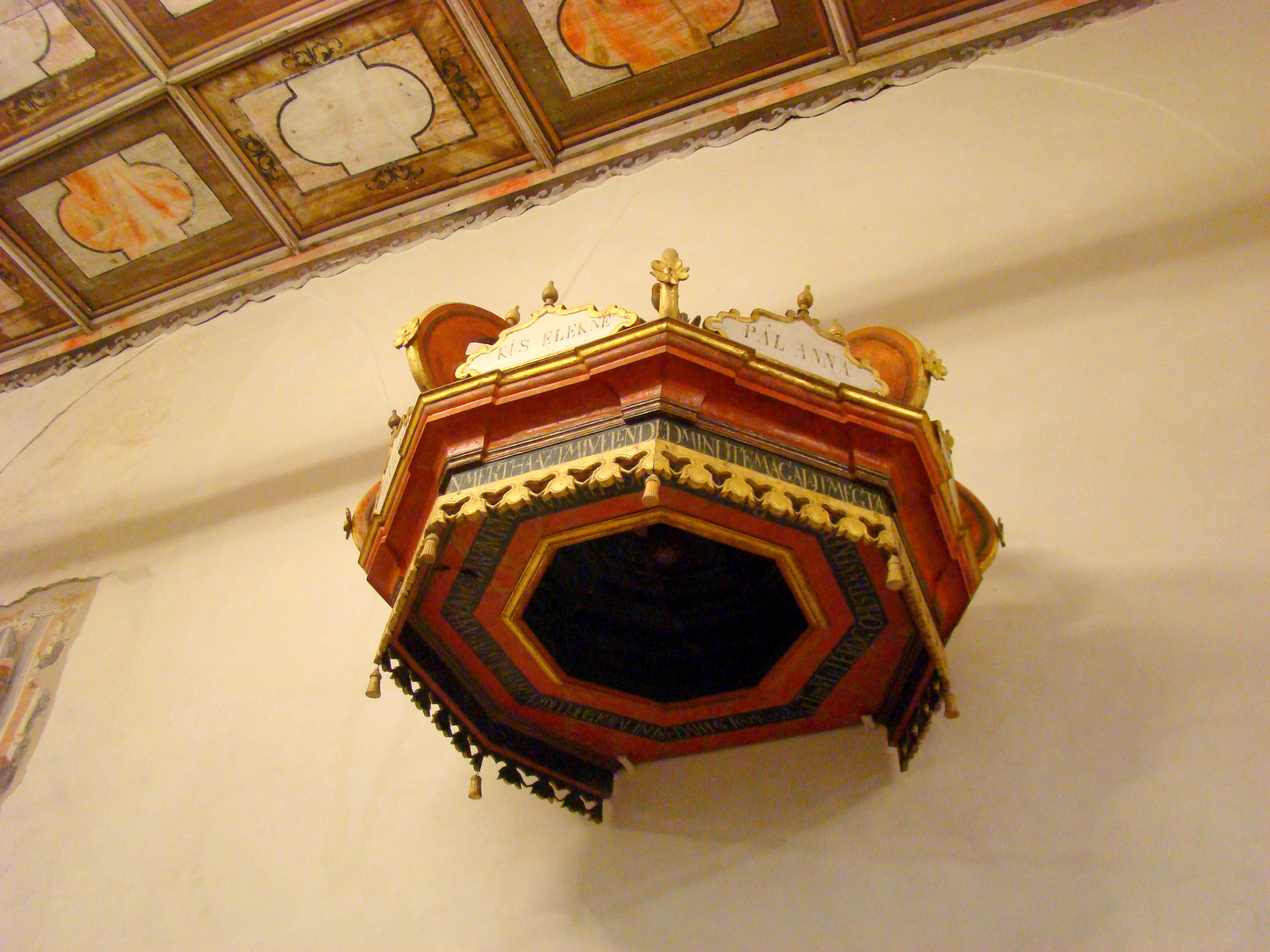
Coroana amvonului

Peretele nordic al naosului romanic avea o pictură murală înainte de reconstrucție, care a fost tencuită pentru o perioadă lungă de timp, în spiritul Reformei. Majoritatea fragmentelor de pictură murală au fost găsite în 1971, iar în 1981, arheologul Elek Benkő a curățat și cercetat marginile picturii. Fresca, formată din două rânduri de picturi, unul sub celălalt, acoperea cel mai probabil întregul perete nordic al naosului romanic.
„Pictată în negru, alb, ocru, sienna și vermilion, ciclul superior al acestei fresce înfățișează Adorația Regilor. Panoul inferior este complet distrus, cu excepția unui mic fragment de cap. Partea dreaptă a scenei este ocupată de Maria, așezată pe un tron cu baldachin, purtând o haină maro cu o mantie neagră și gri peste ea, ținând în brațe copilul Iisus, îmbrăcat tot în maro. Draperia din spatele tronului este susținută de patru îngeri, capul celui din stânga fiind complet distrus, iar cel de lângă el parțial. Îngenuncheat în fața Mariei, forma sa fragmentară este acoperită de o mantie de culoarea cărnii, ține în mâna dreaptă coroana desprinsă, iar cu stânga ține picioarele lui Iisus, pe care le sărută. În mâna stângă a lui Iisus se află un dar de la Gaspar, un potir plin cu bani, iar în mâna dreaptă ține în sus o binecuvântare. Partea stângă a scenei este separată de partea dreaptă de un cadru geometric. Aici se află ceilalți doi regi, cu numele pictate cu alb  cu litere mici lângă capetele lor (Melchior și Baltazar). Scrisul inscripției pare să fie ulterior datei picturii. Deasupra lor zboară un înger îmbrăcat într-o mantie de culoare ocru cu cercuri mici, care le atrage atenția asupra Stelei de la Betleem”.

## Orga
În 1861, în sanctuar a fost construită o orgă de către Sámuel Szőcs Mátisfalvi. „Realizată de artistul Sámuel Szőcs Mátisfalvi sub influența binevoitoare a intendentului șef, domnul Gergely Bartha, sub conducerea vicarului Vetési Sándor și a maestrului de cor, Daniel Fülöp, în 1861.” „Făcut de Samuel Szőcs pentru lauda glorioasă a lui Dumnezeu în Rugonfalva 1861.”  Mobilierul instrumentului și țevile frontale originale au fost vopsite în aceeași culoare ca și băncile. Orga a fost restaurată în 2014.

## Imagini din exterior

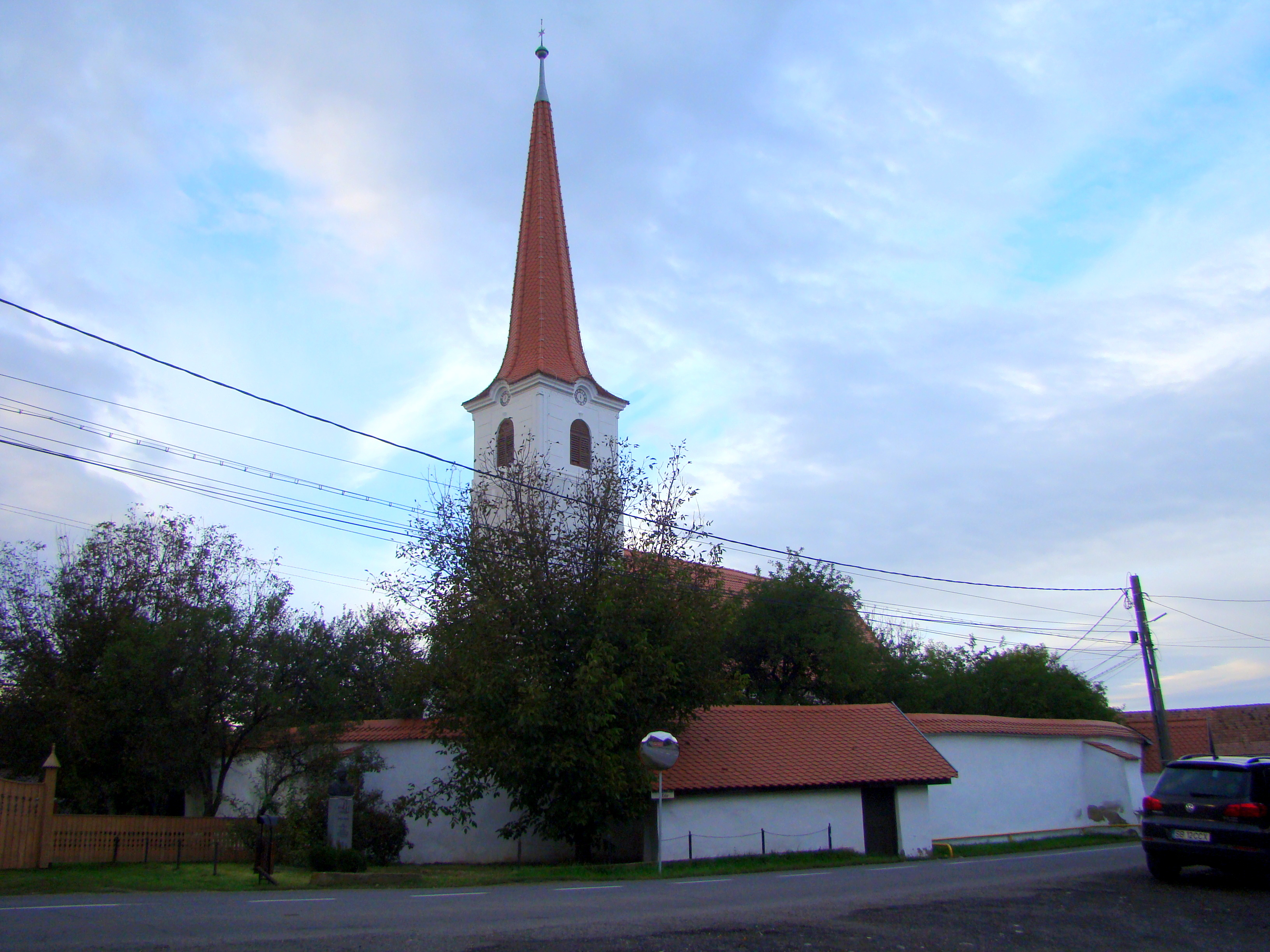
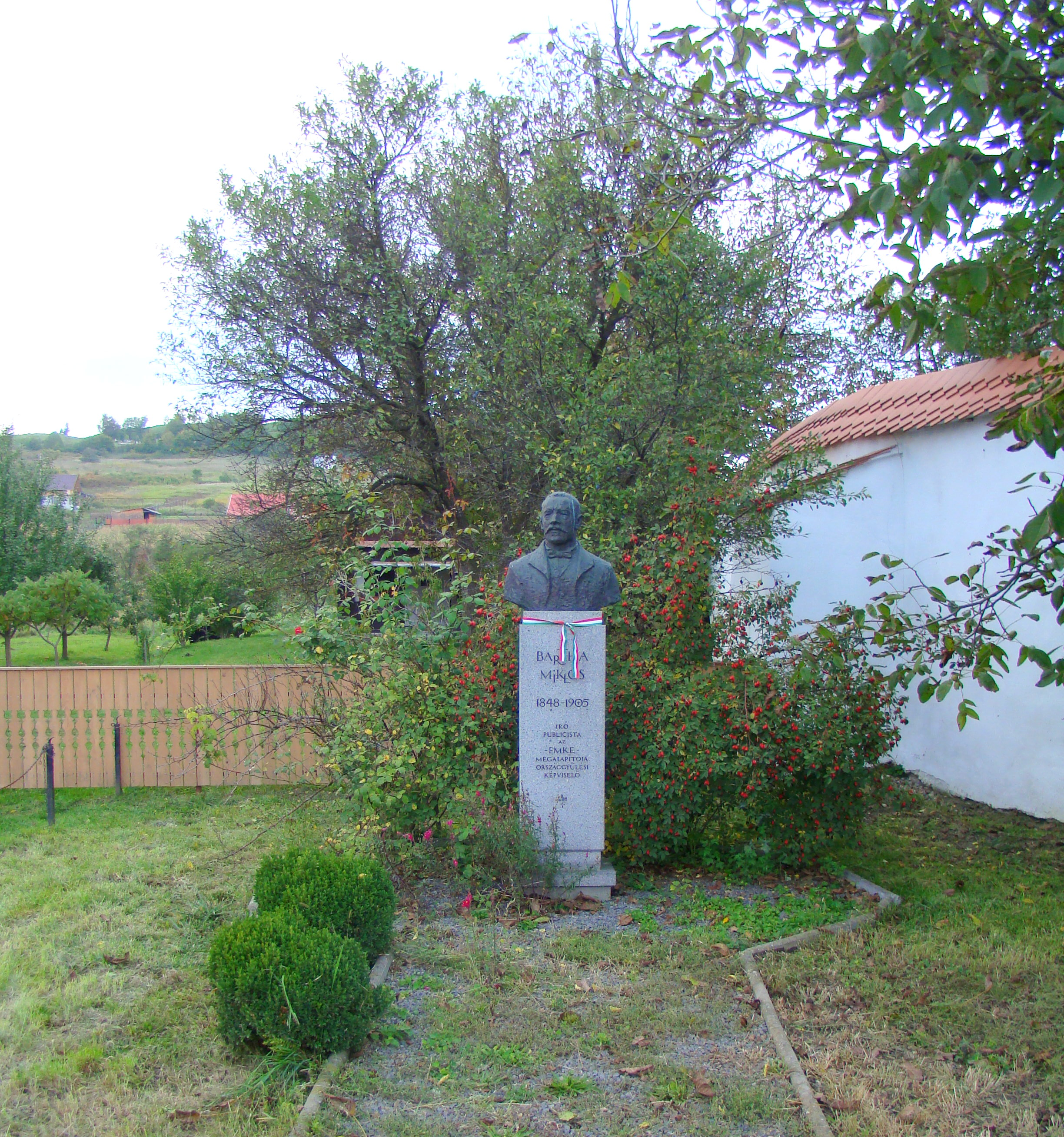
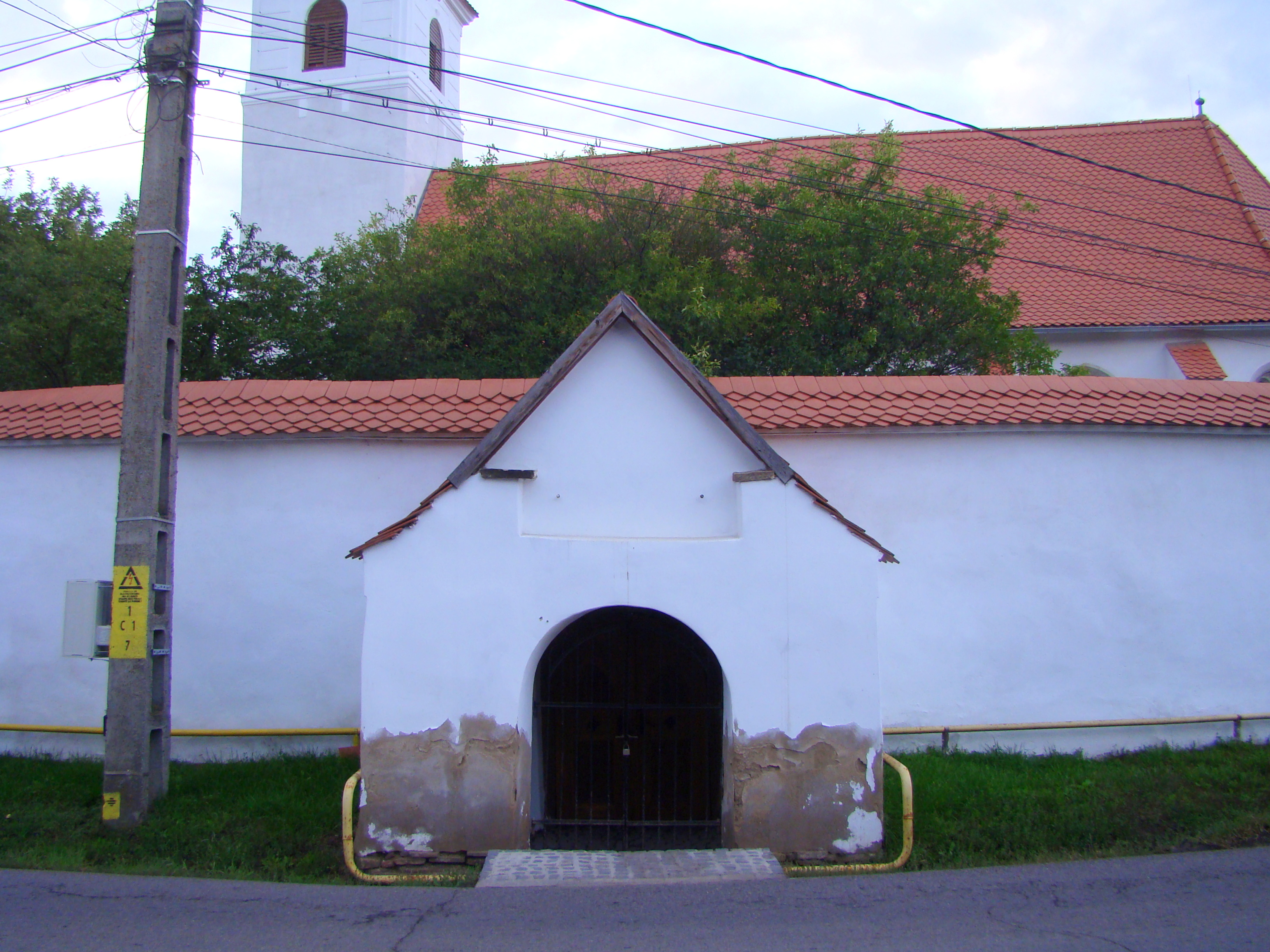
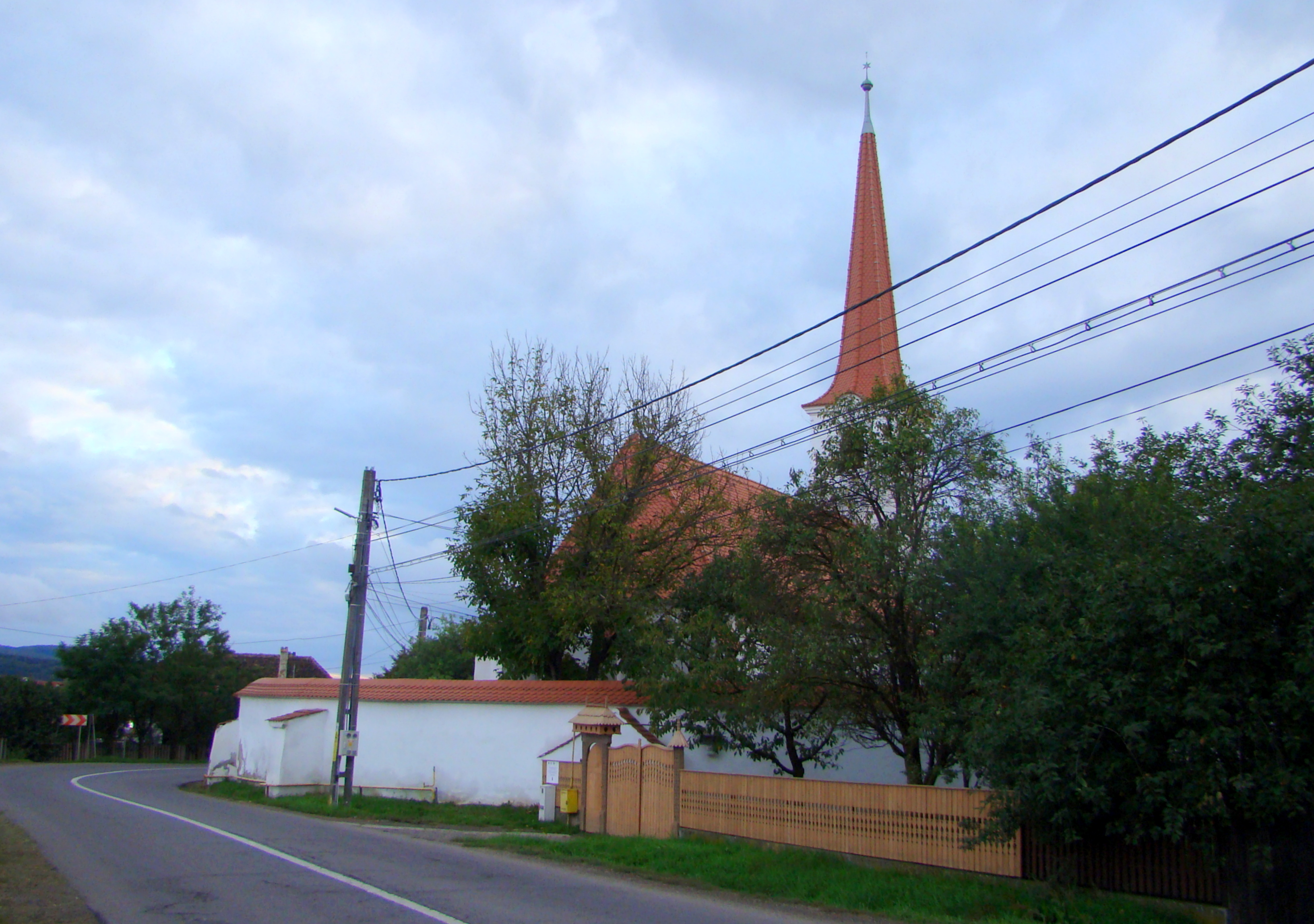
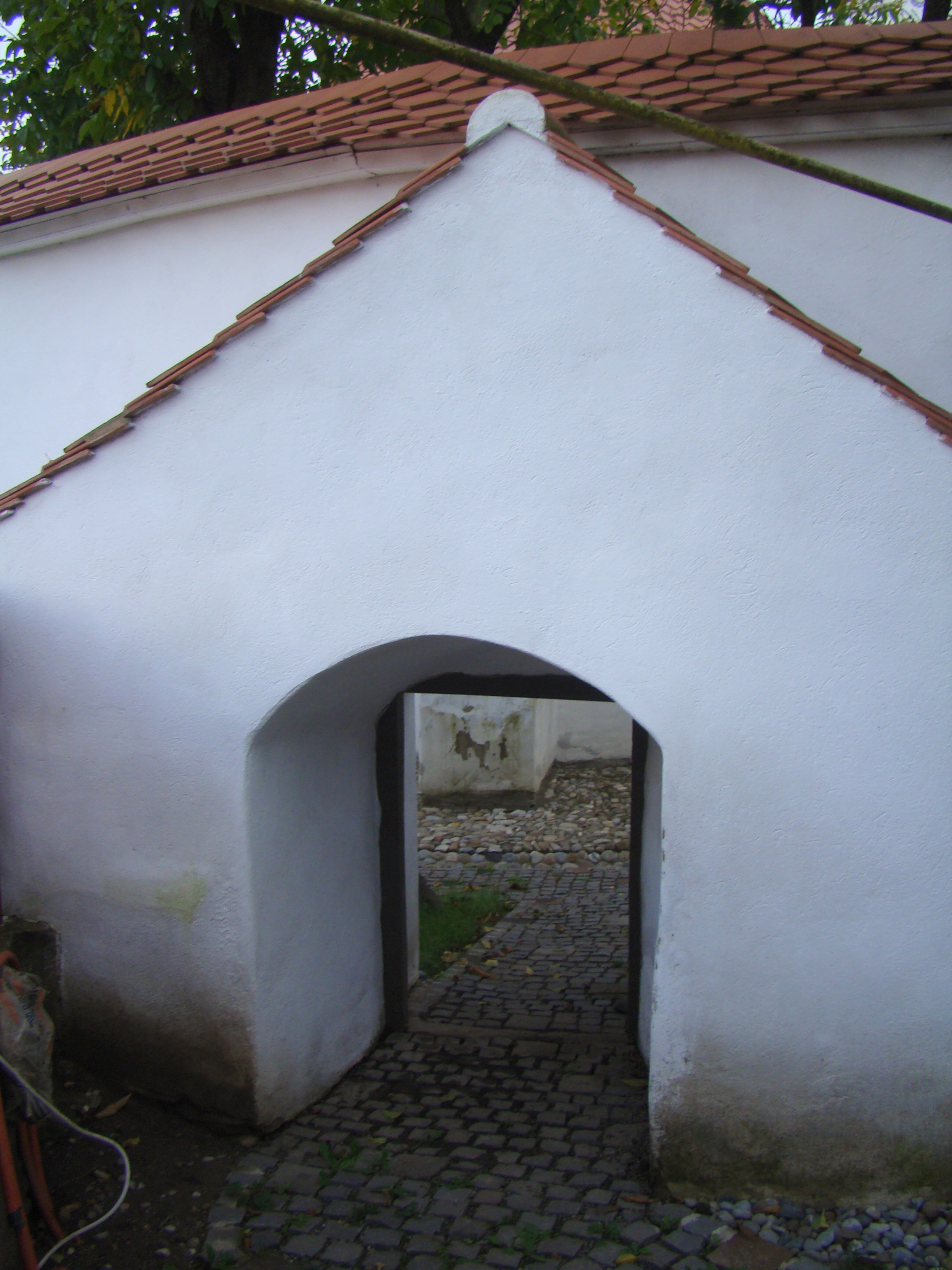
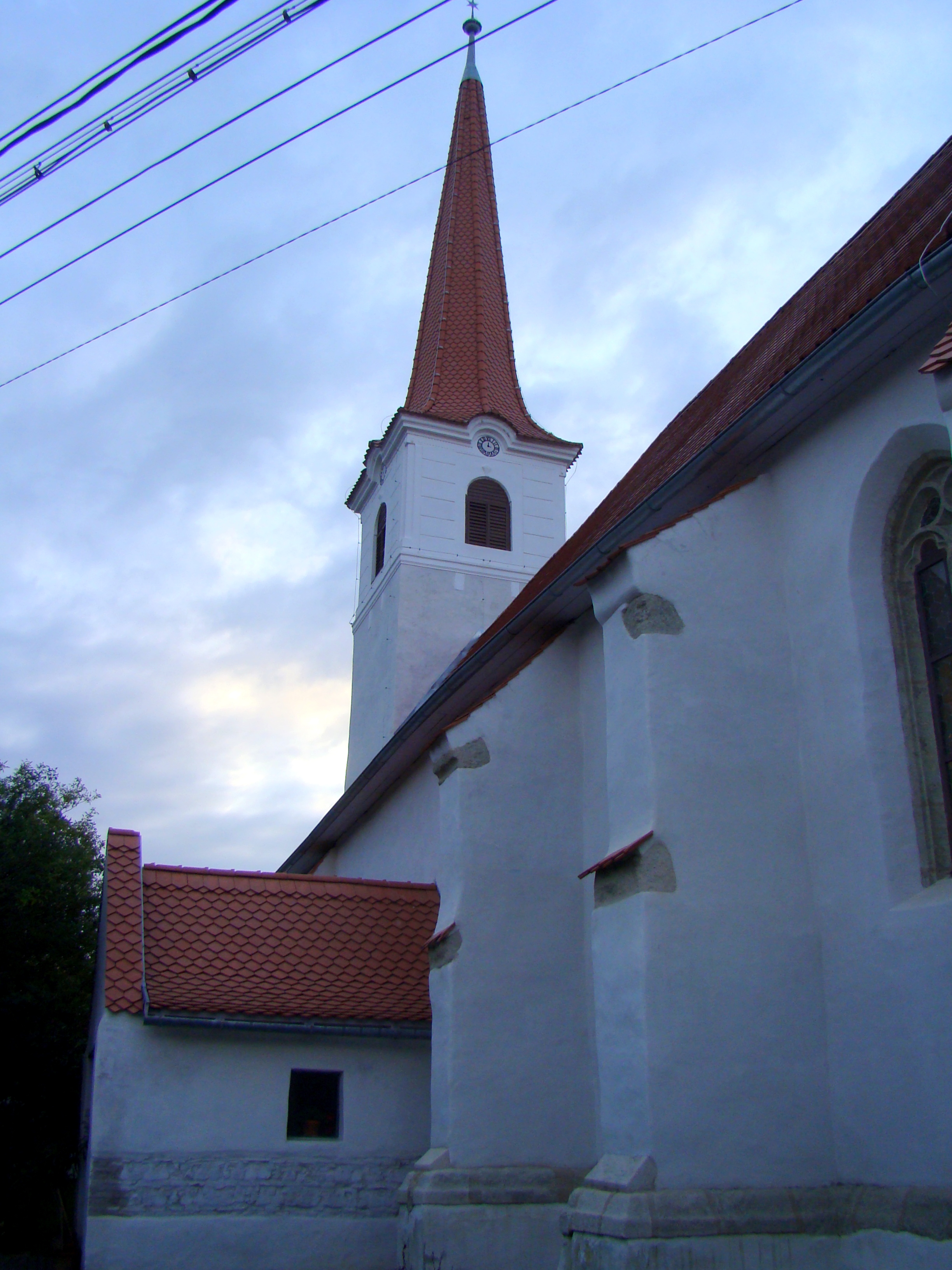
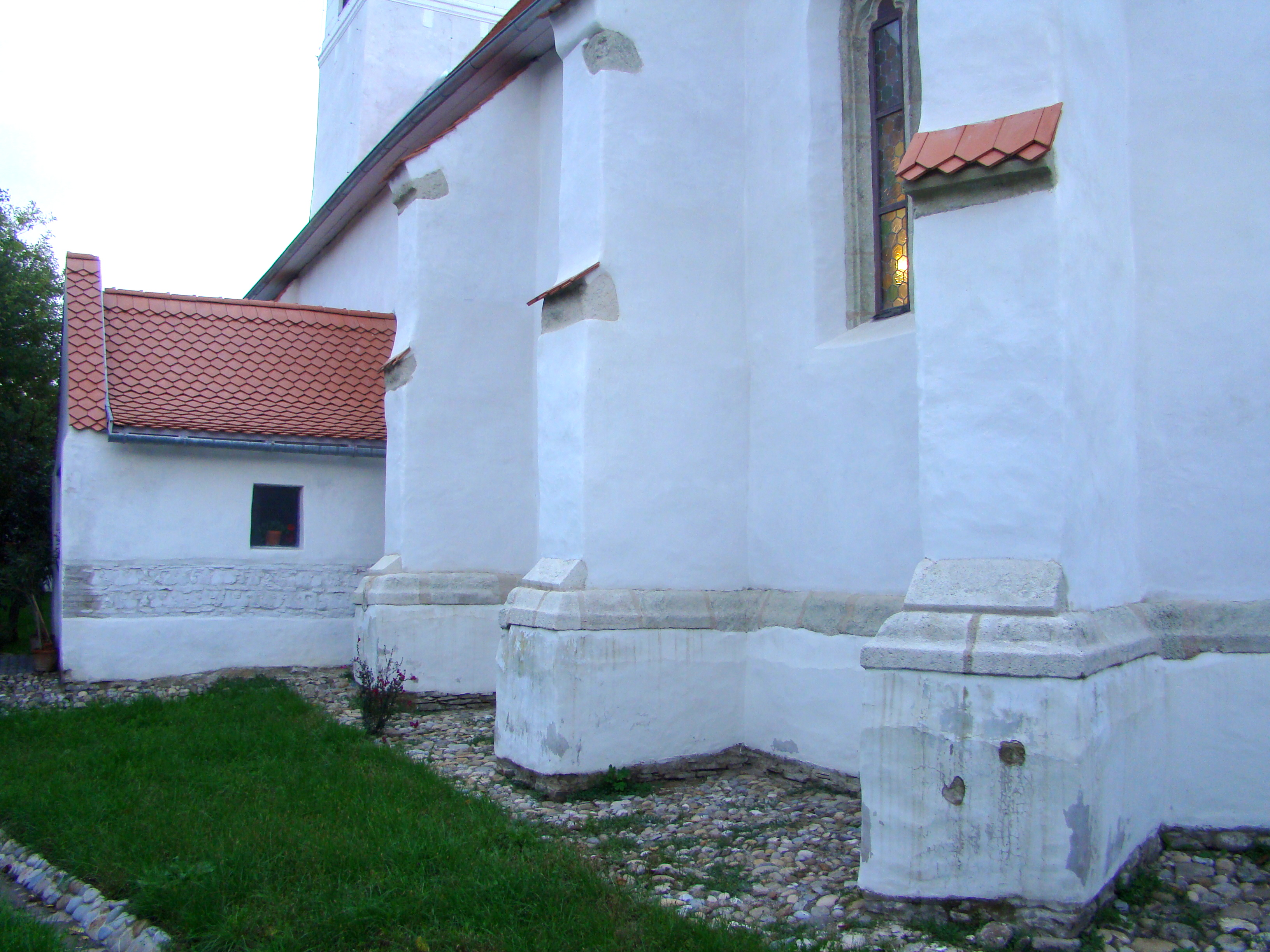
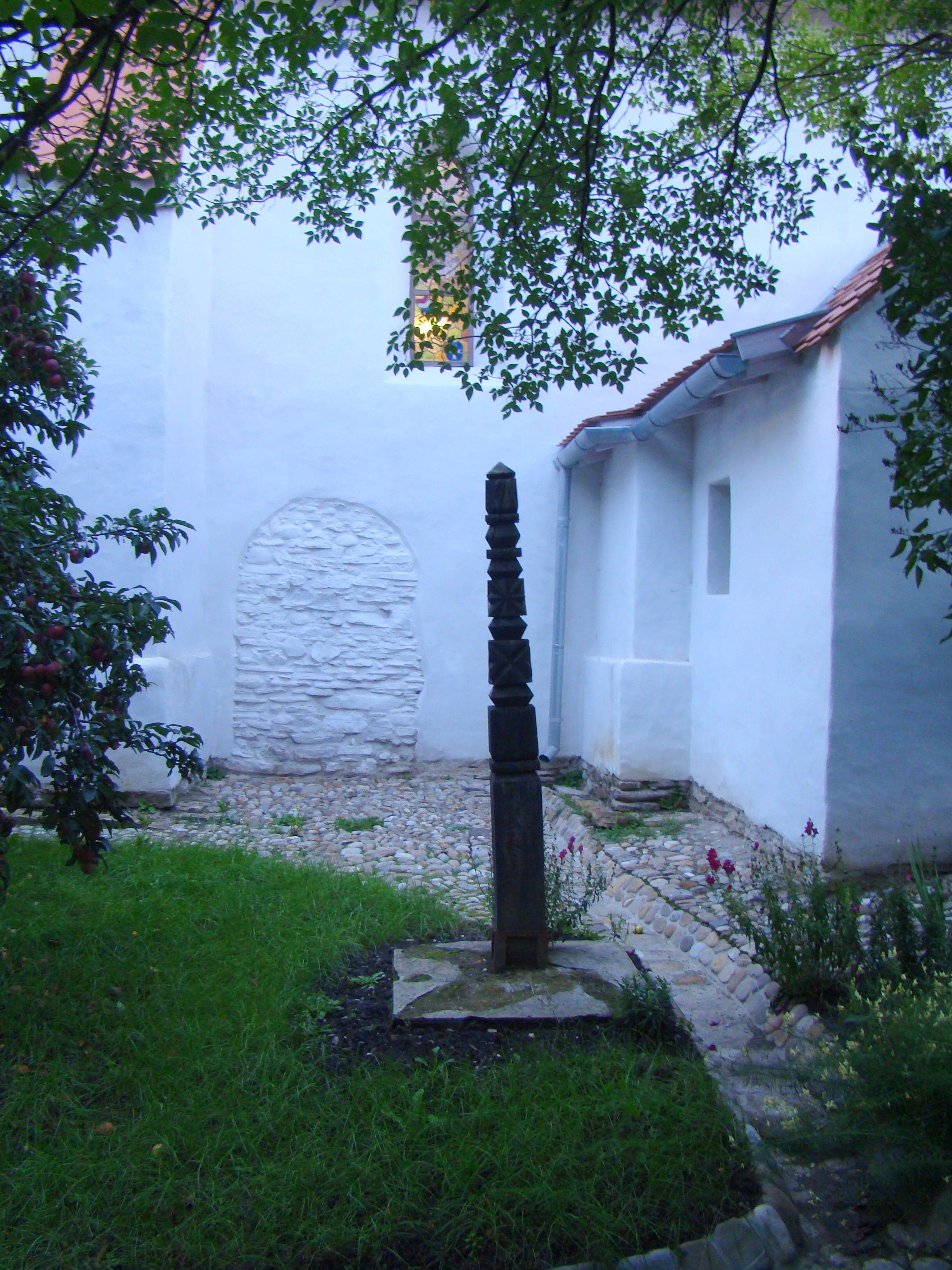
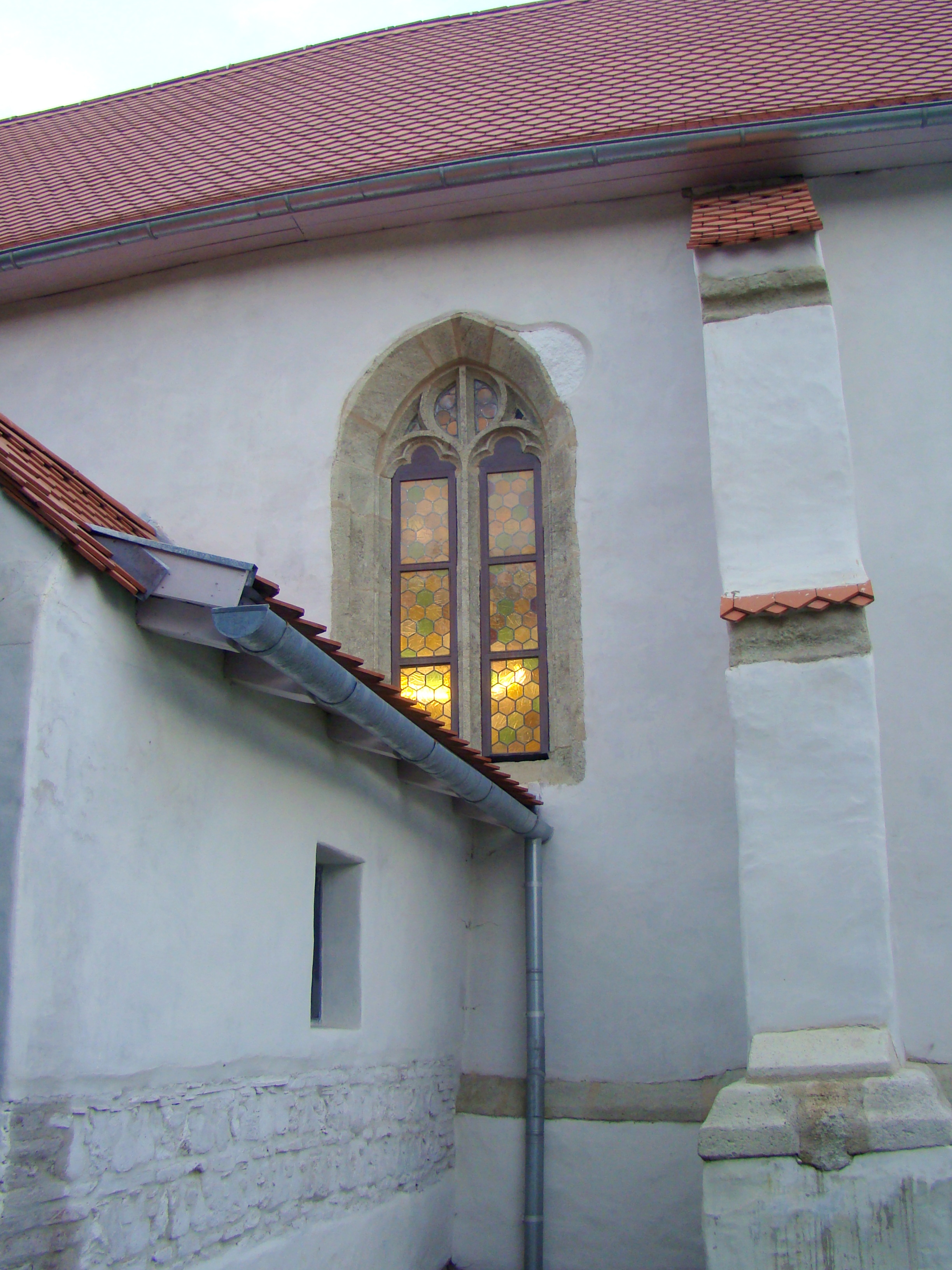
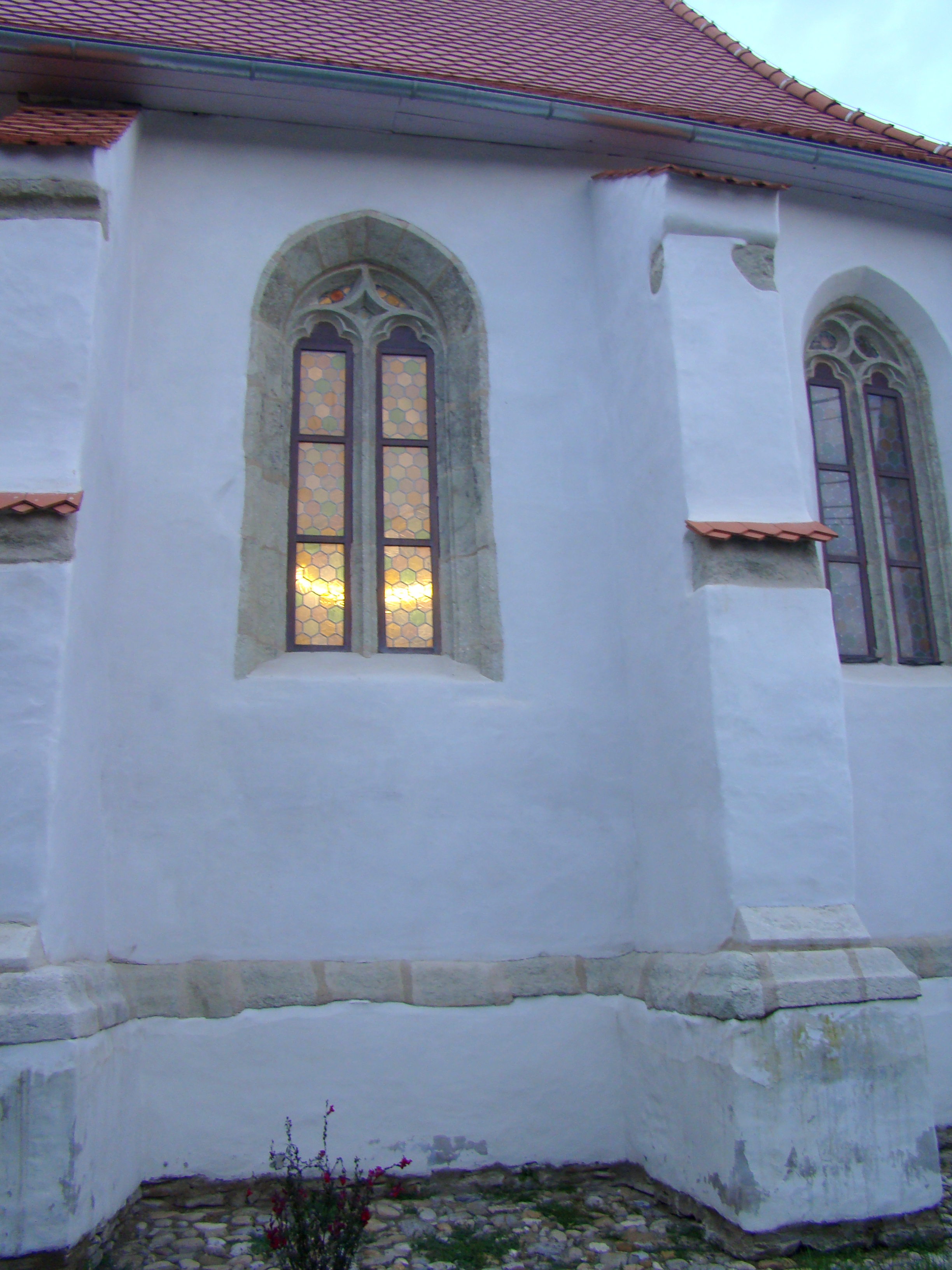
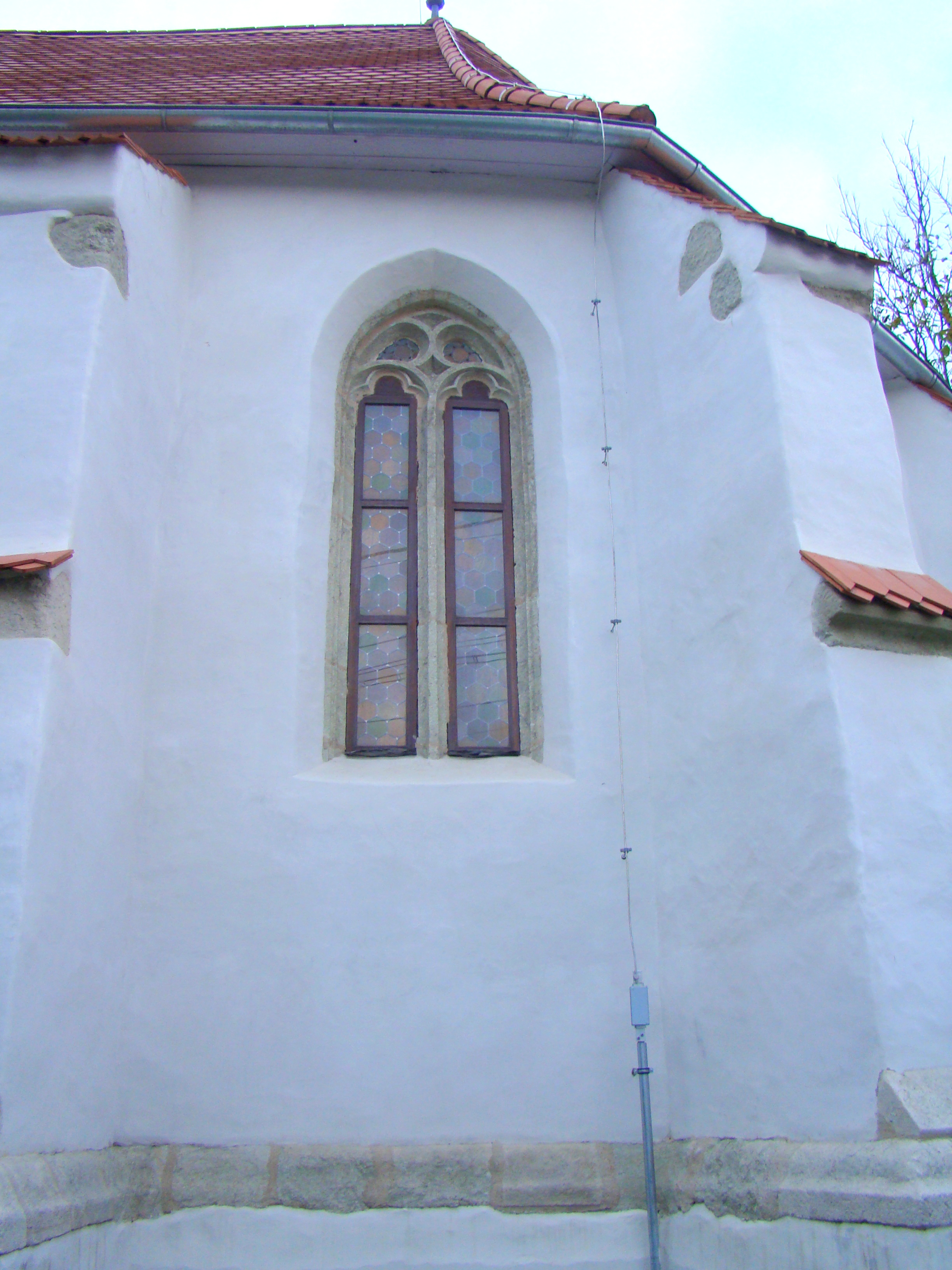
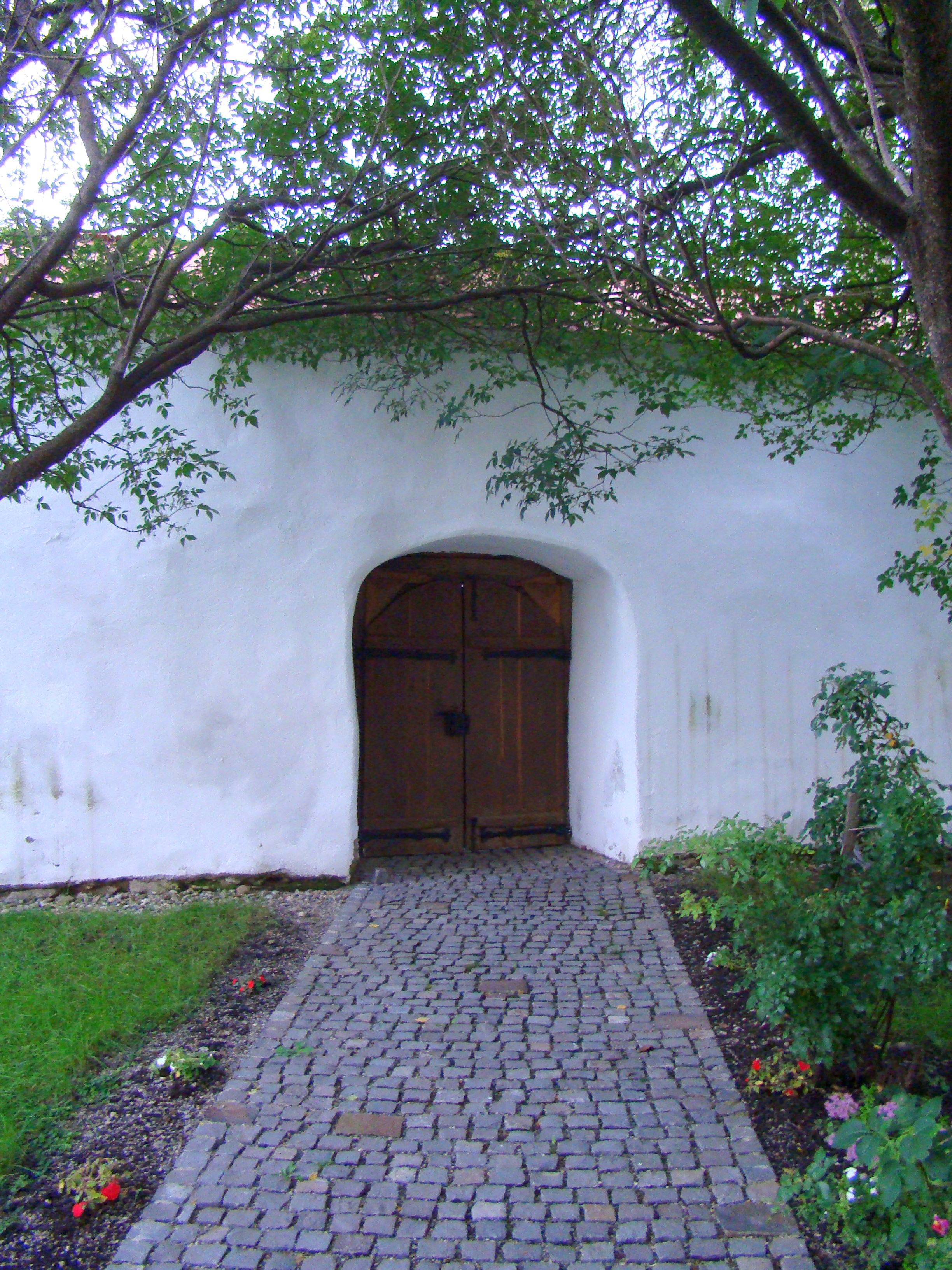
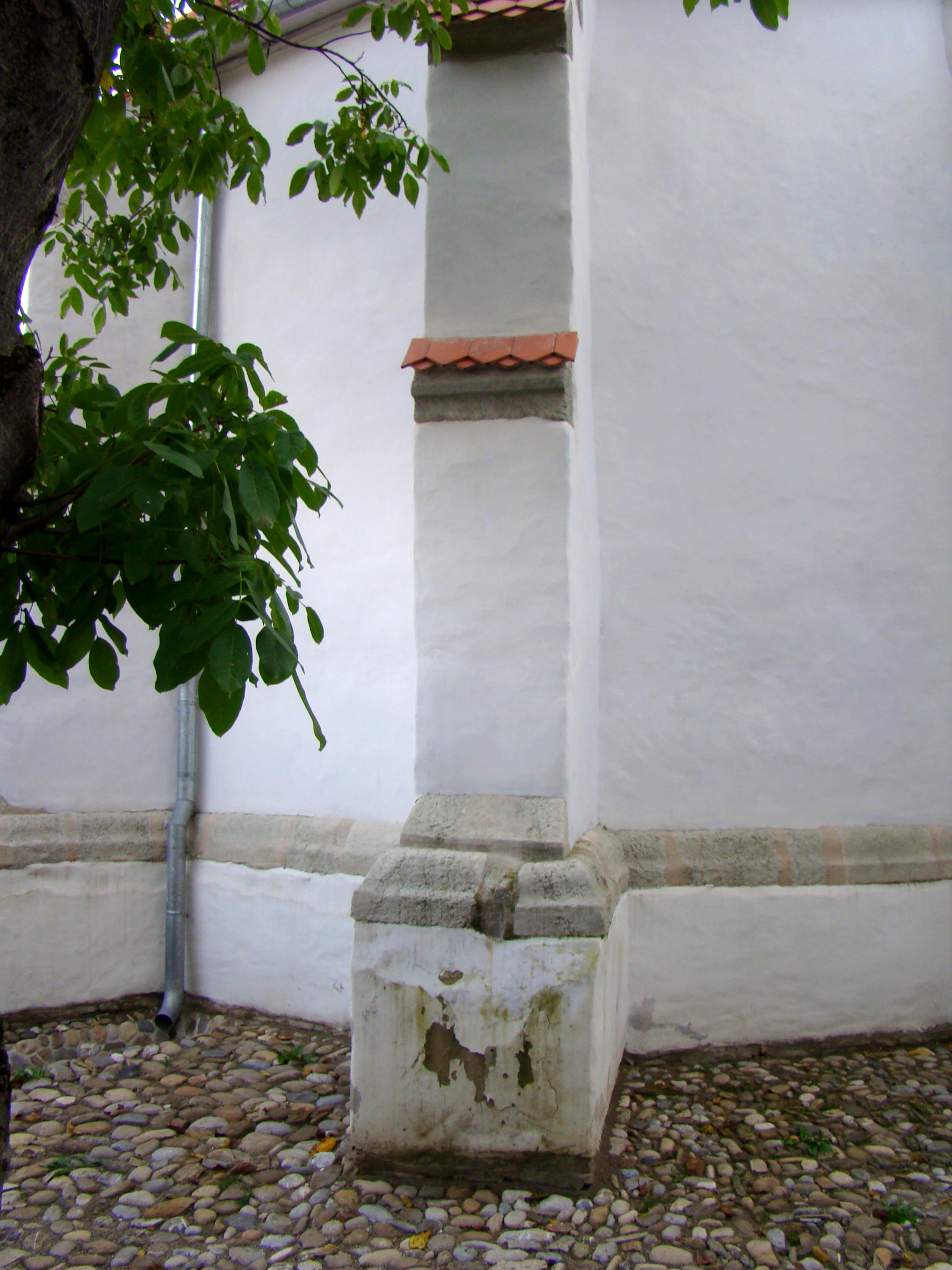
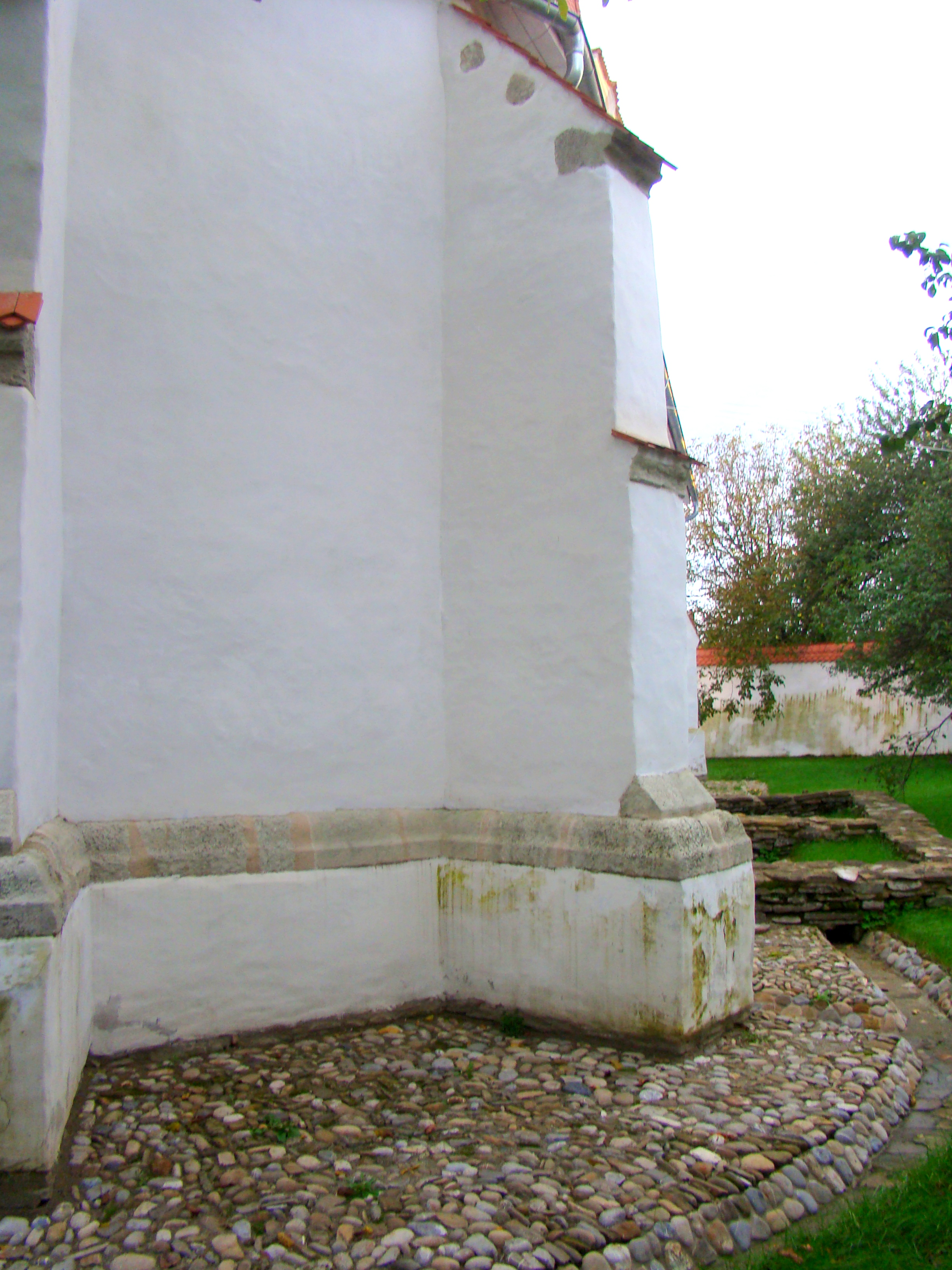
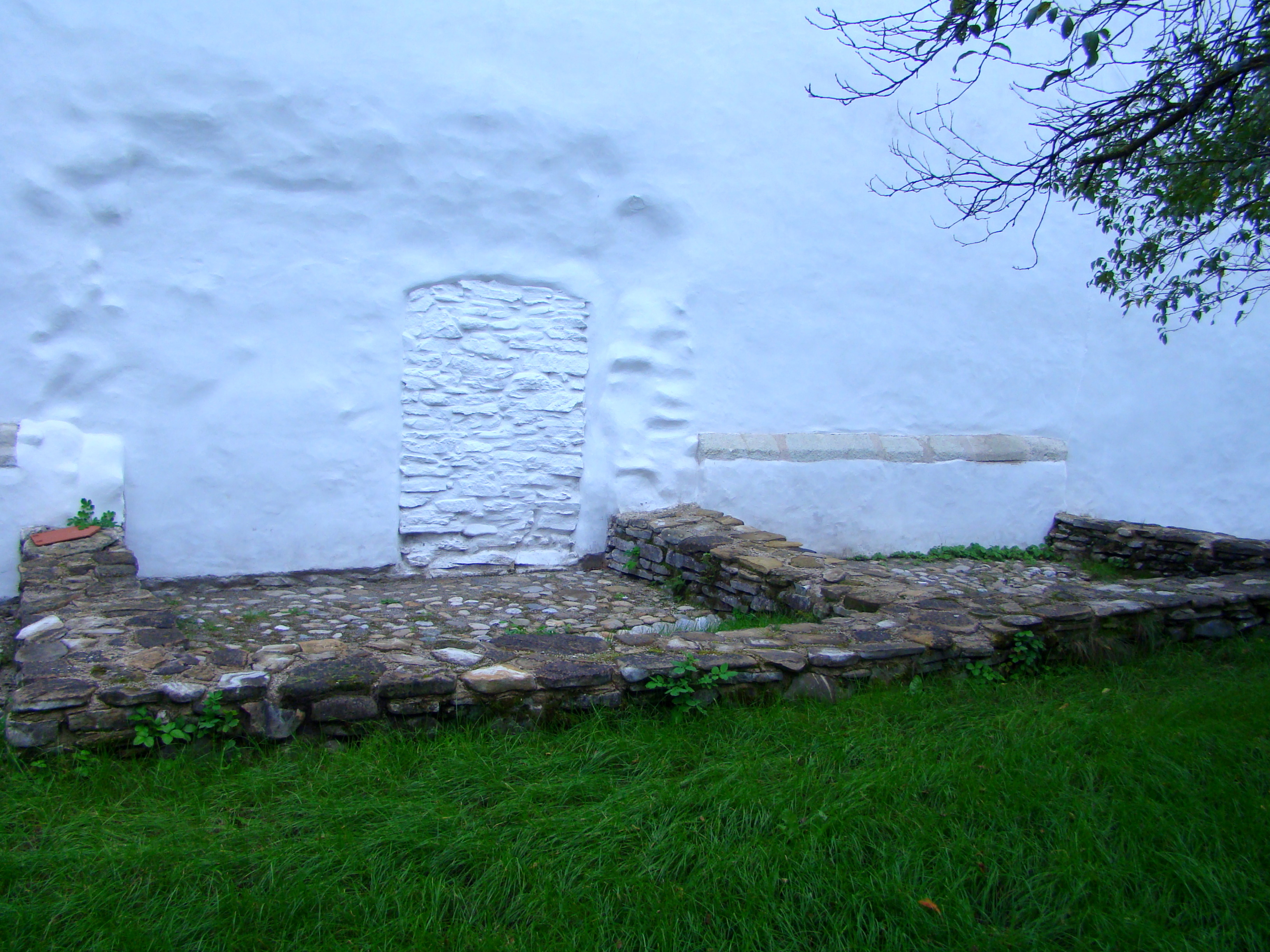
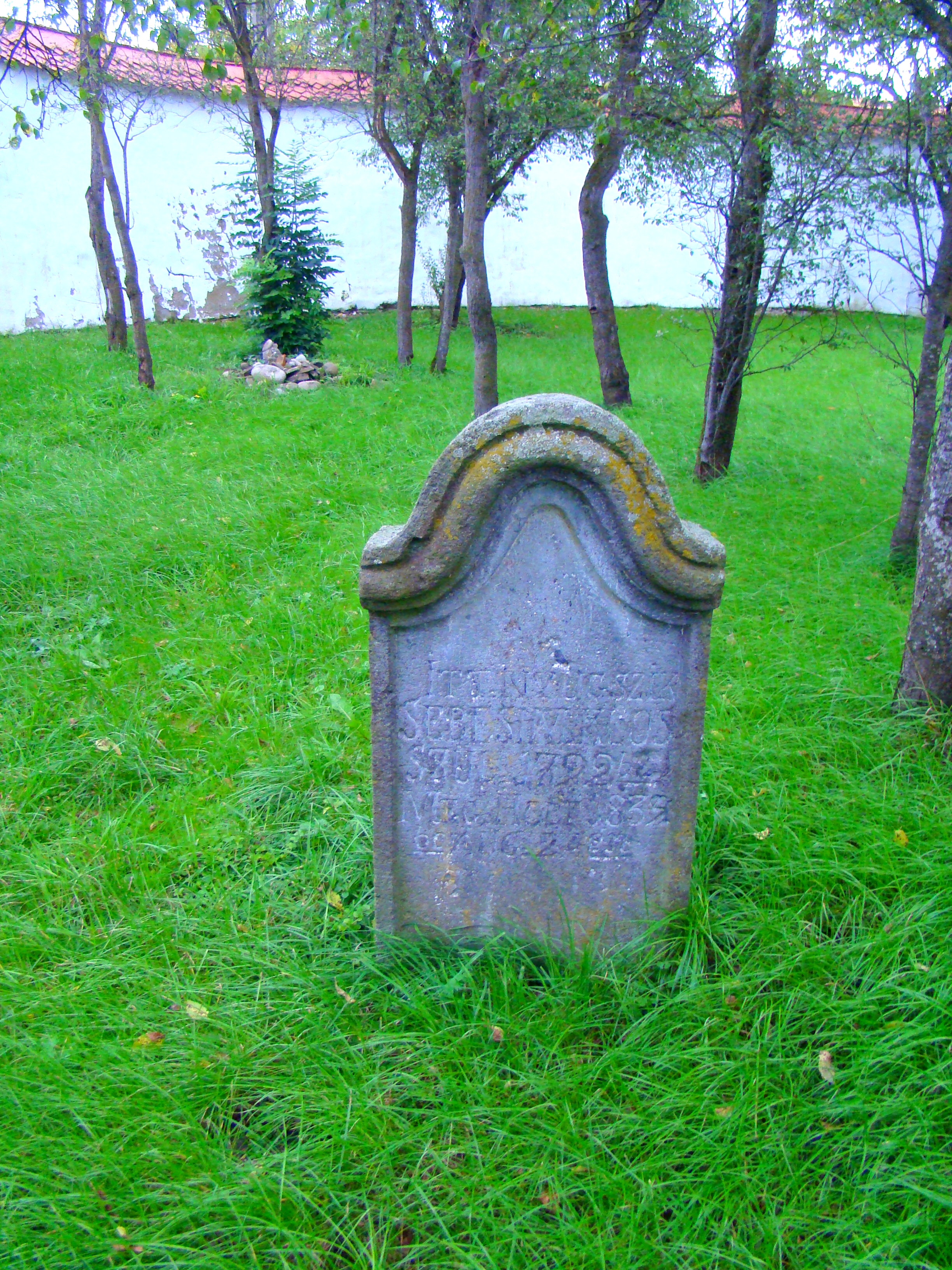
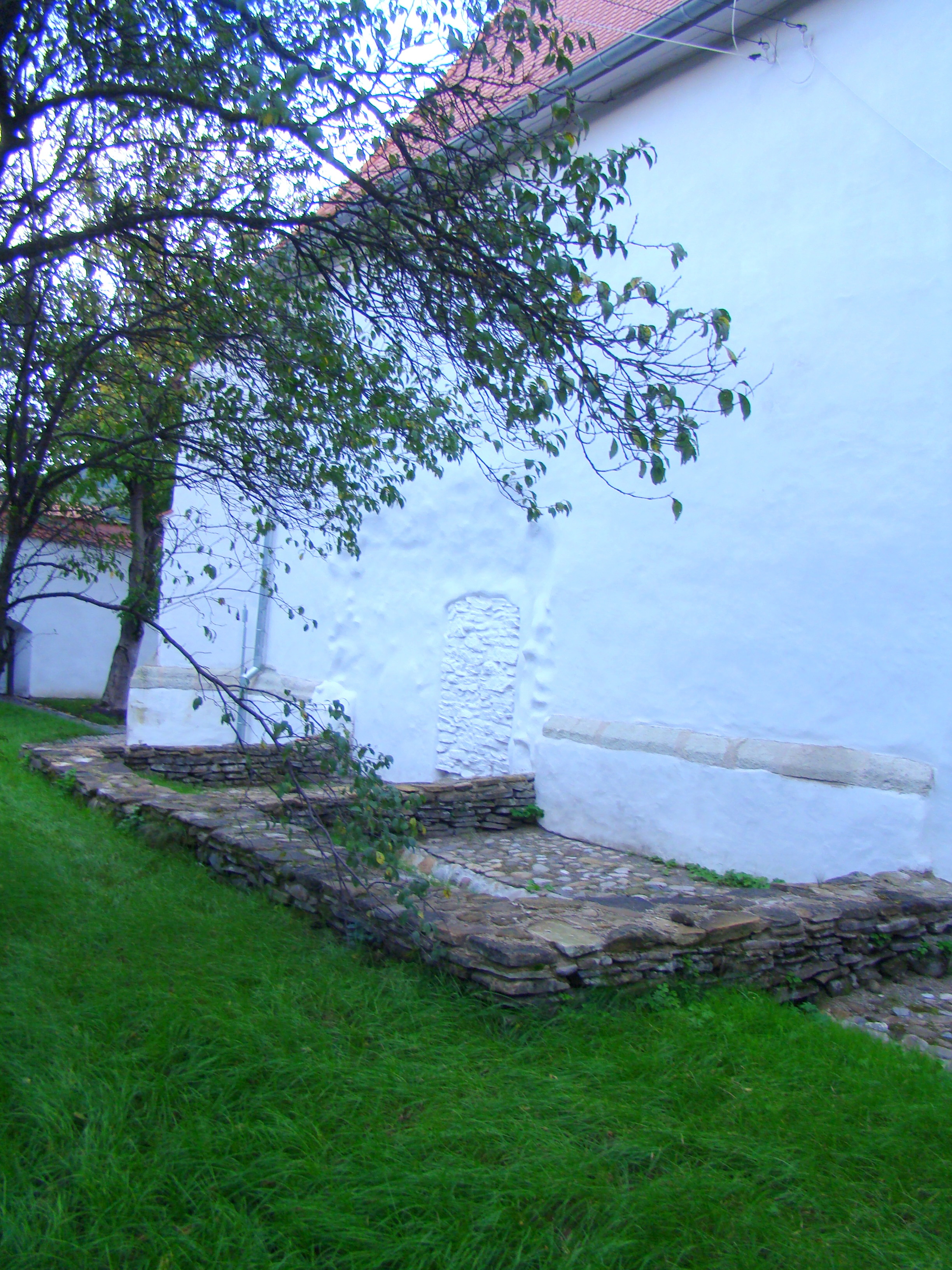
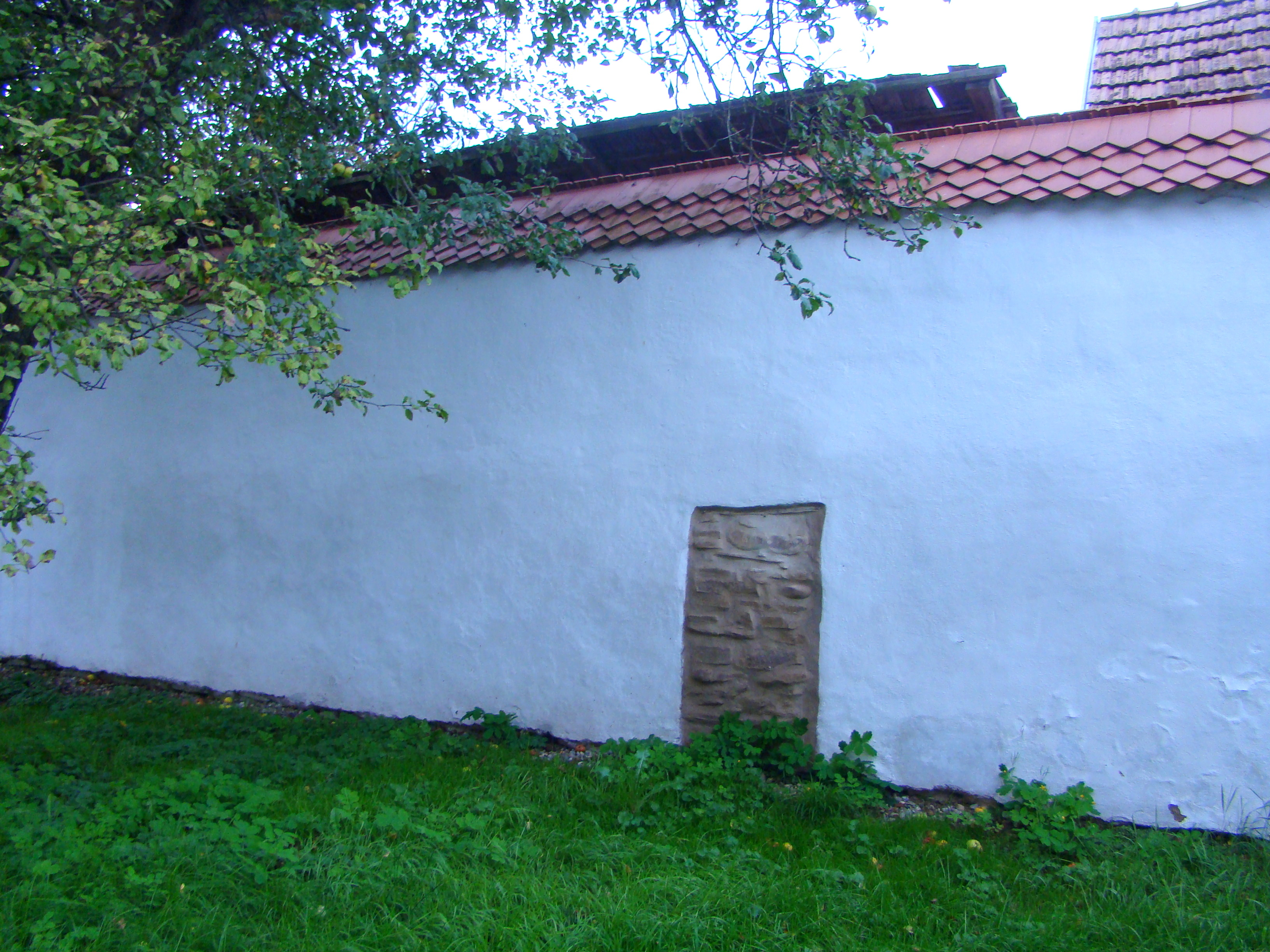
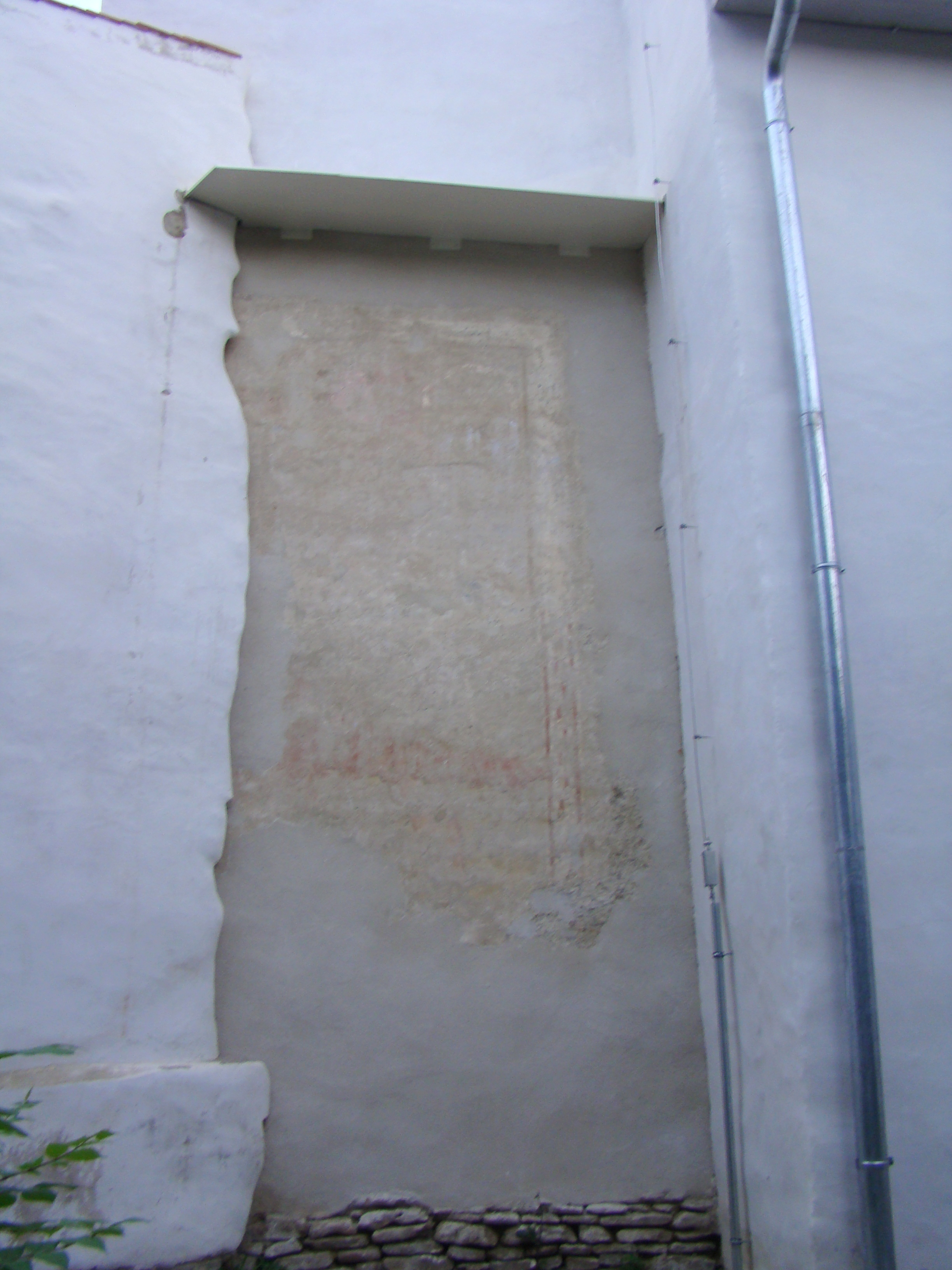
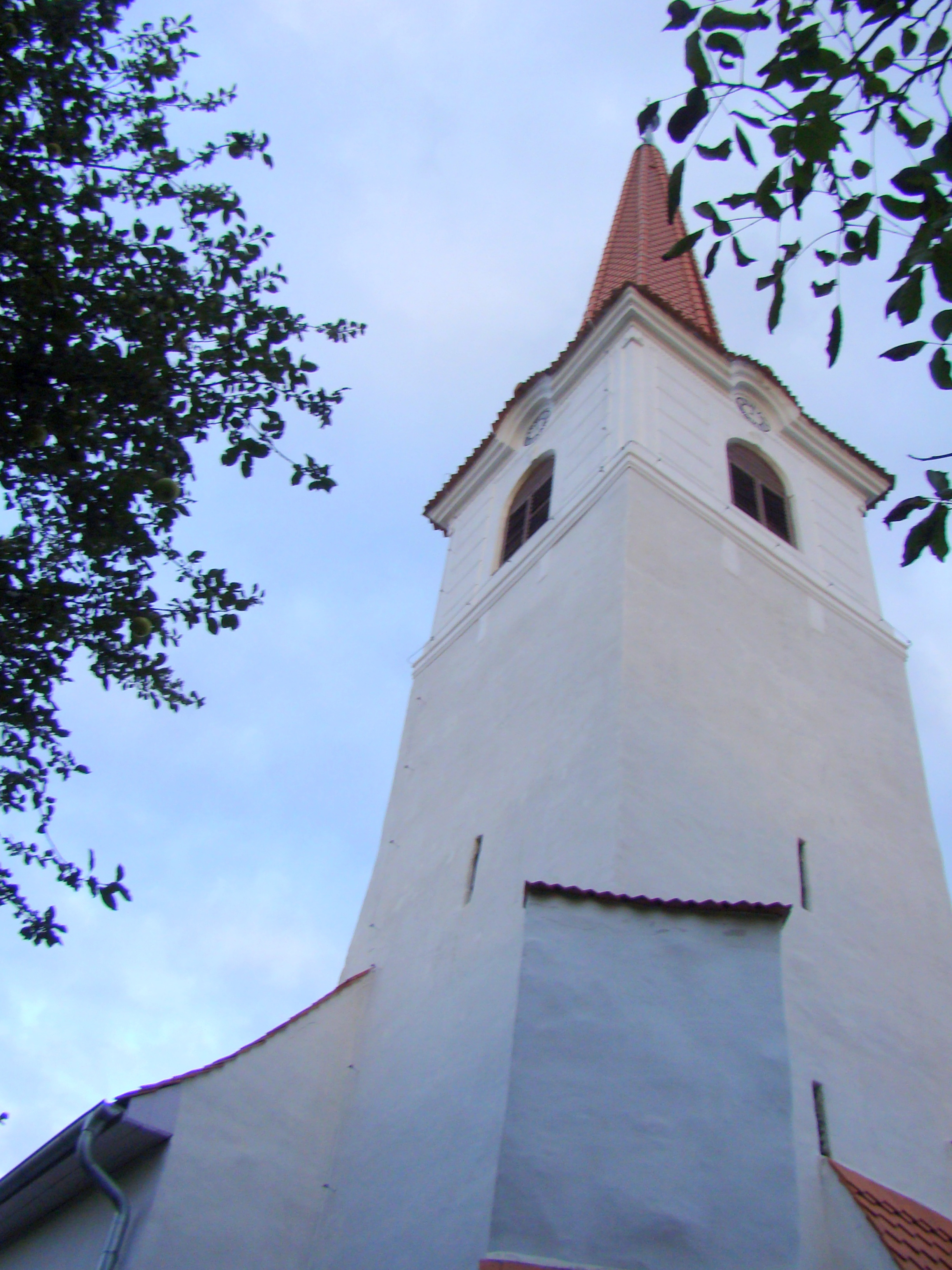
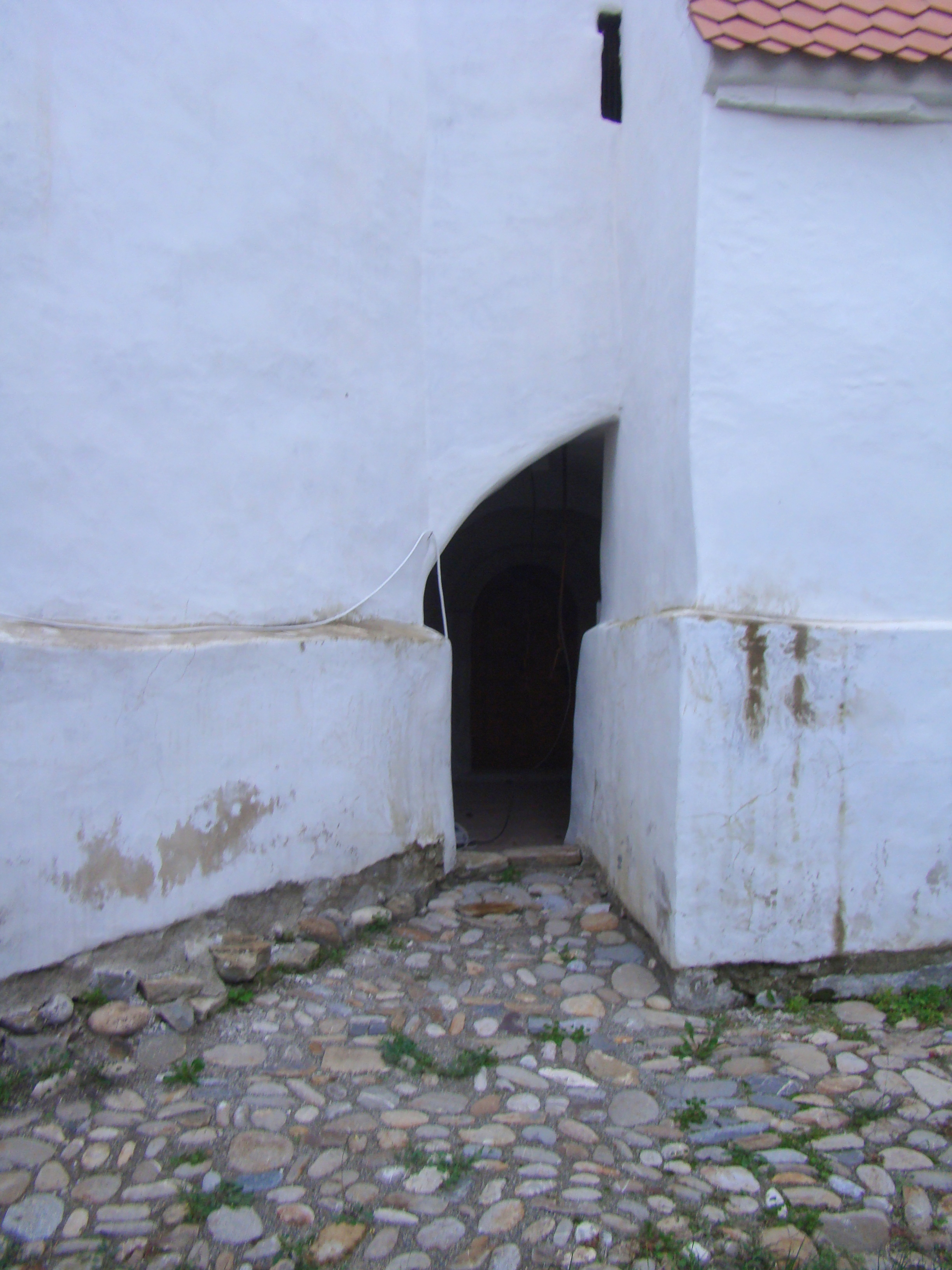
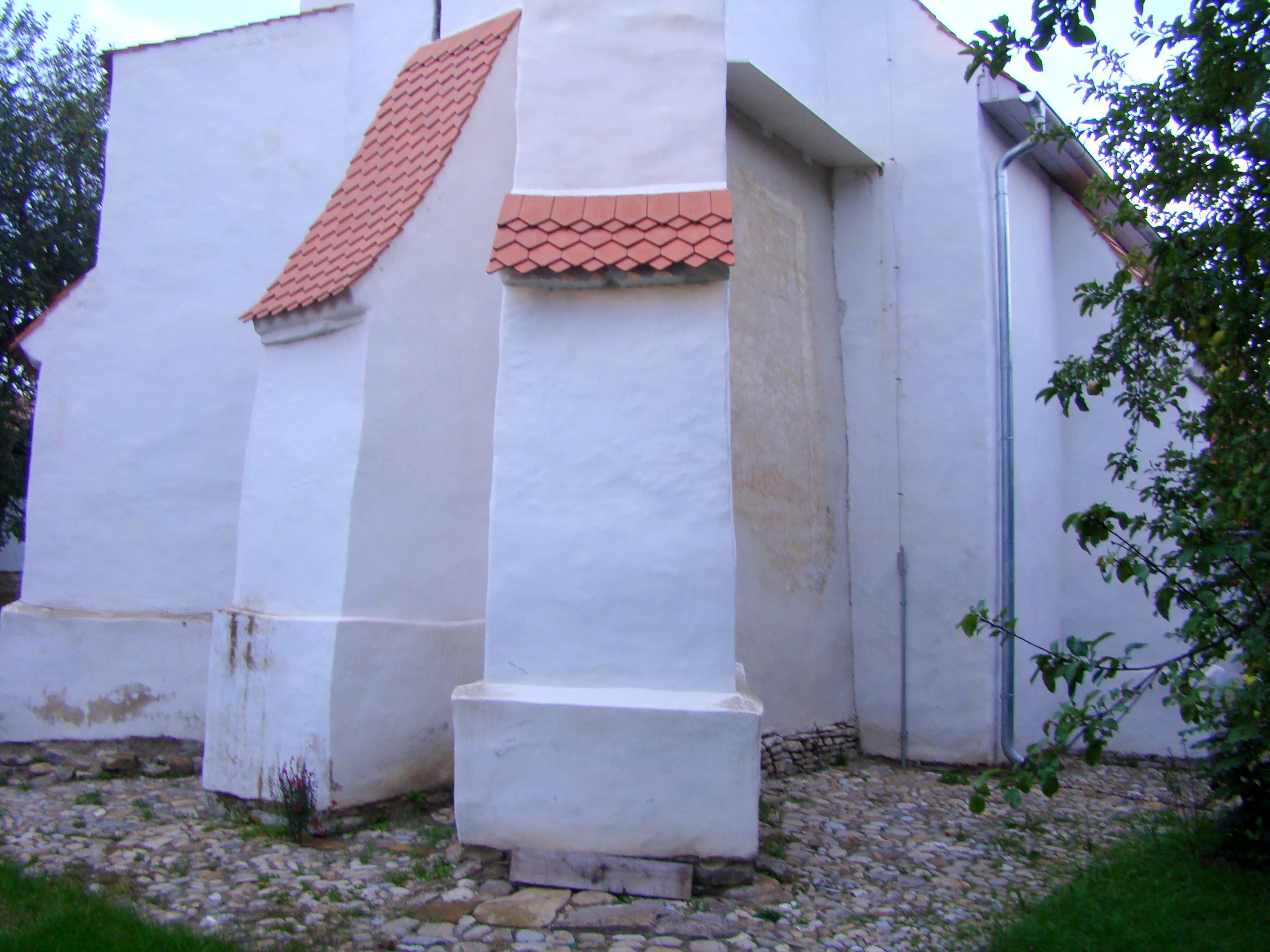
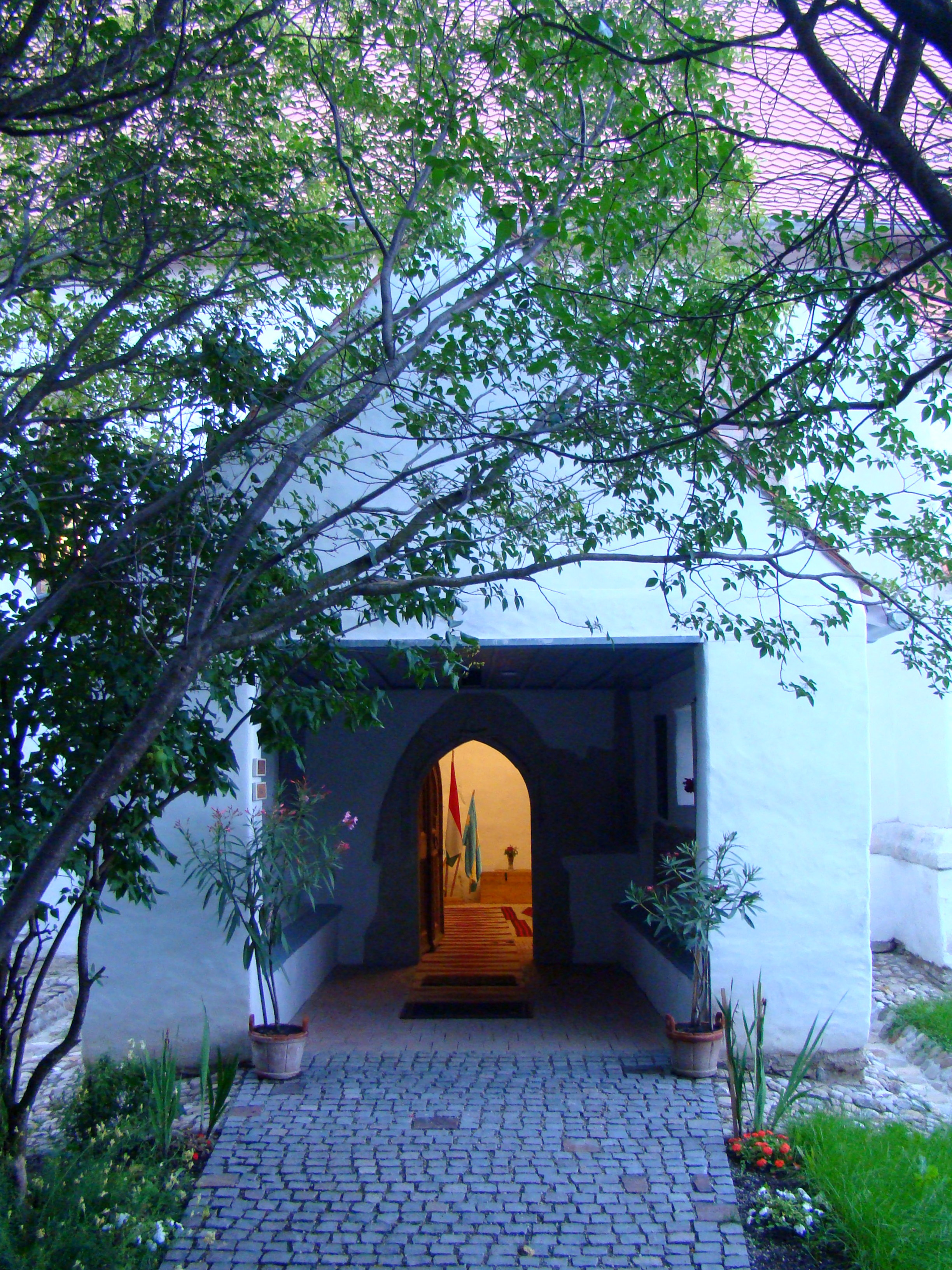

## Imagini din interior

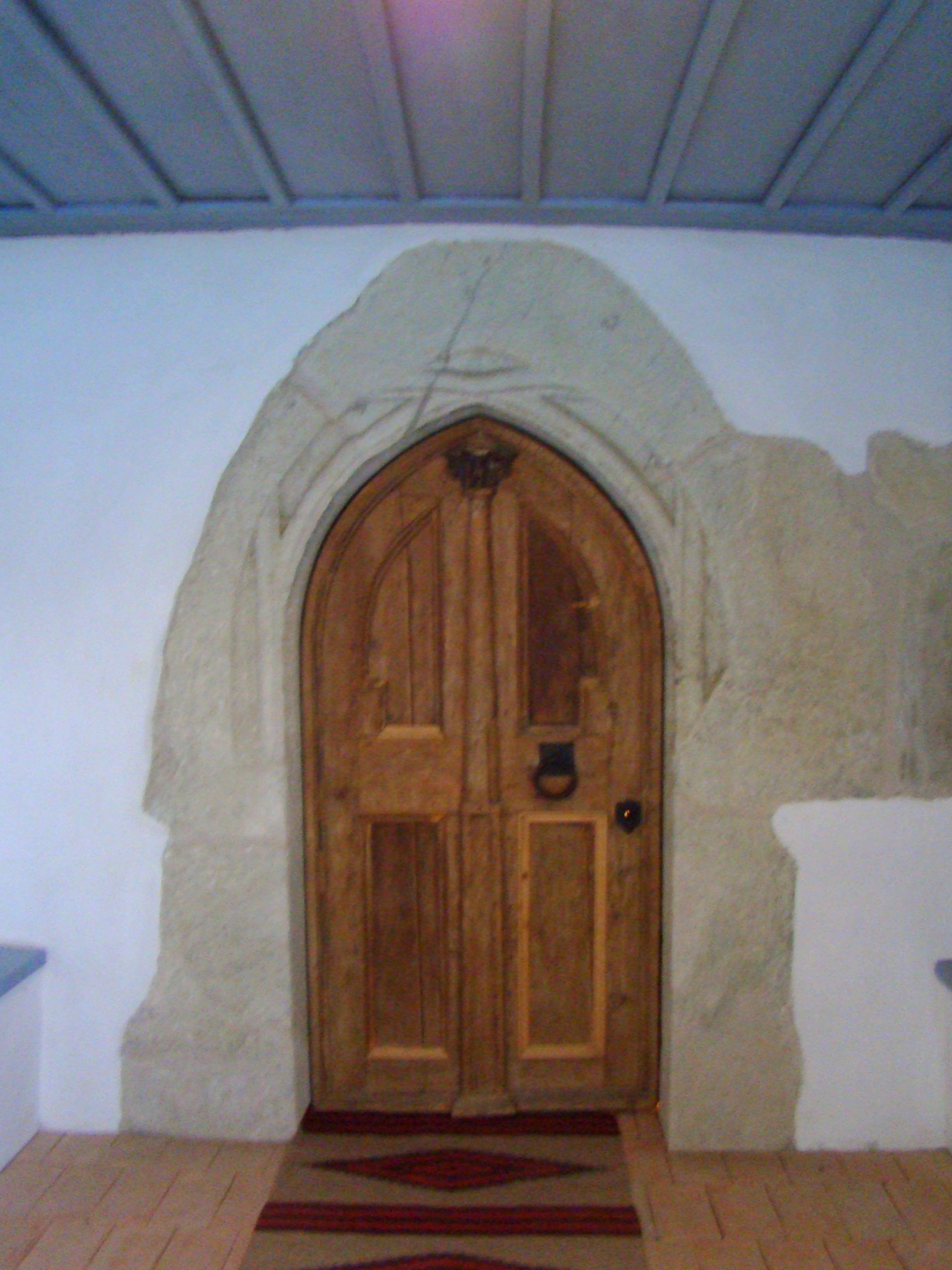
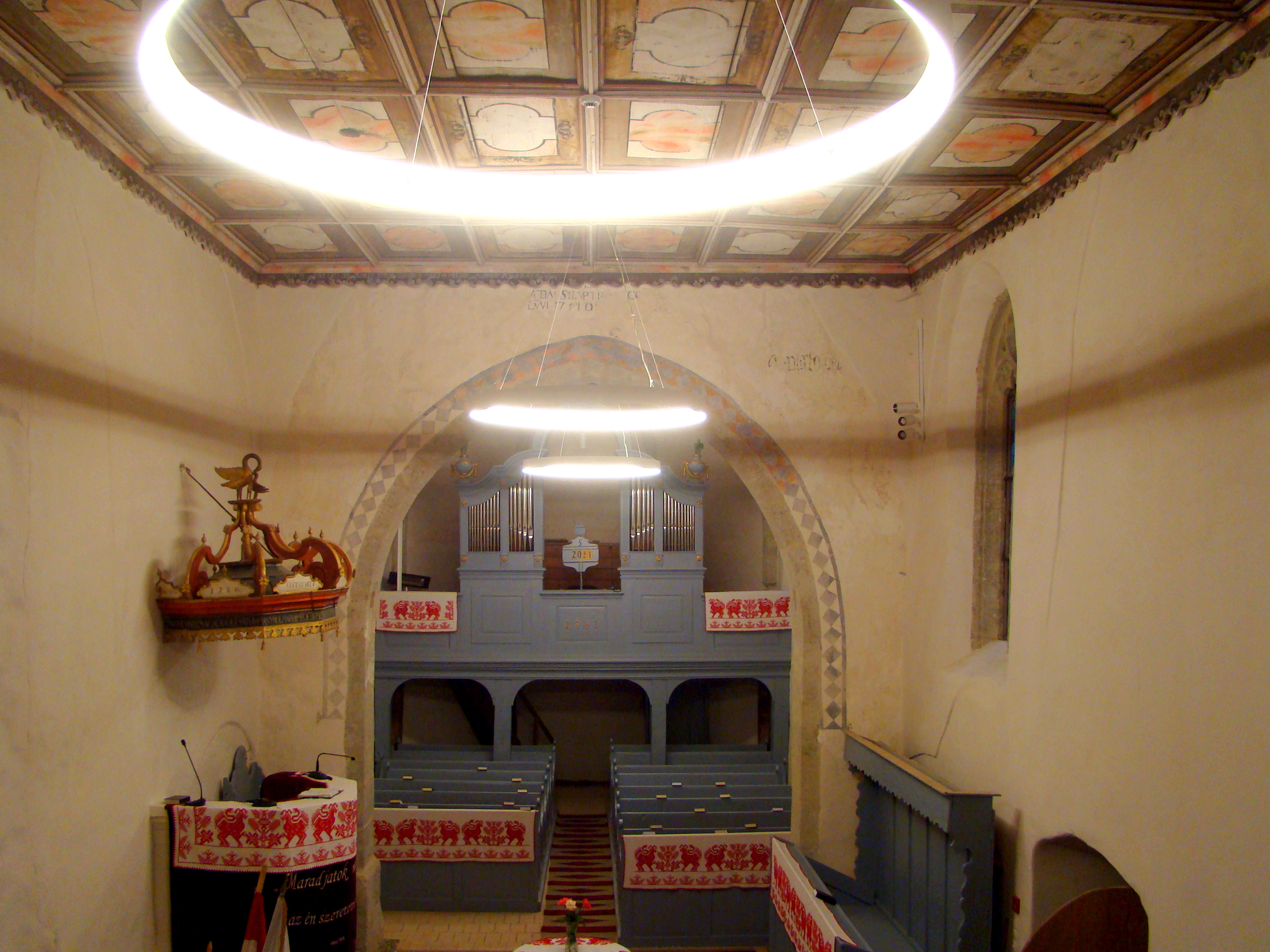
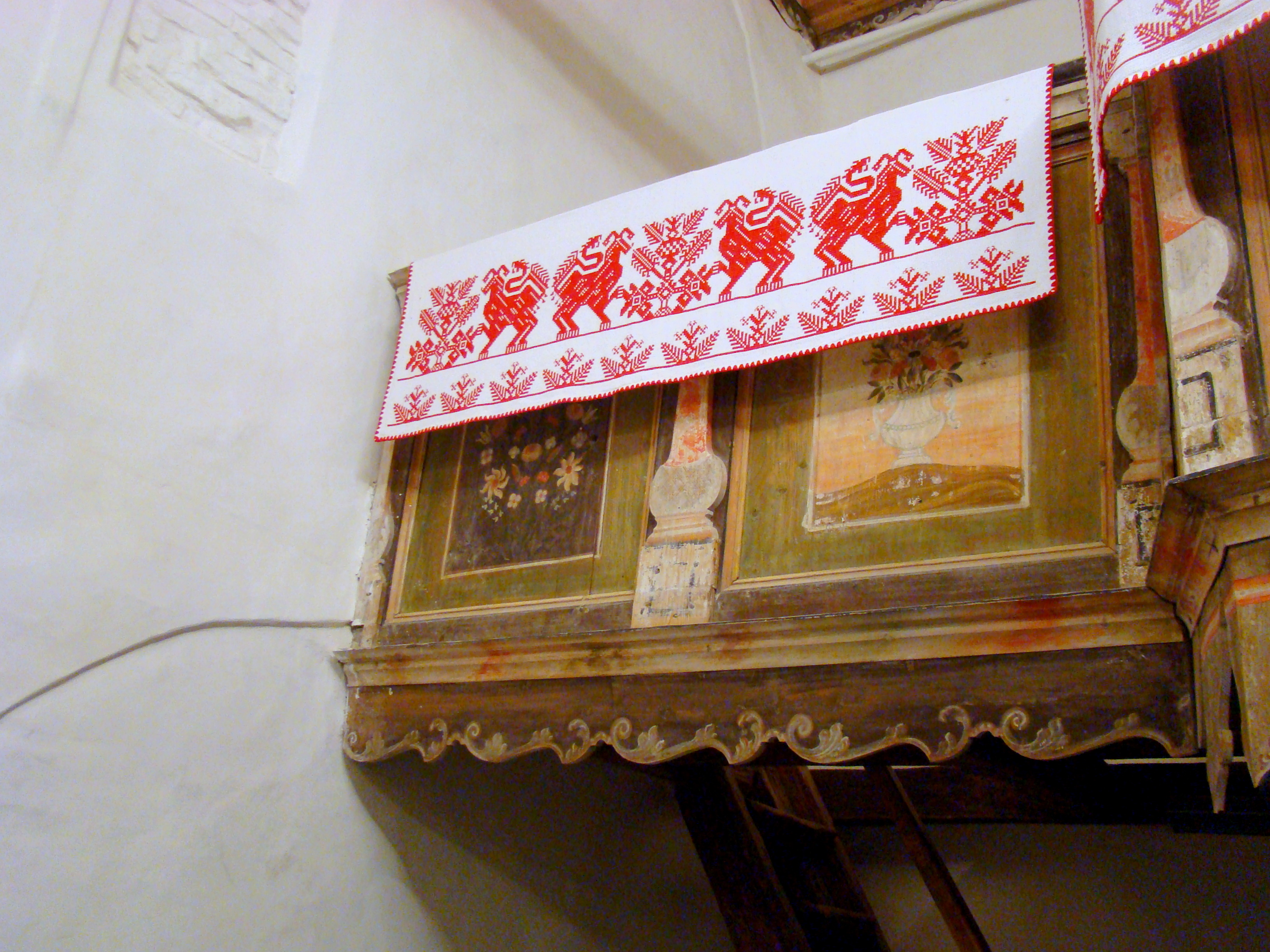
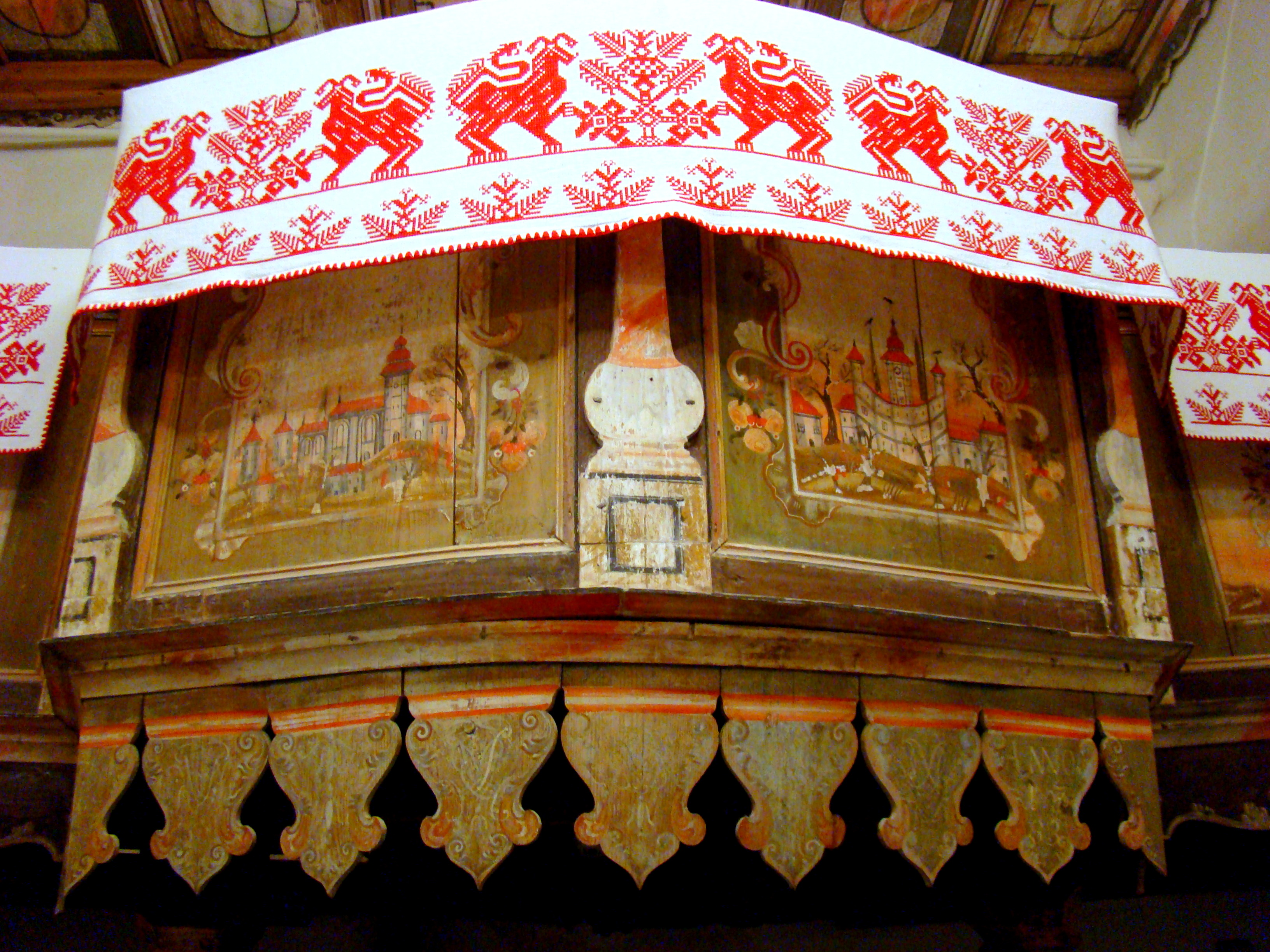
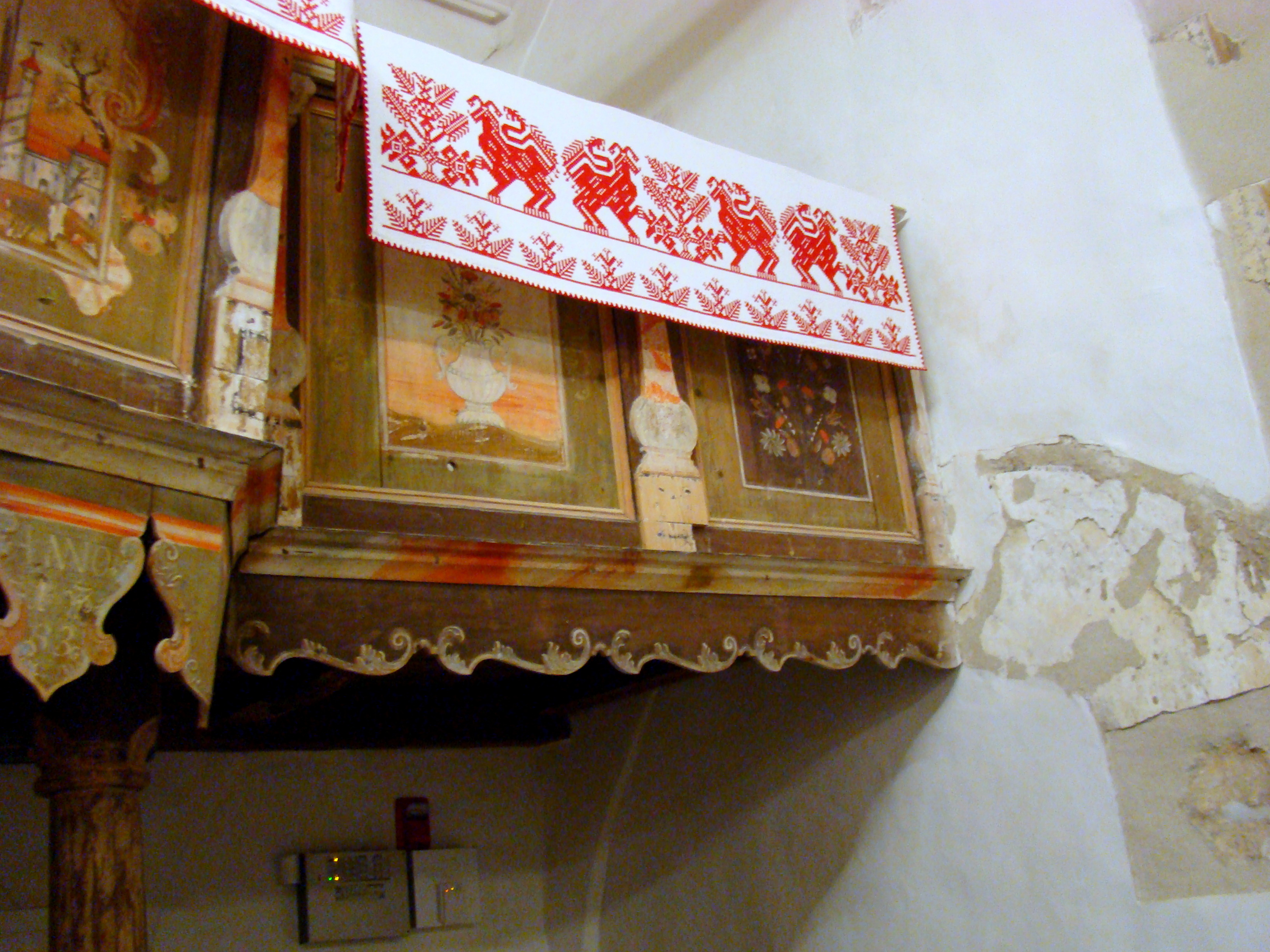
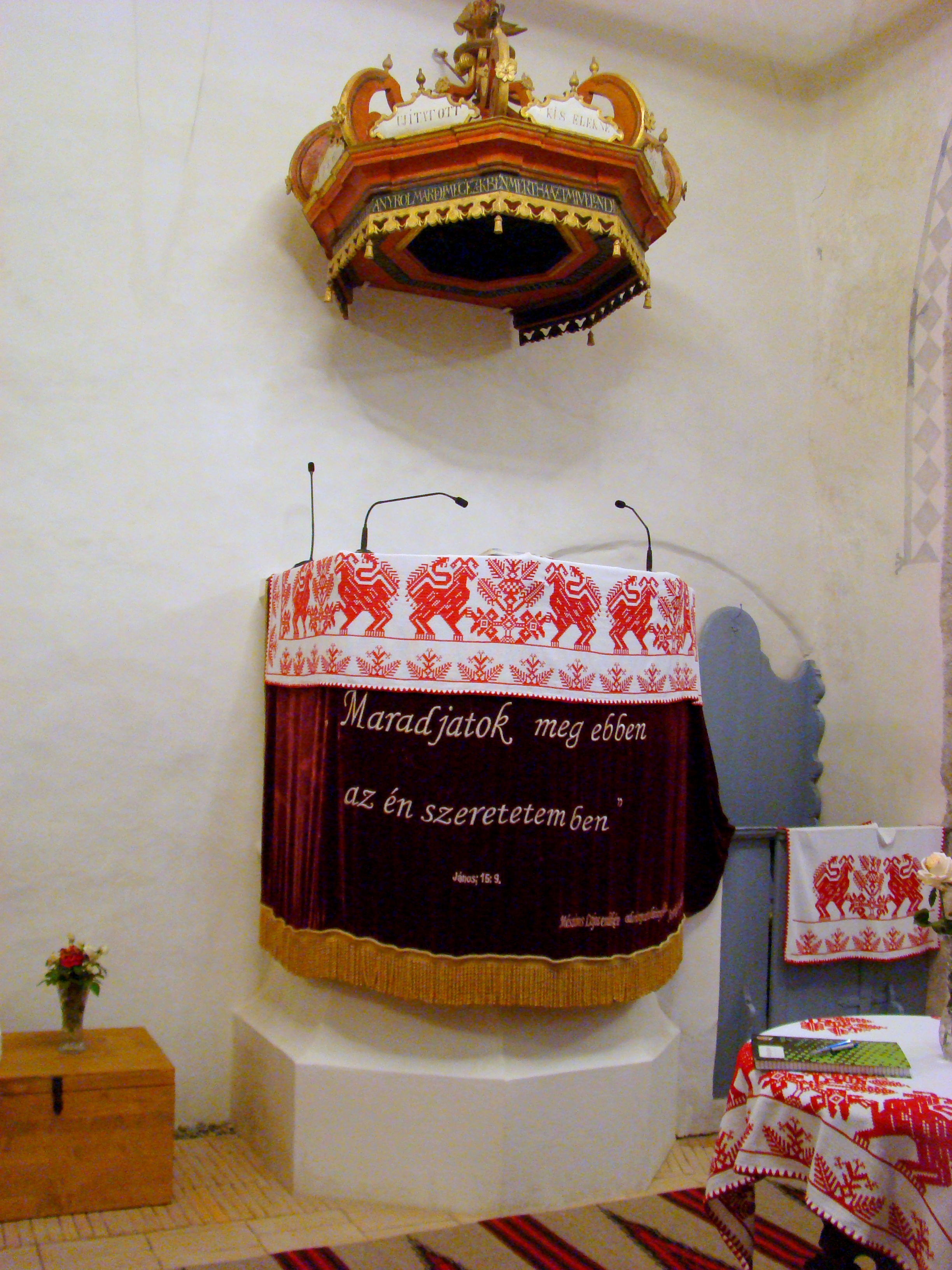
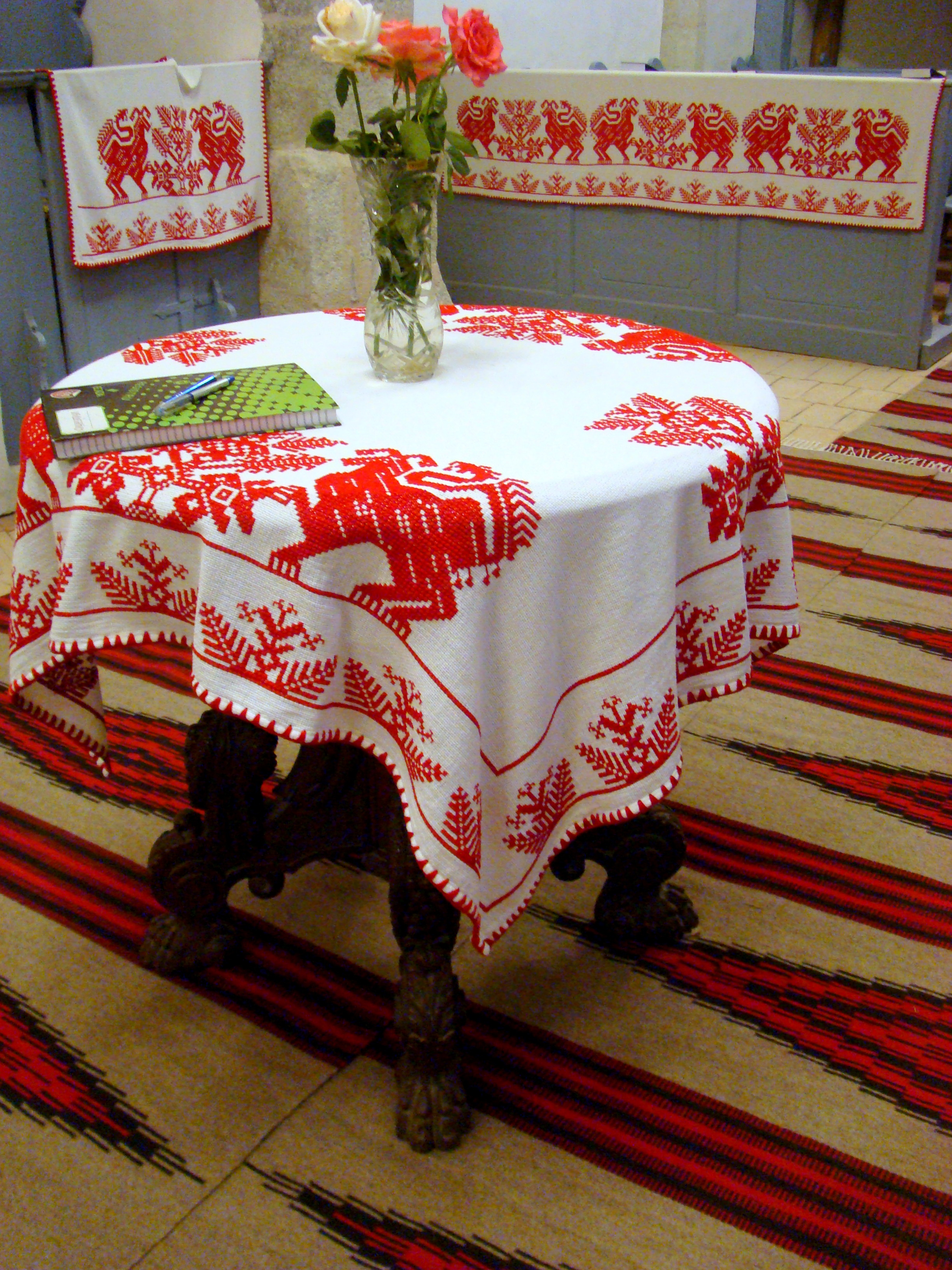
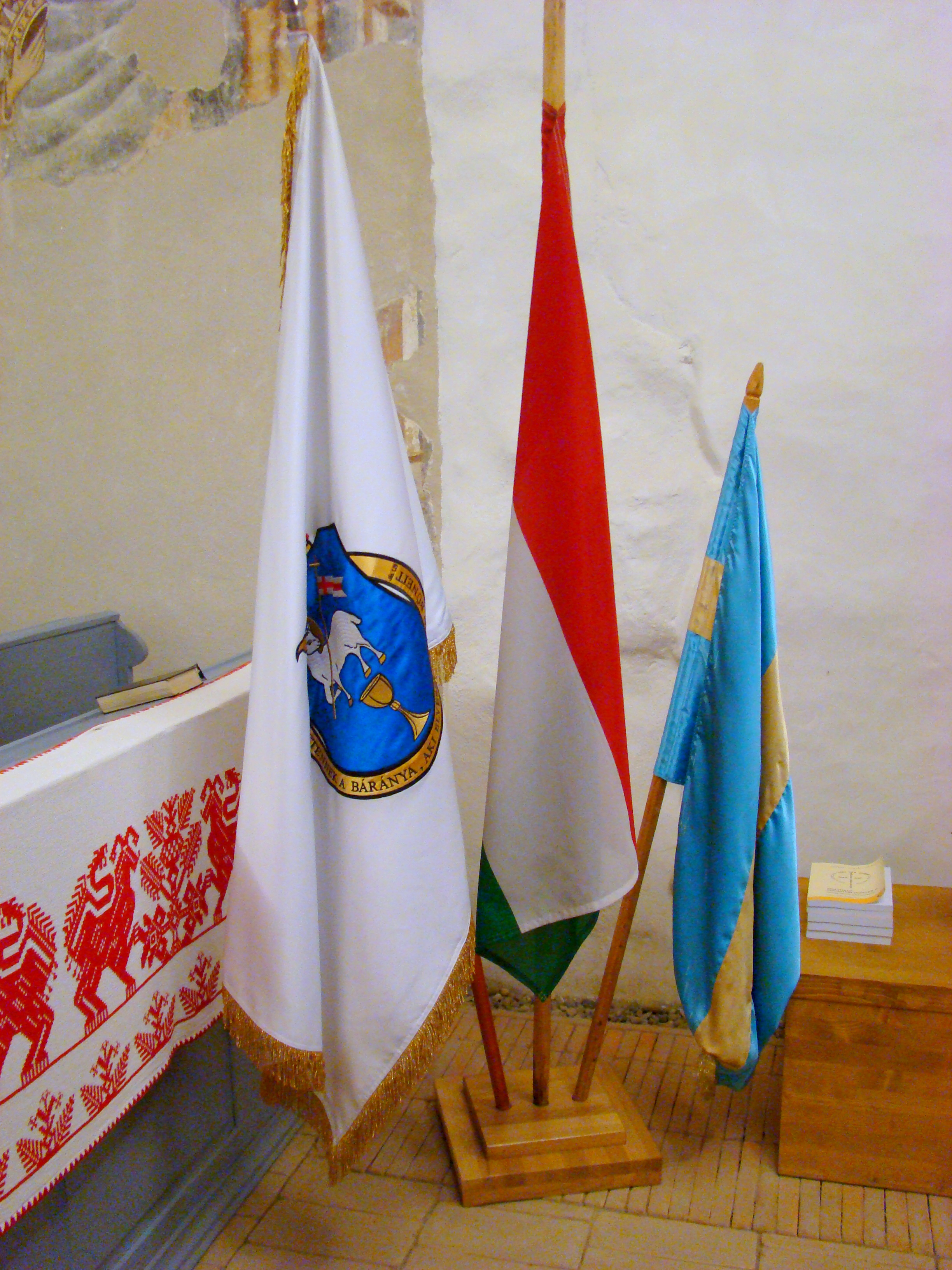
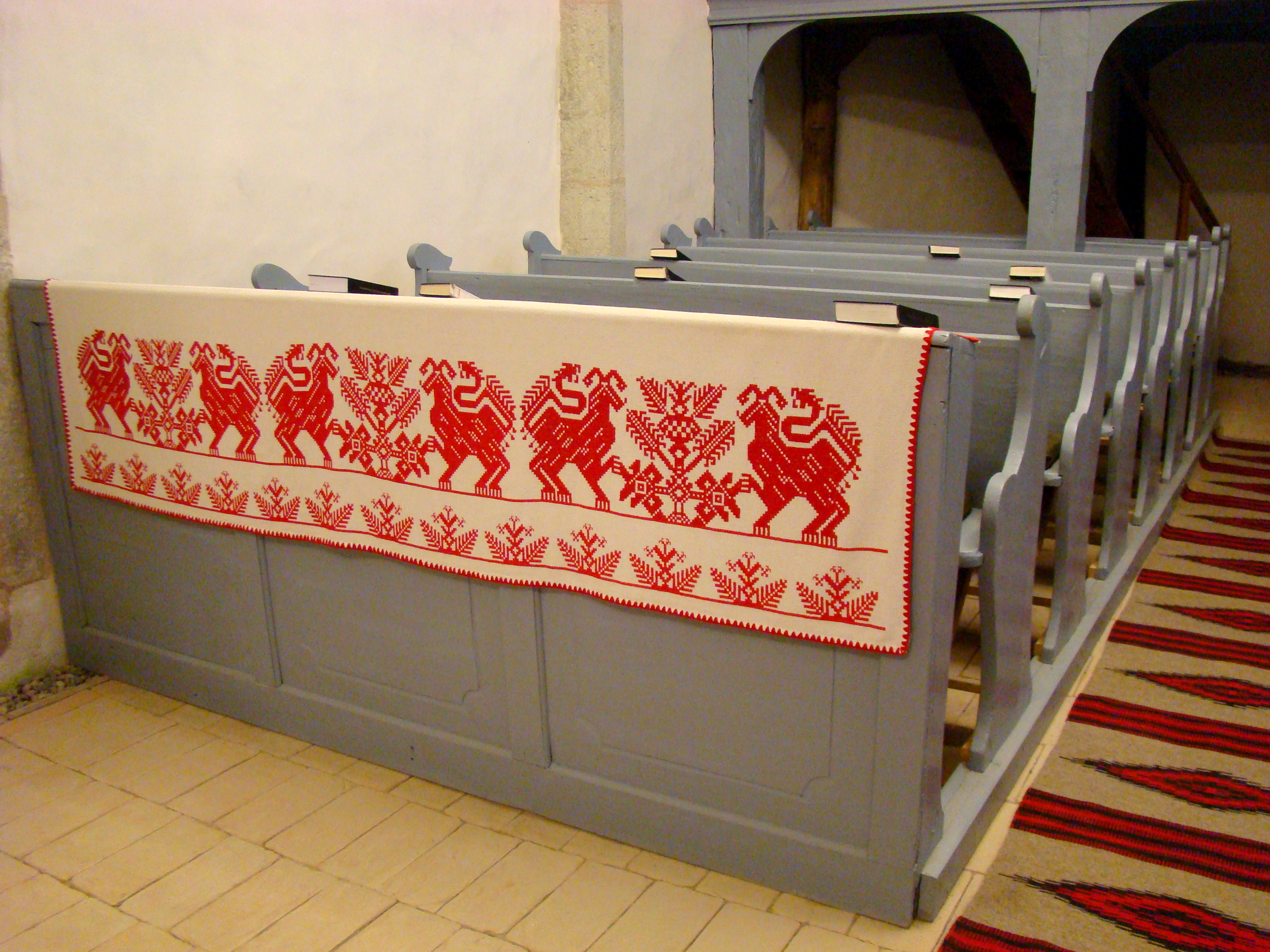
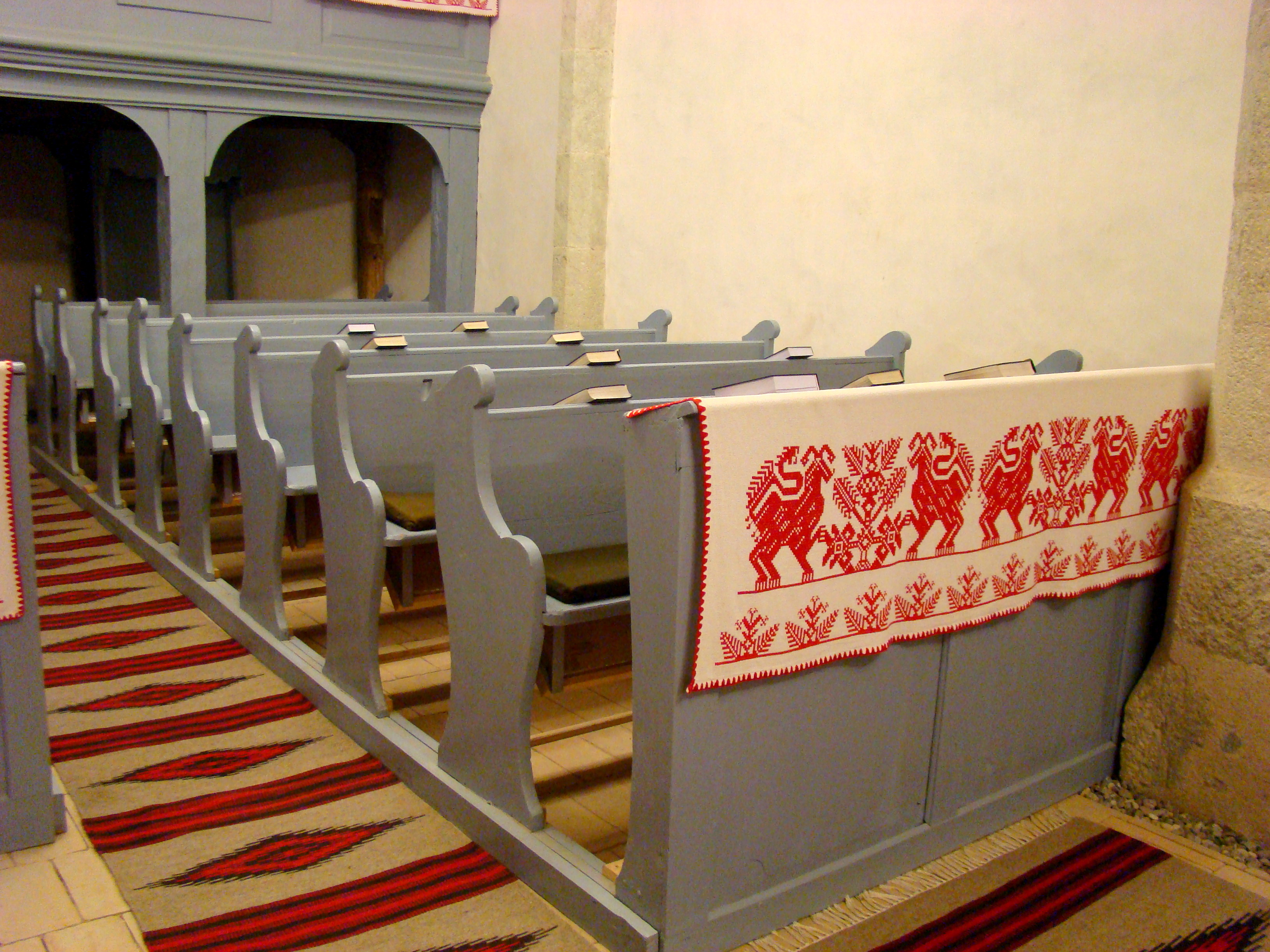
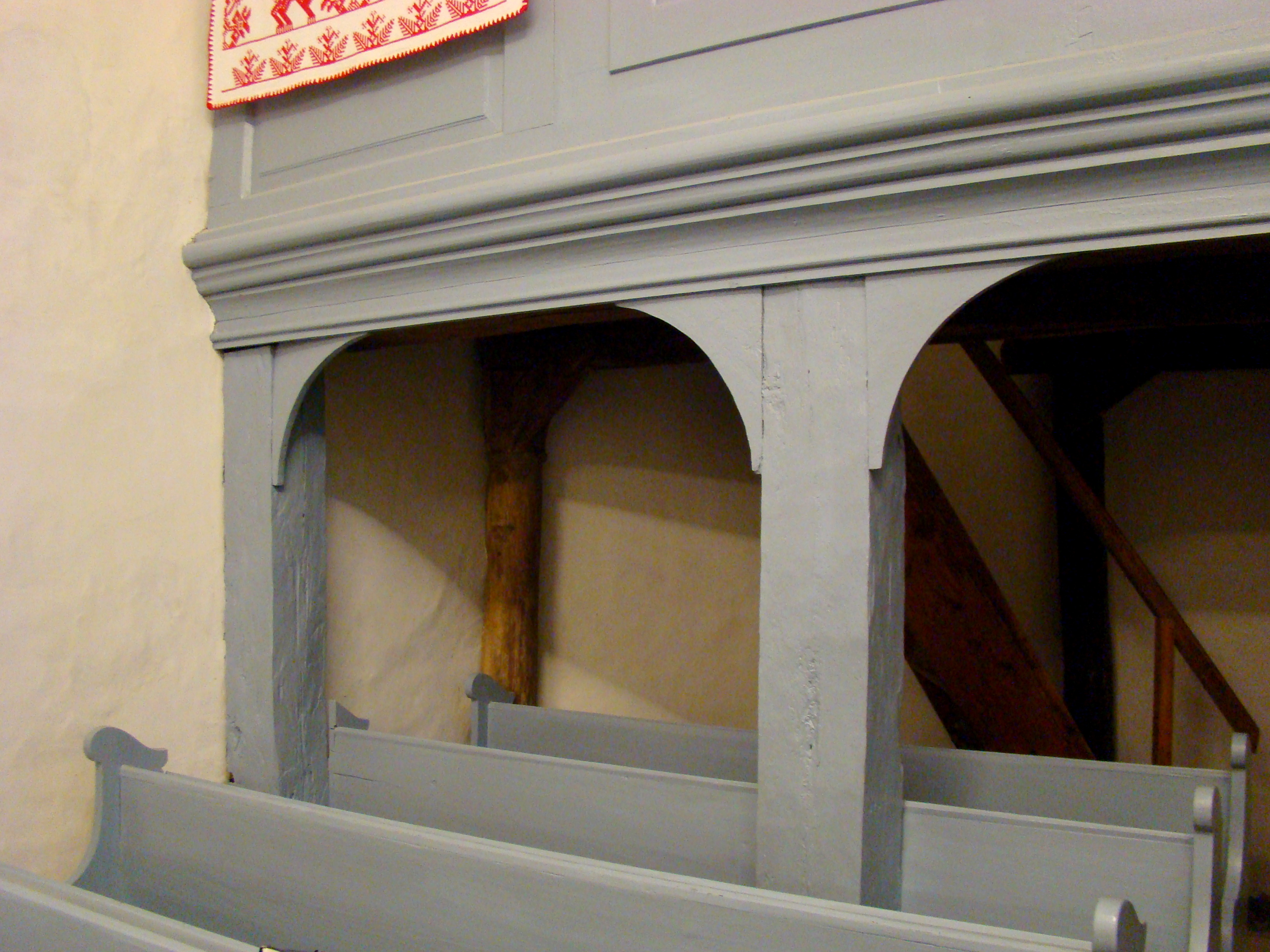
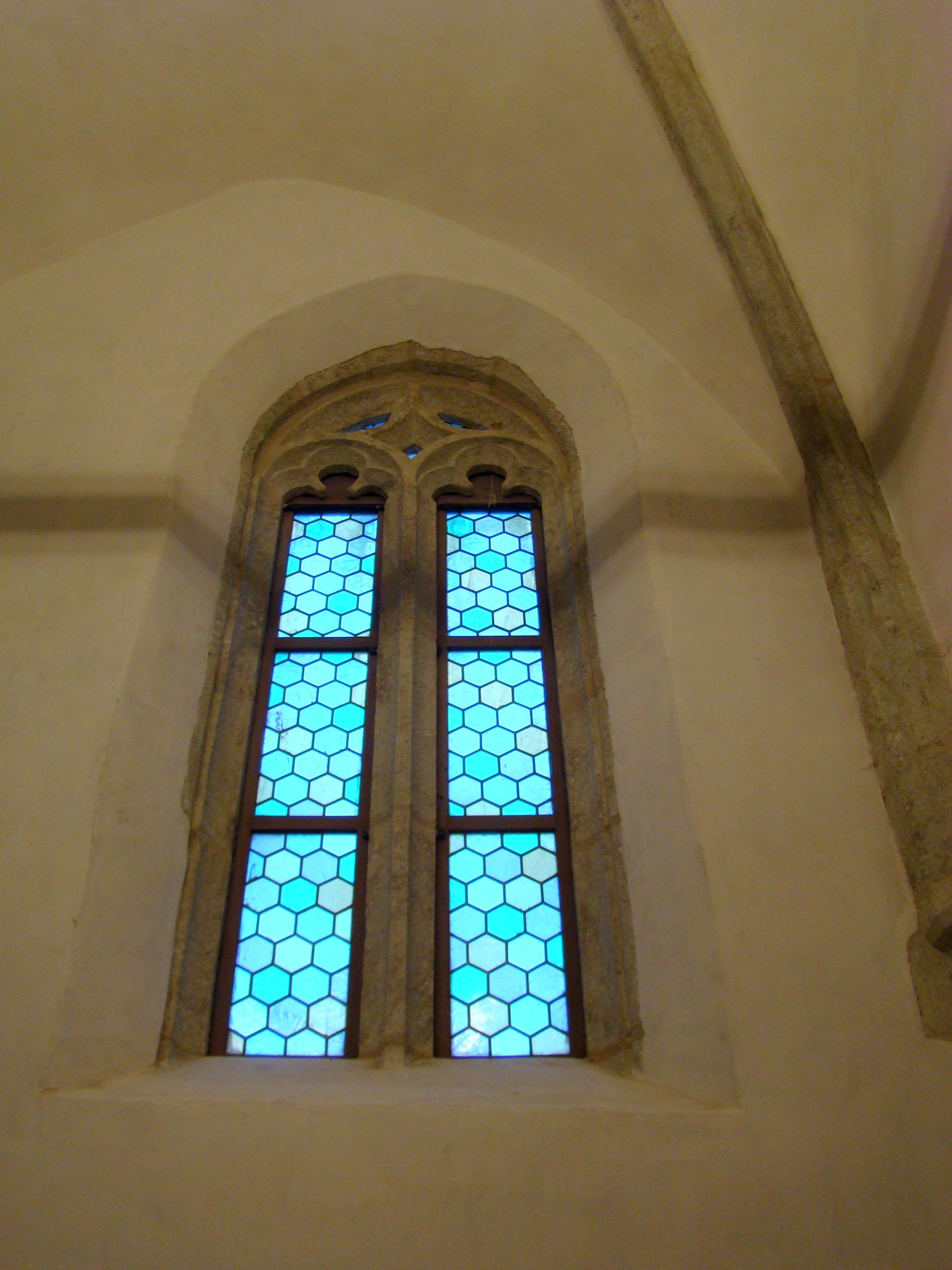
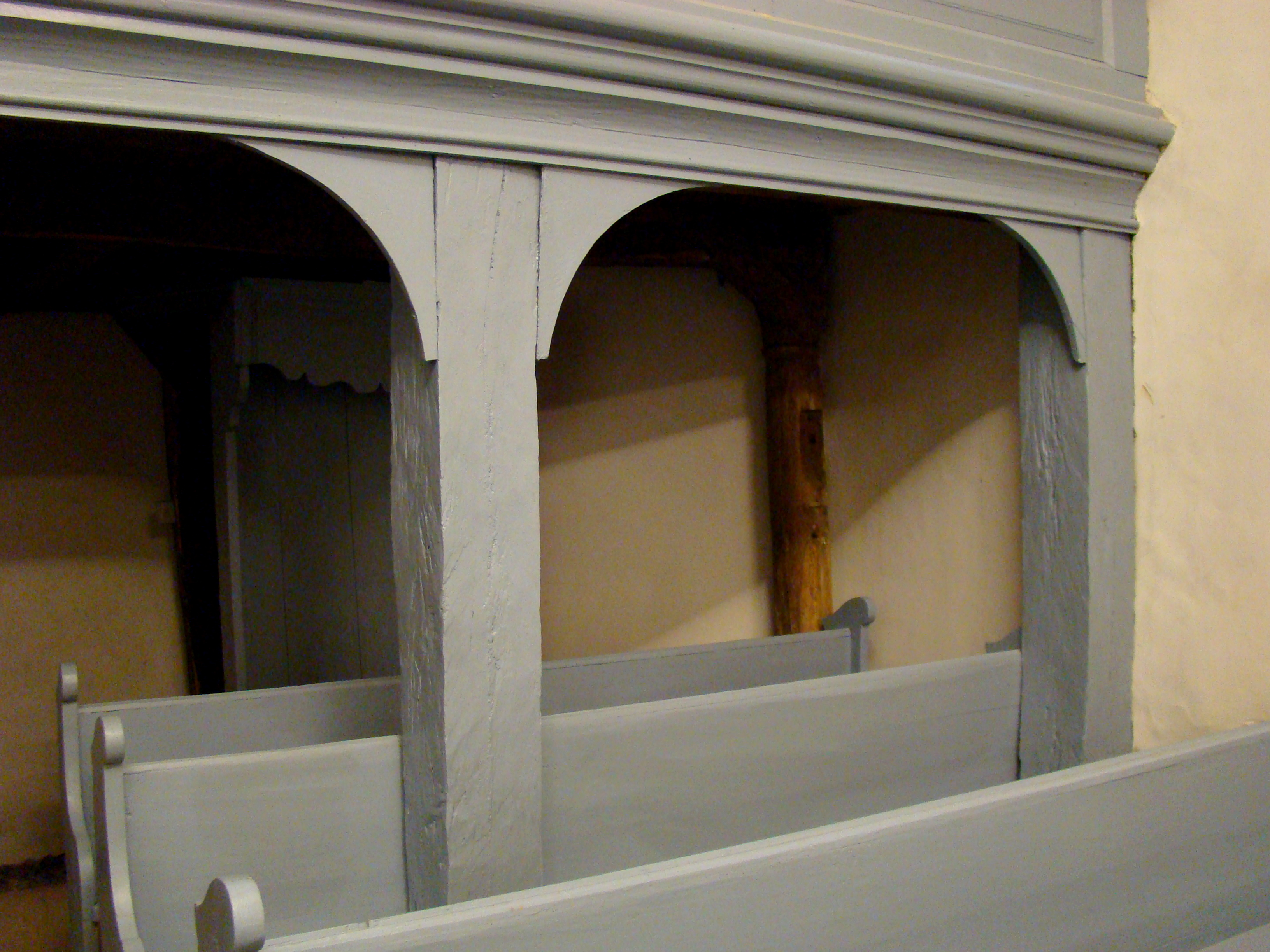
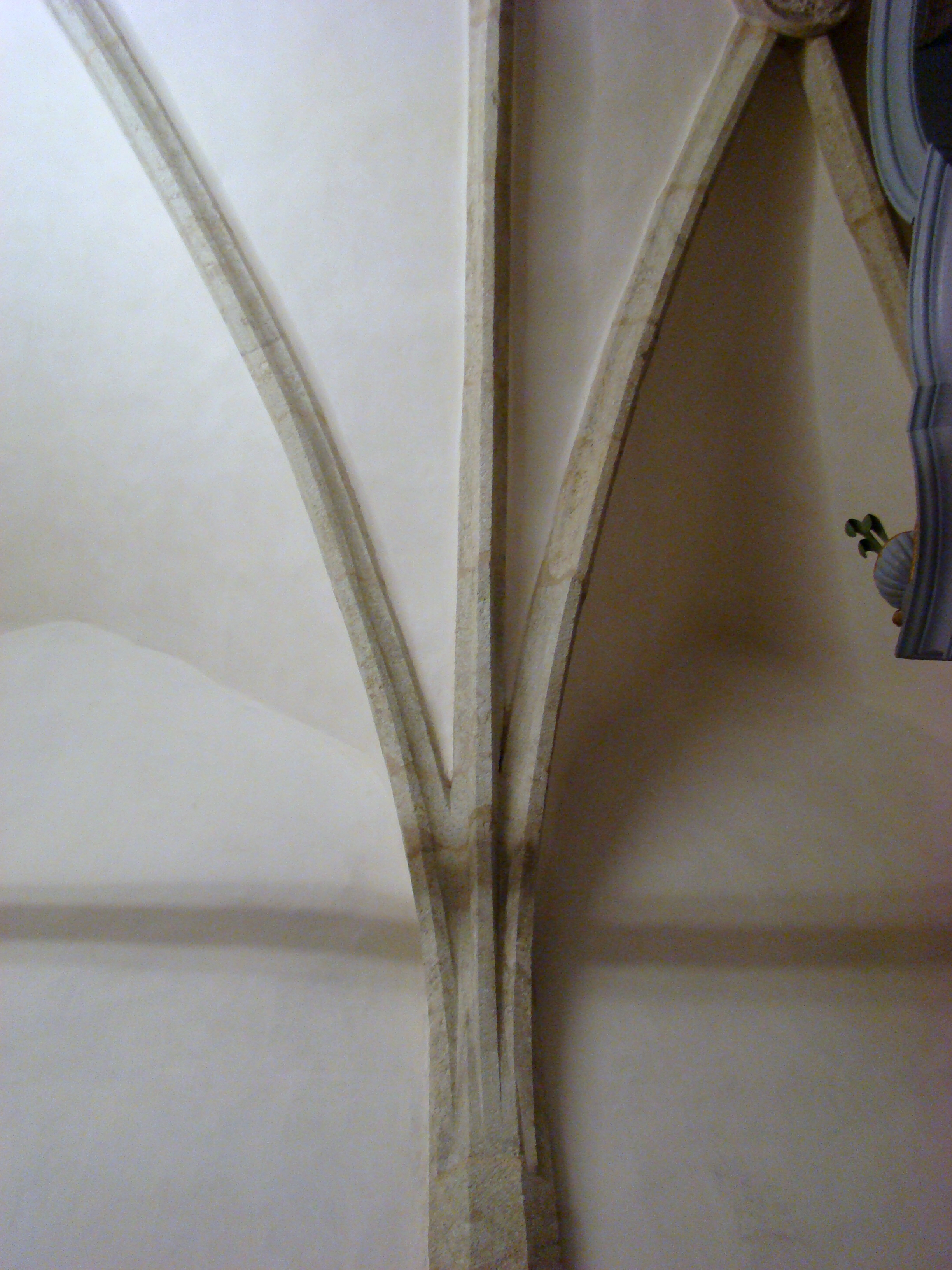
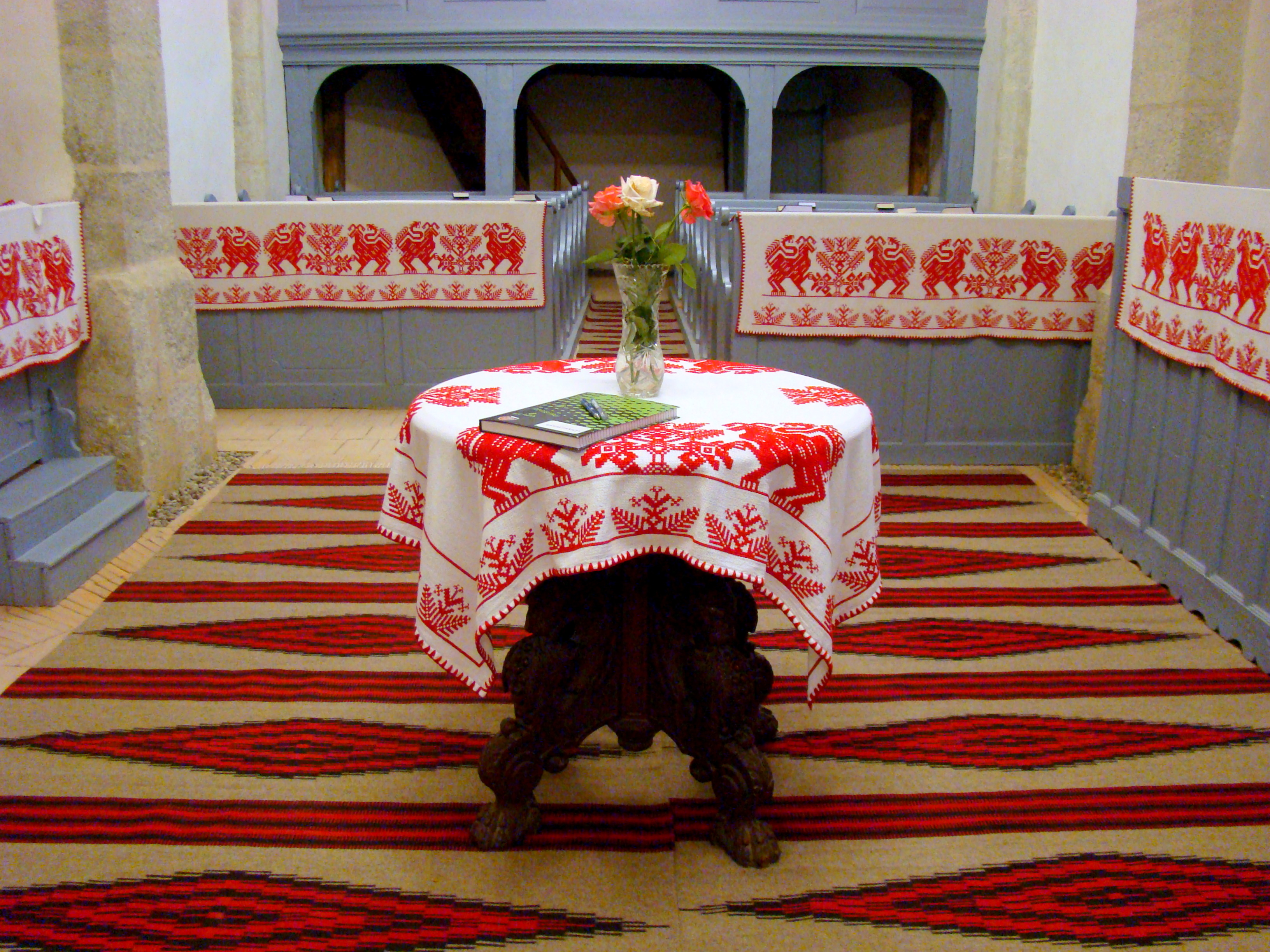
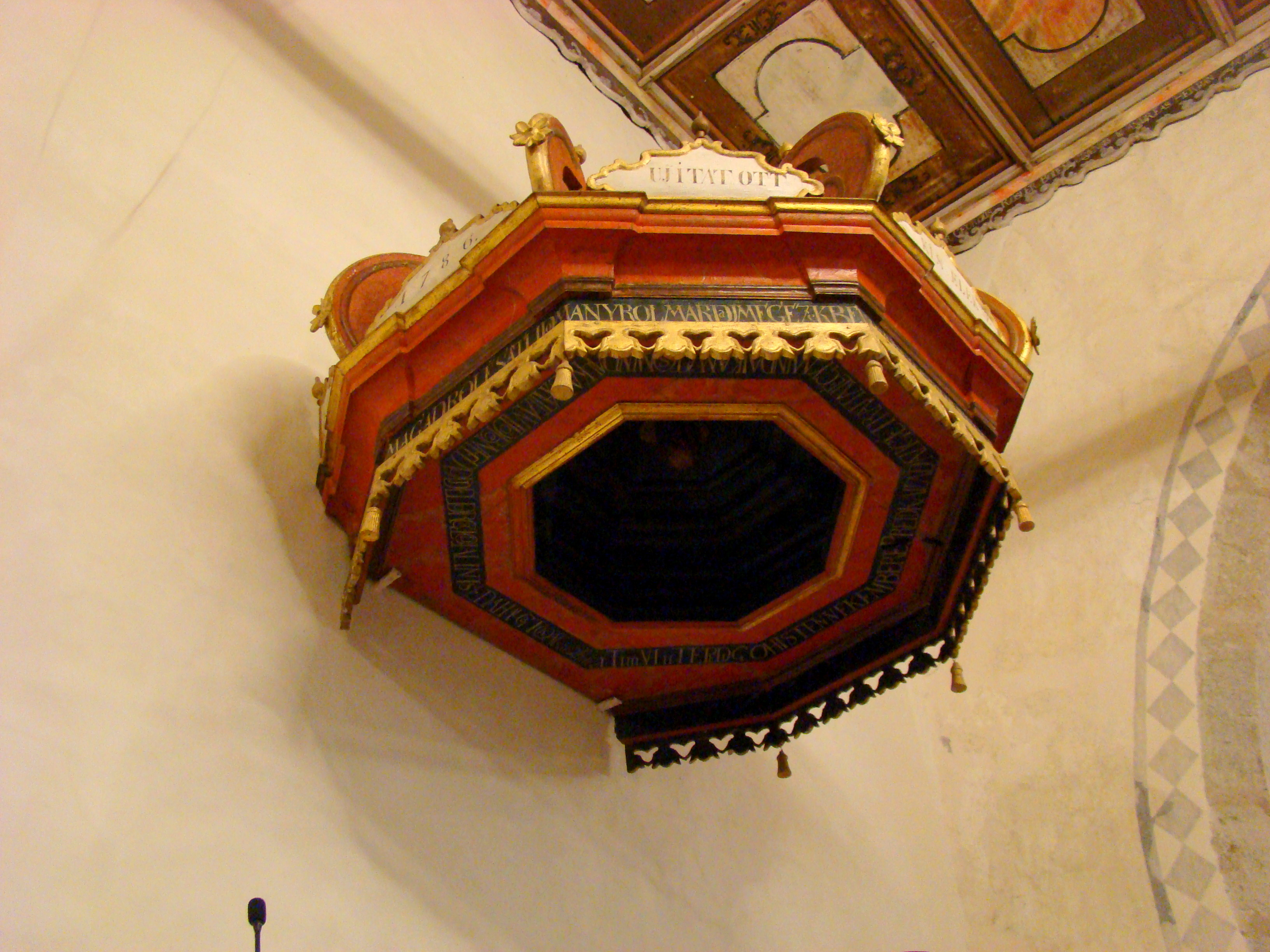
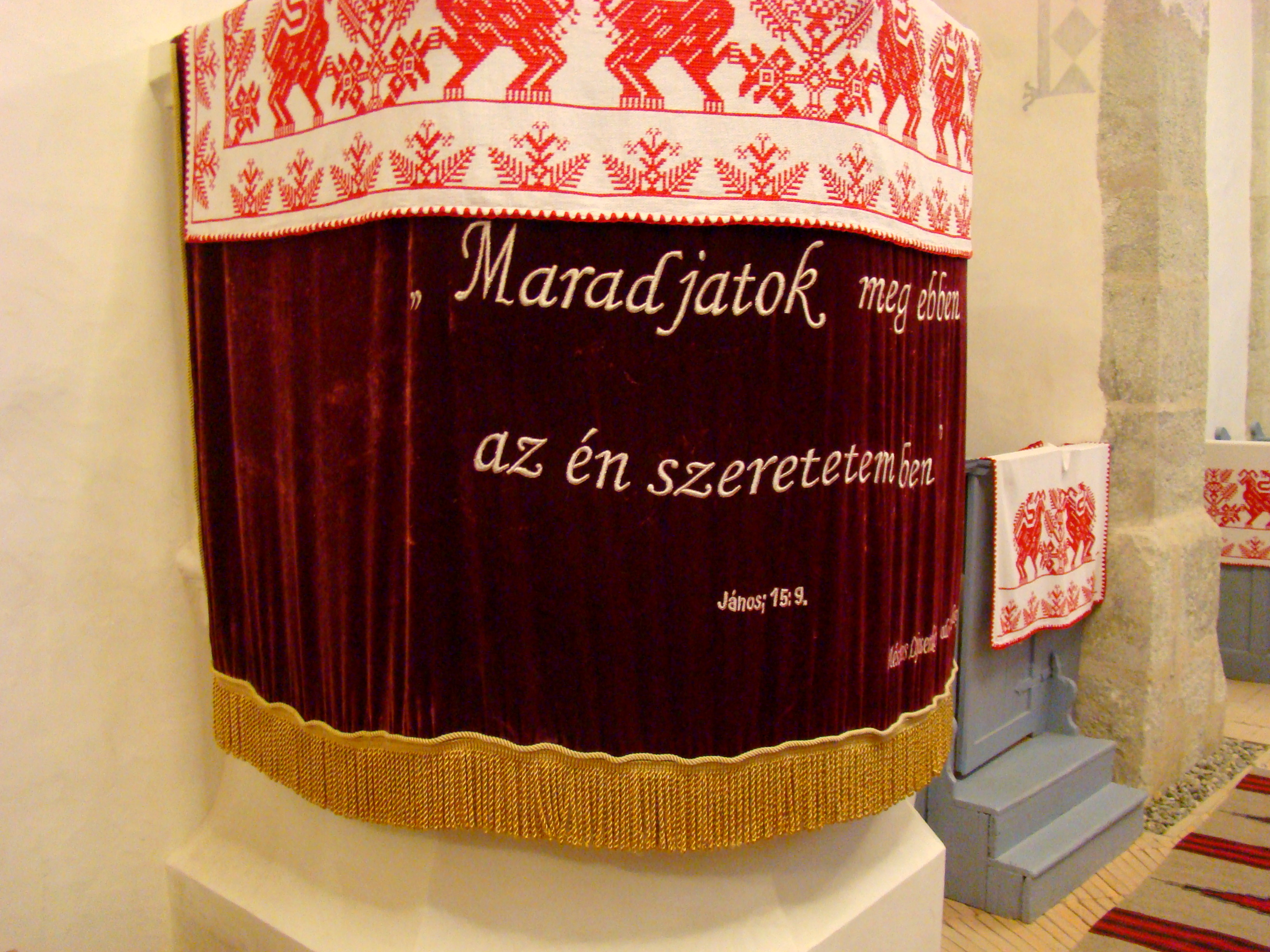
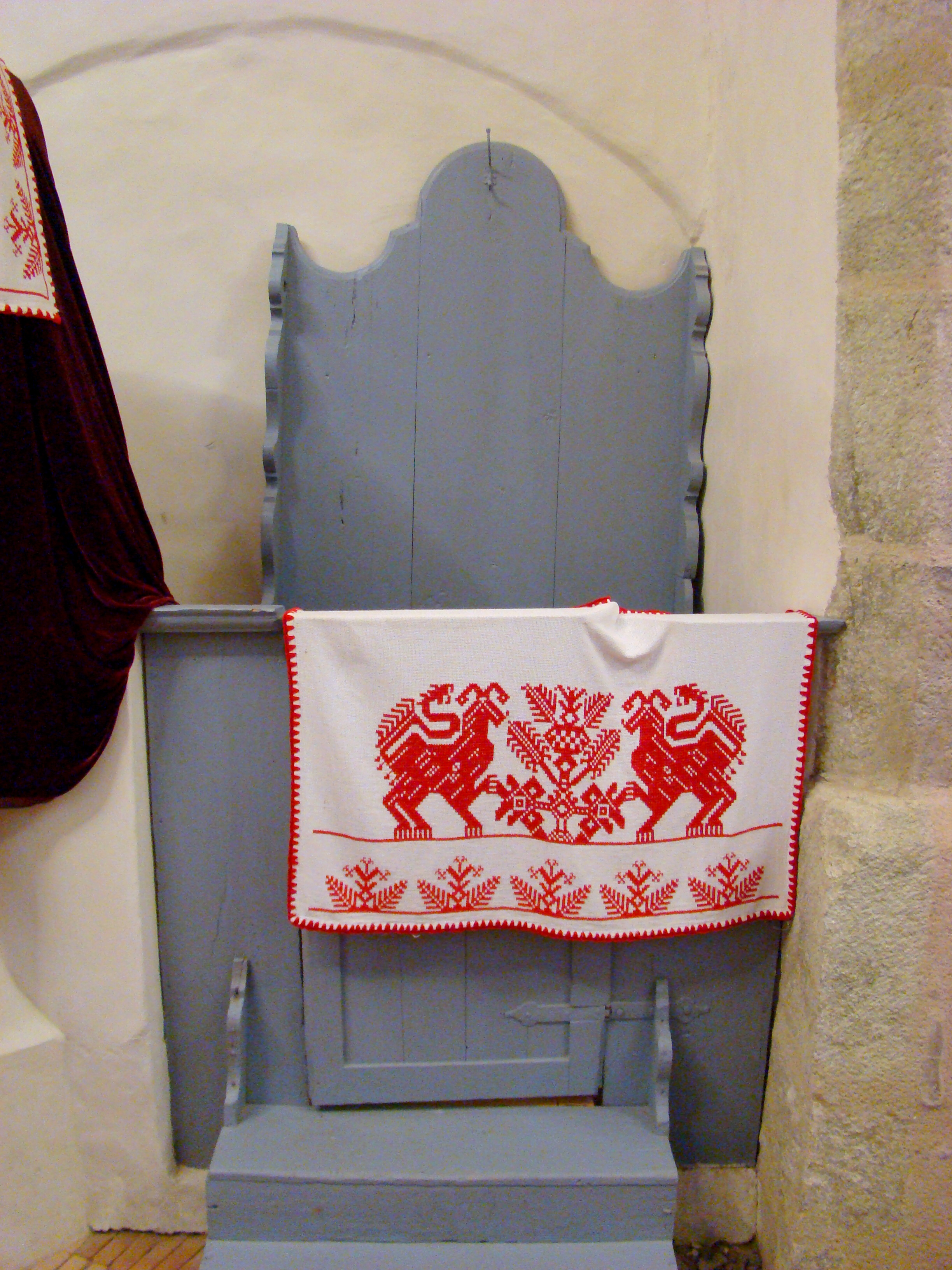
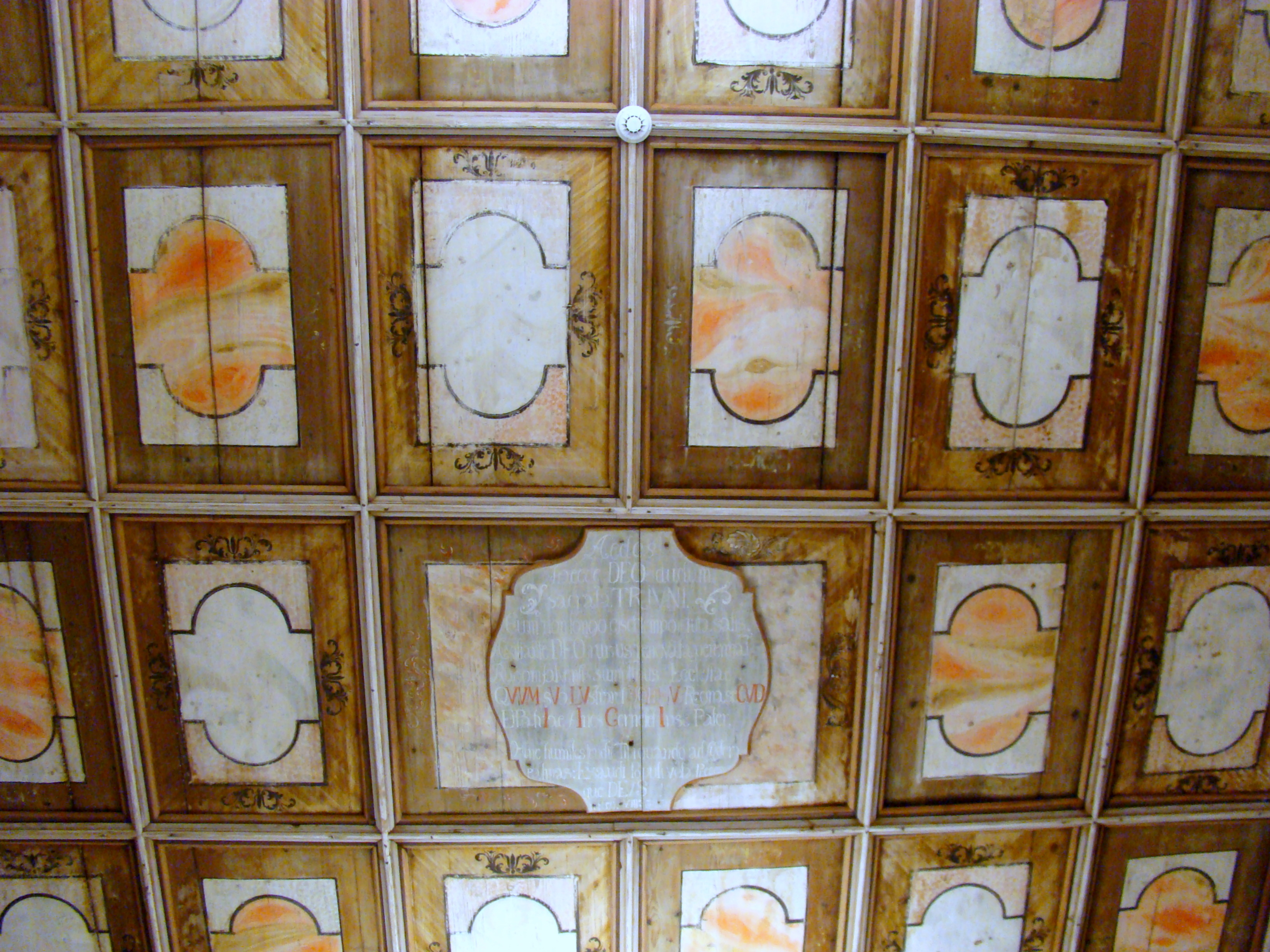
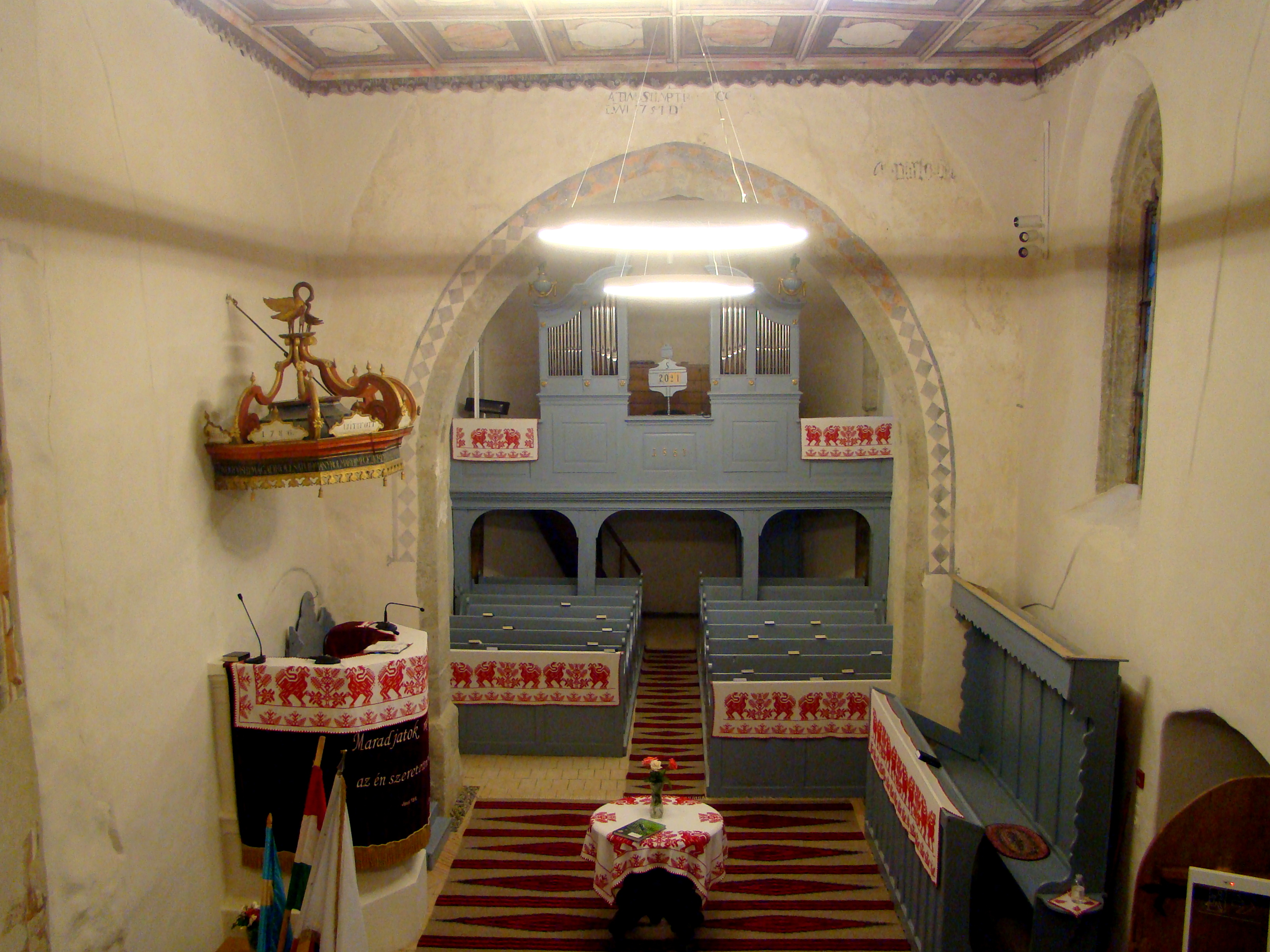
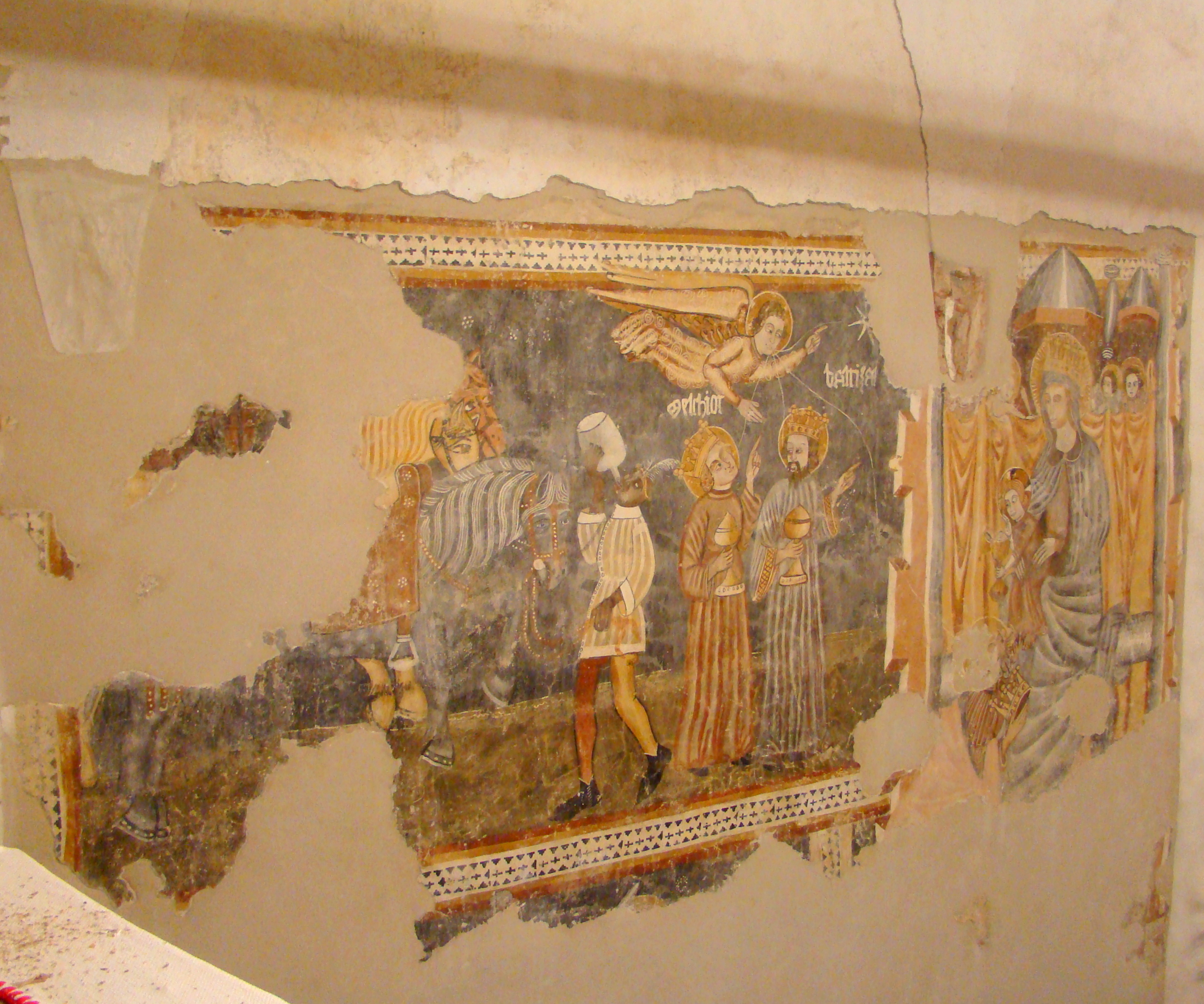
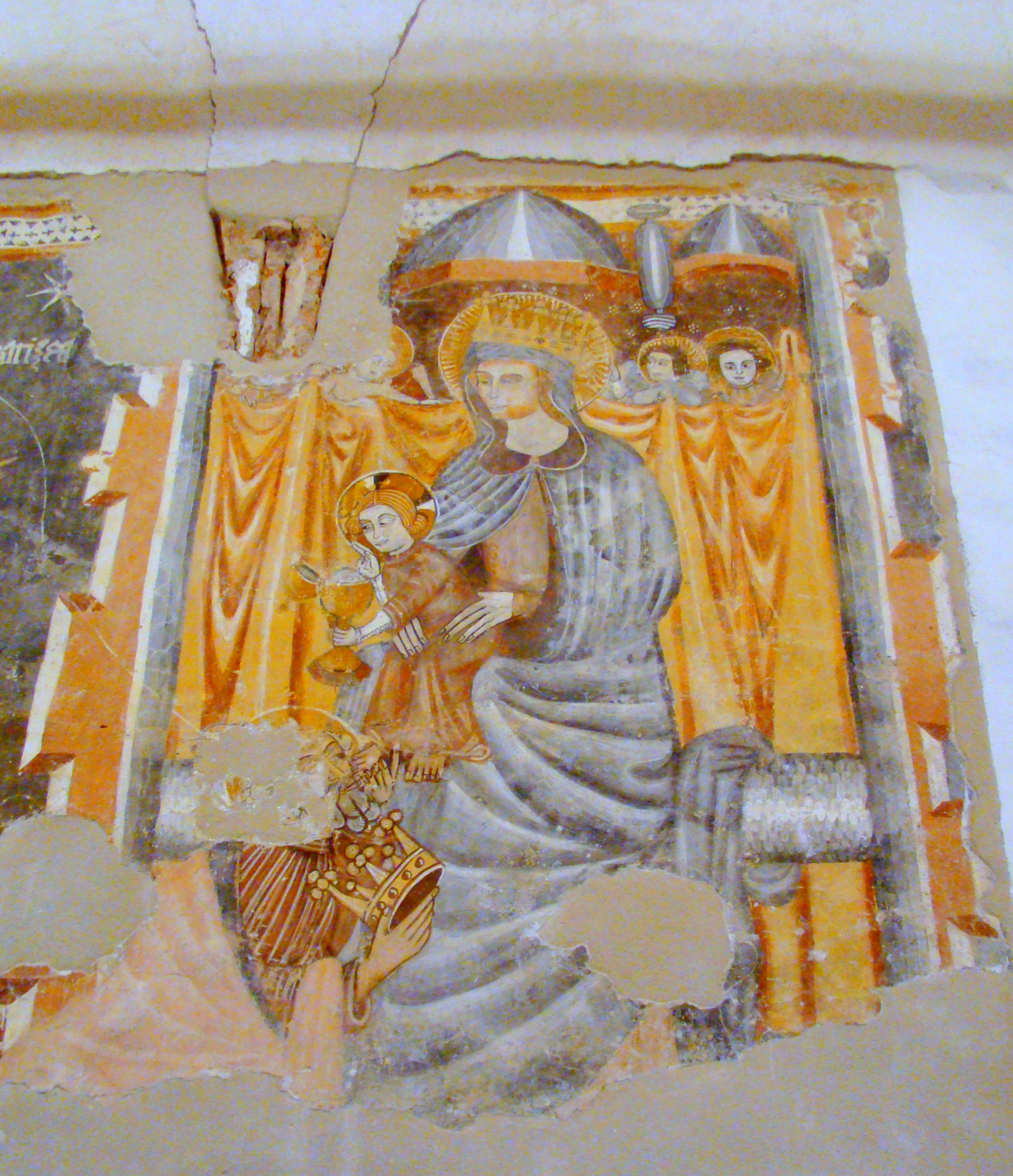
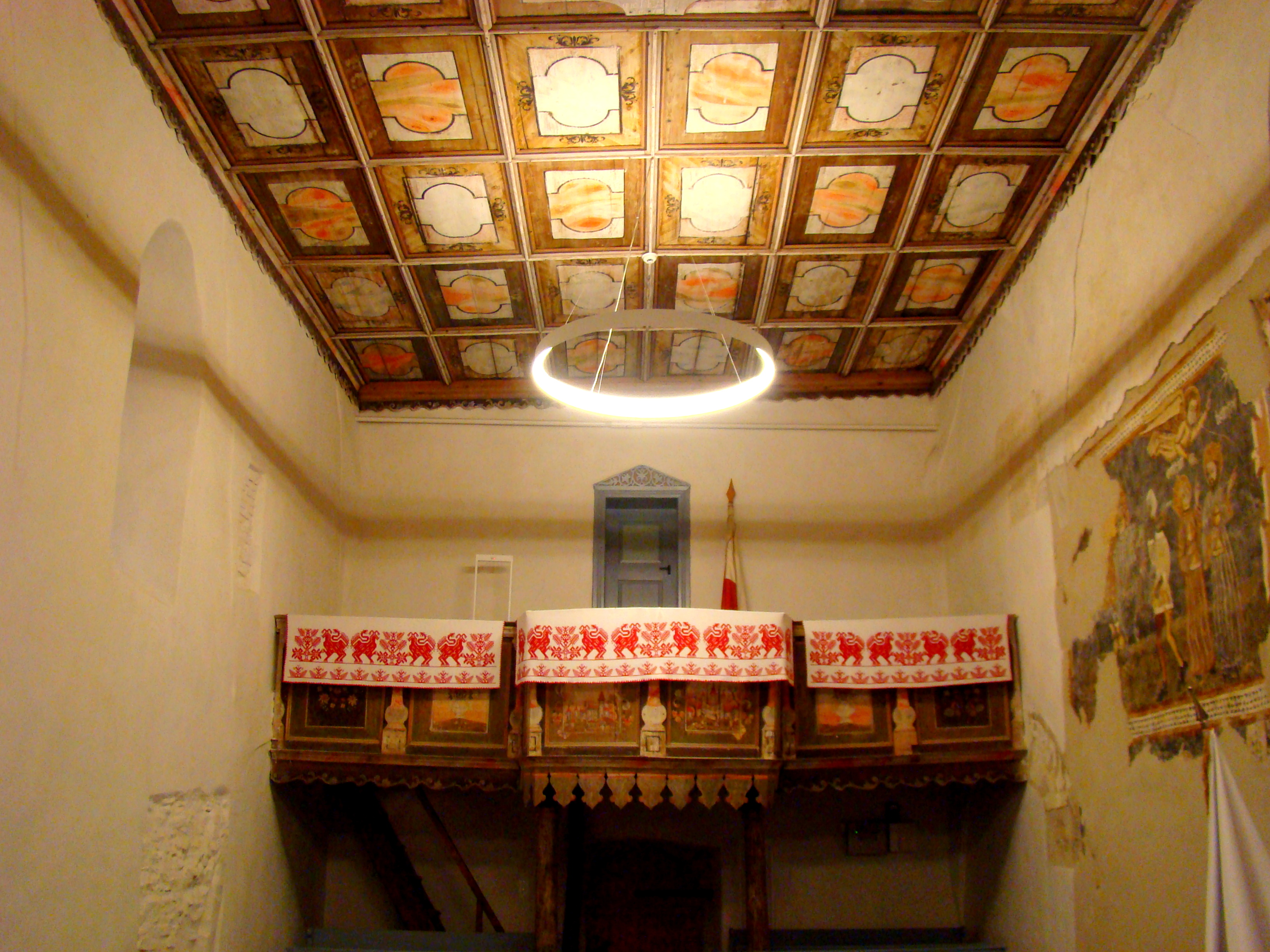
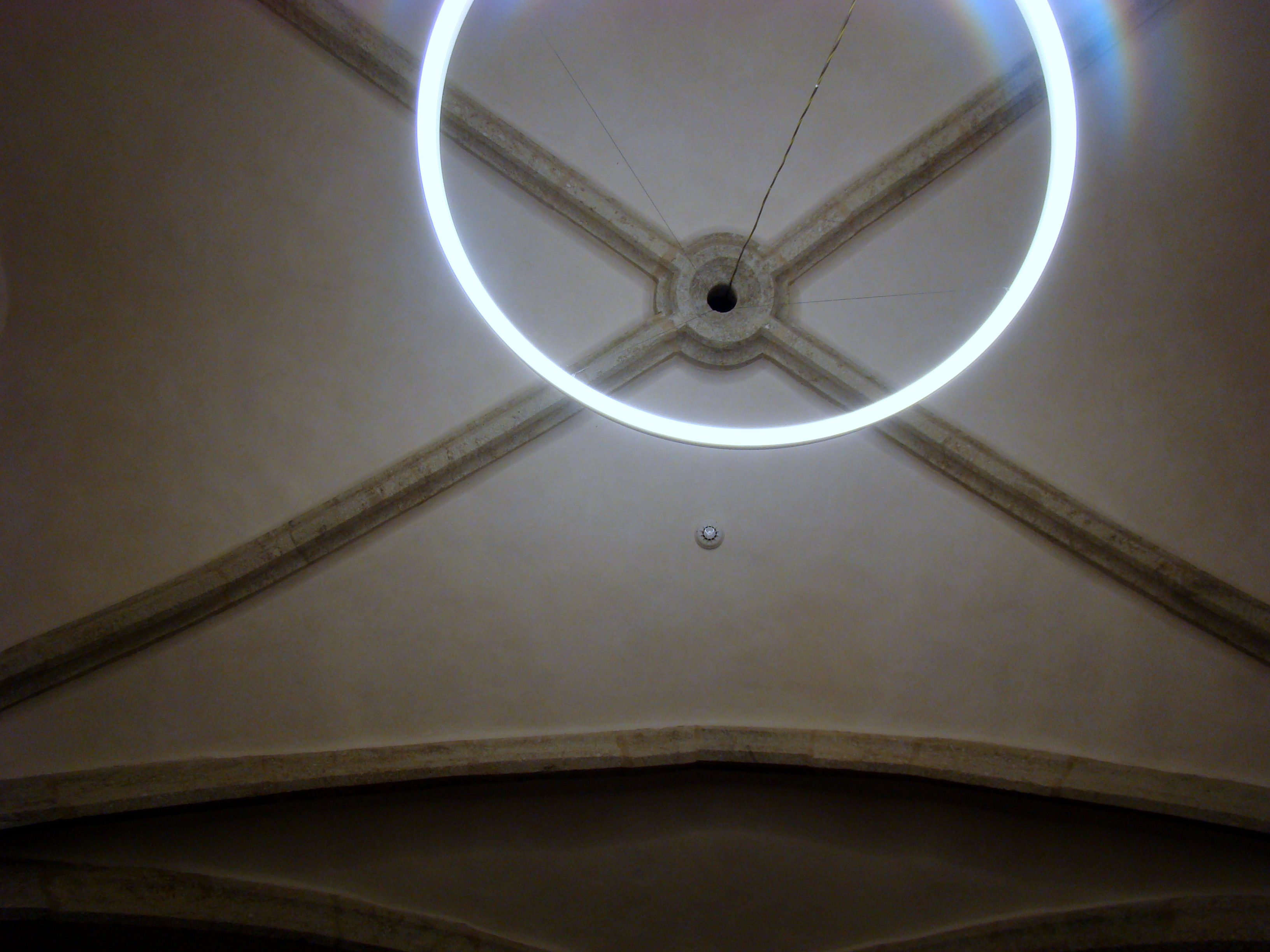
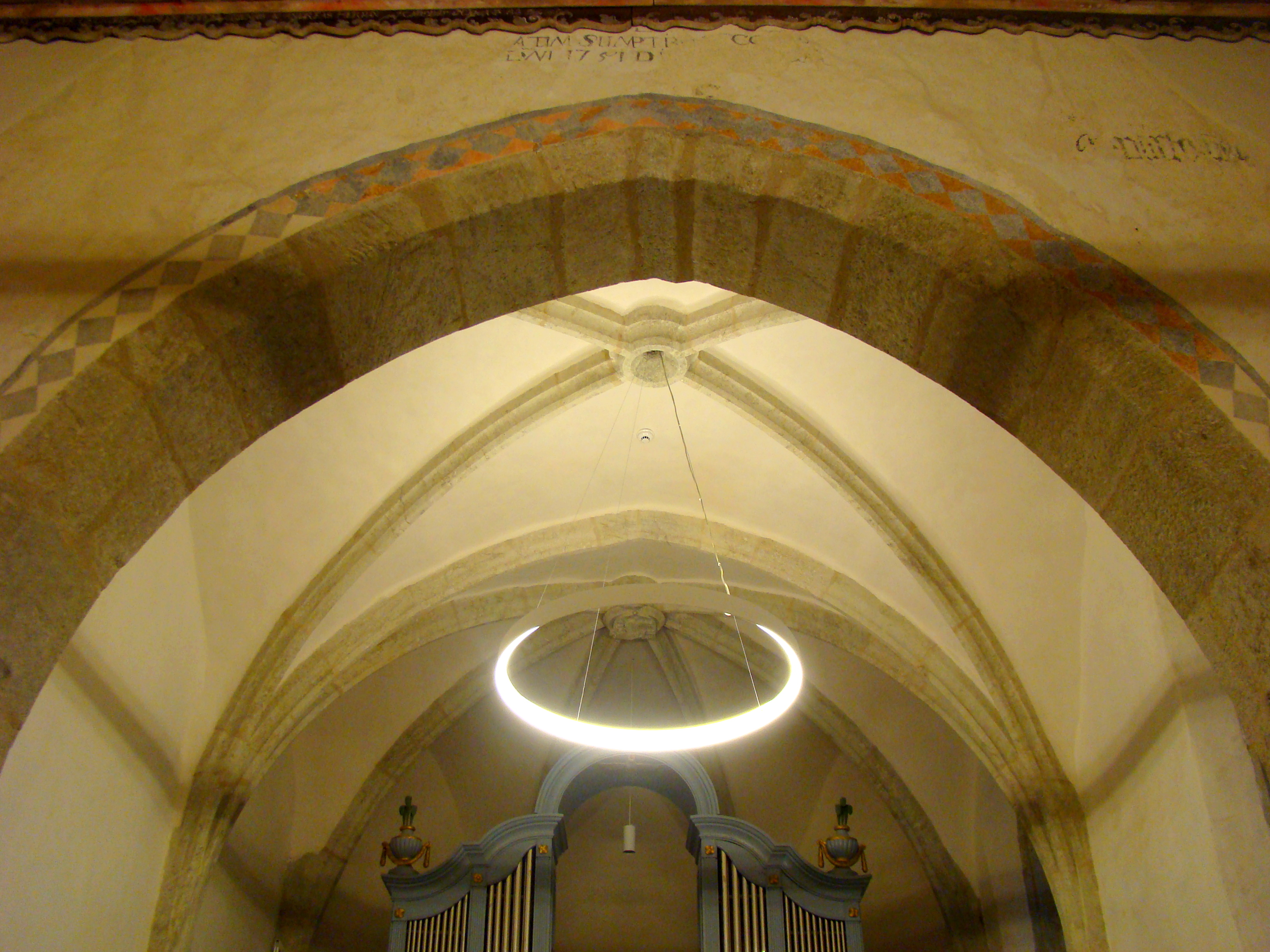
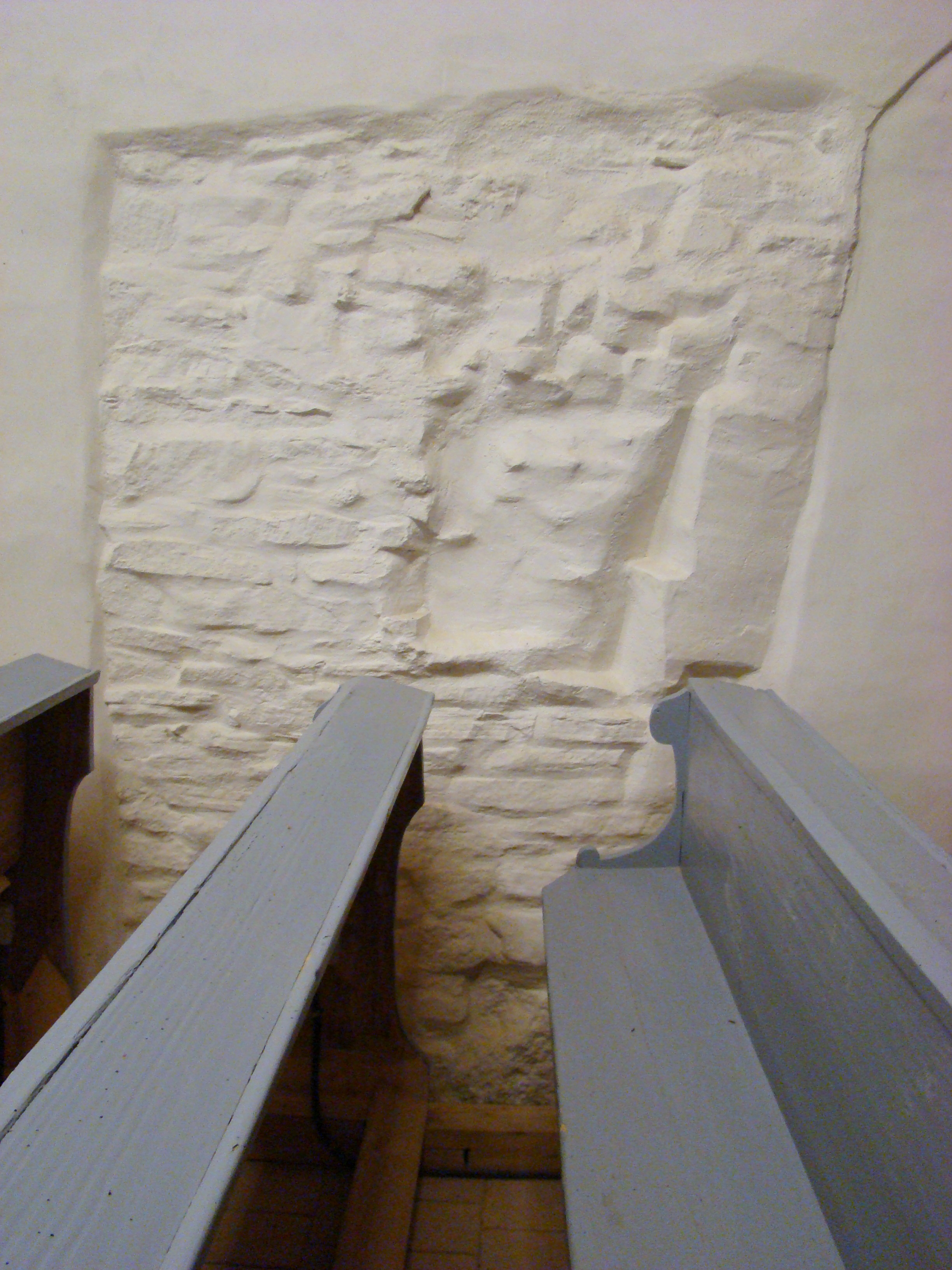
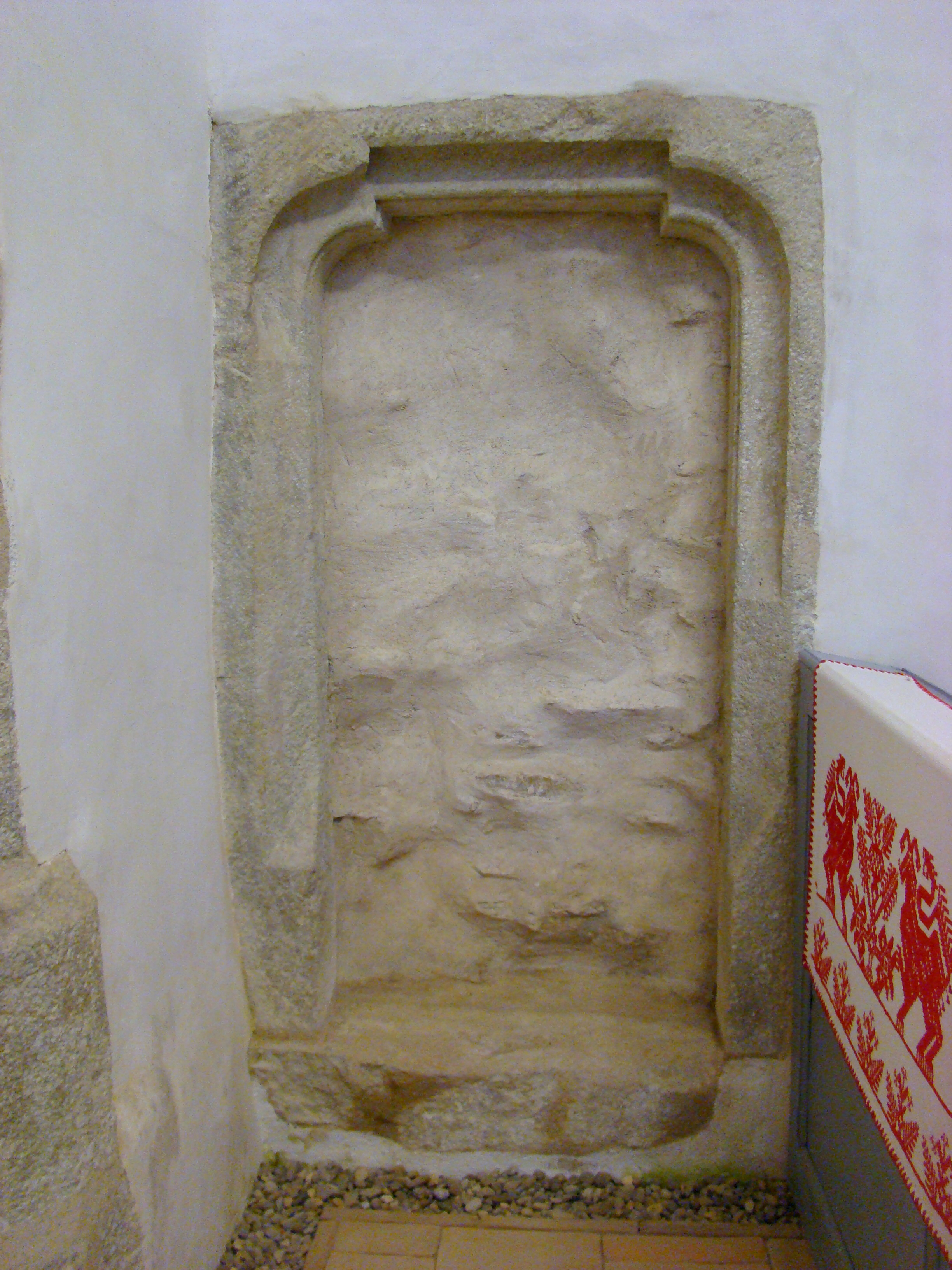
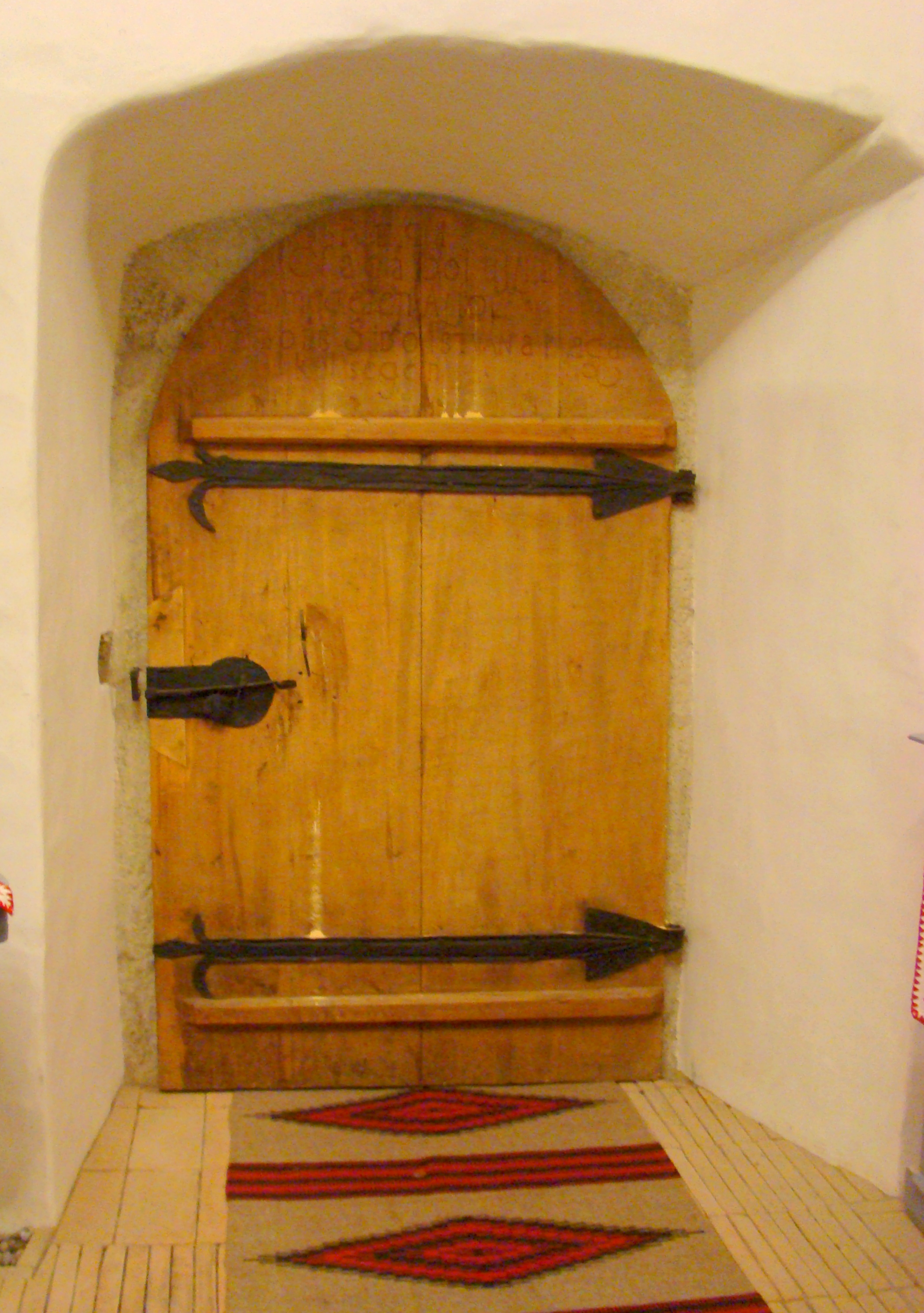
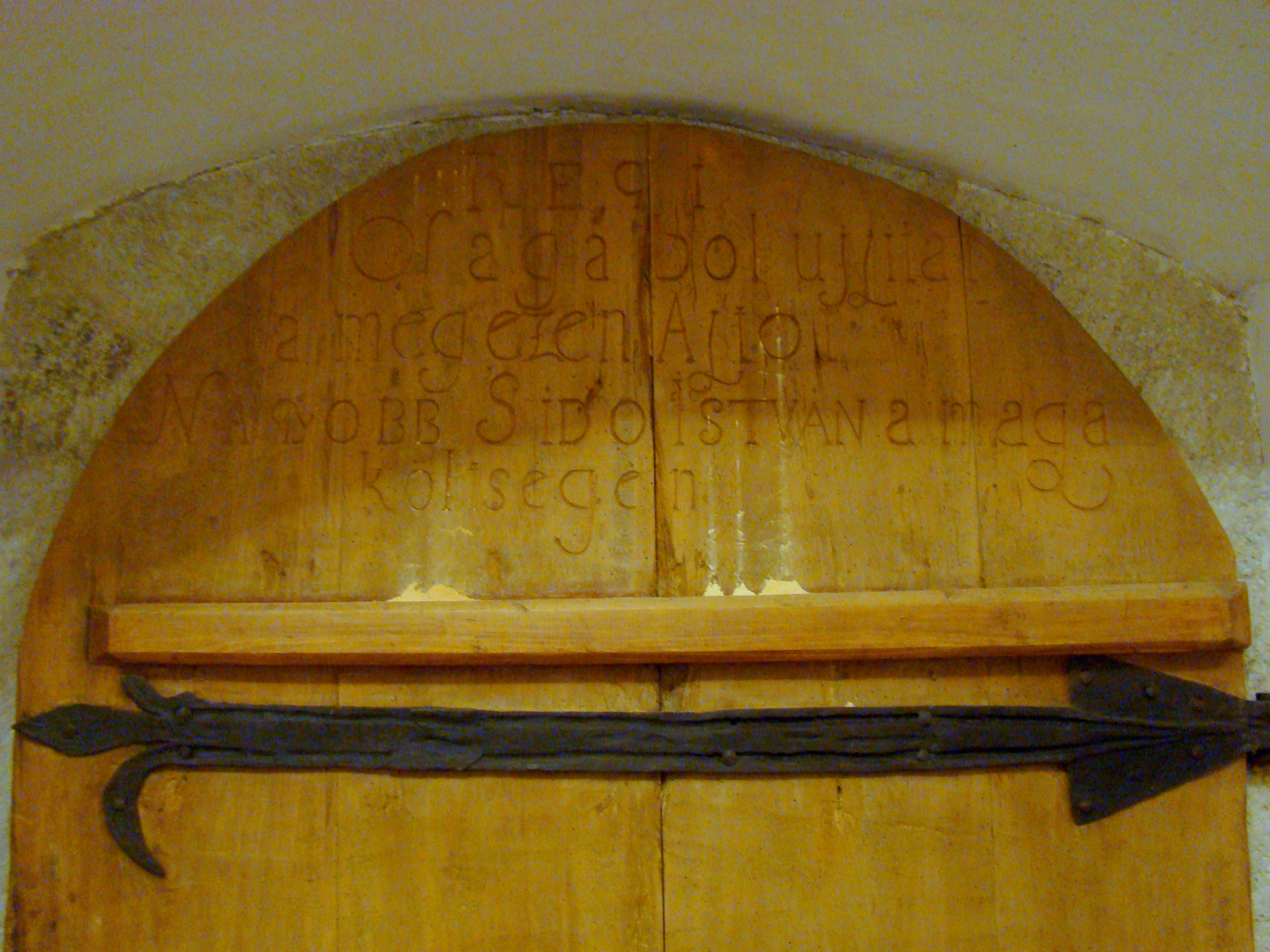
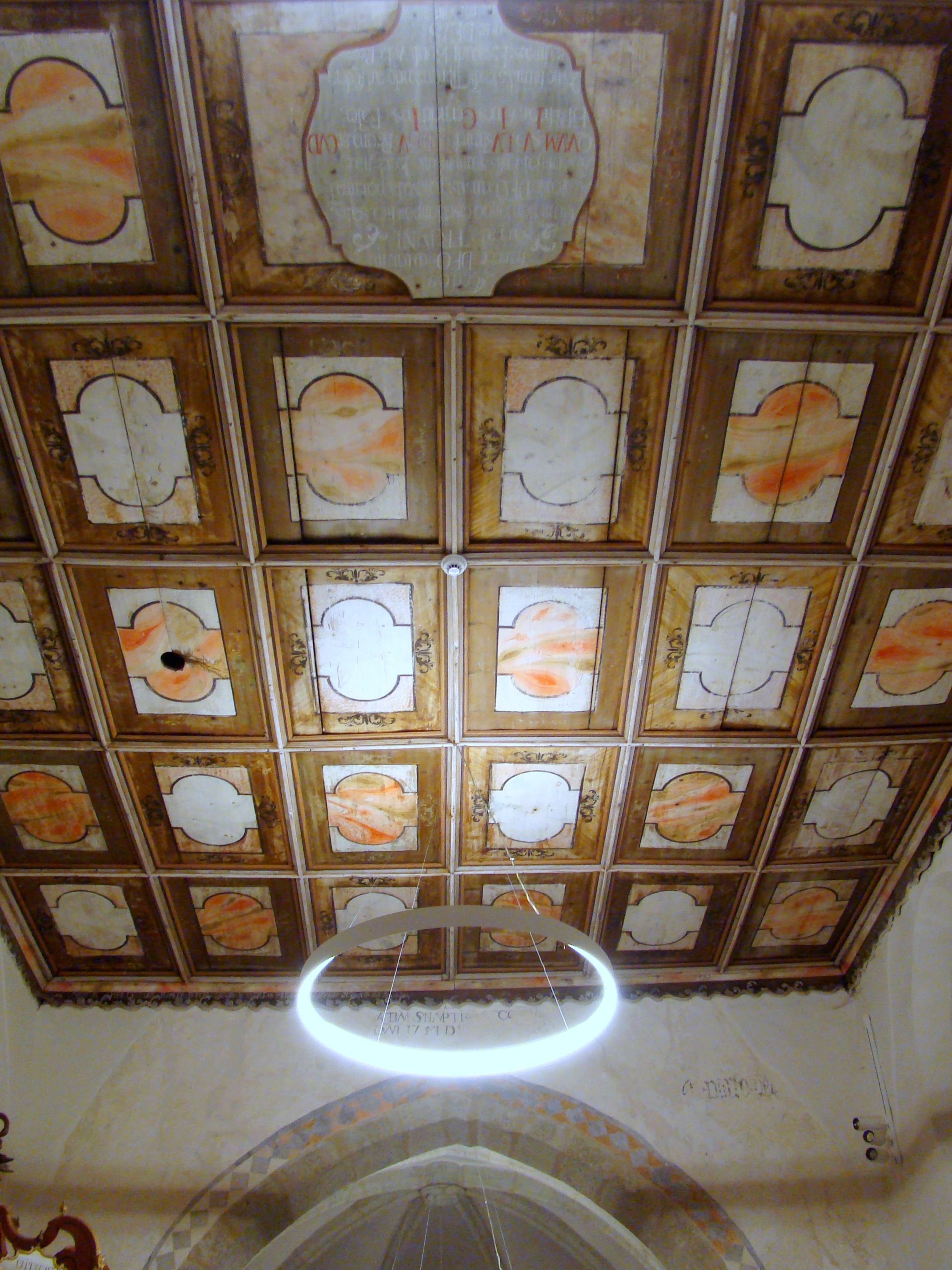
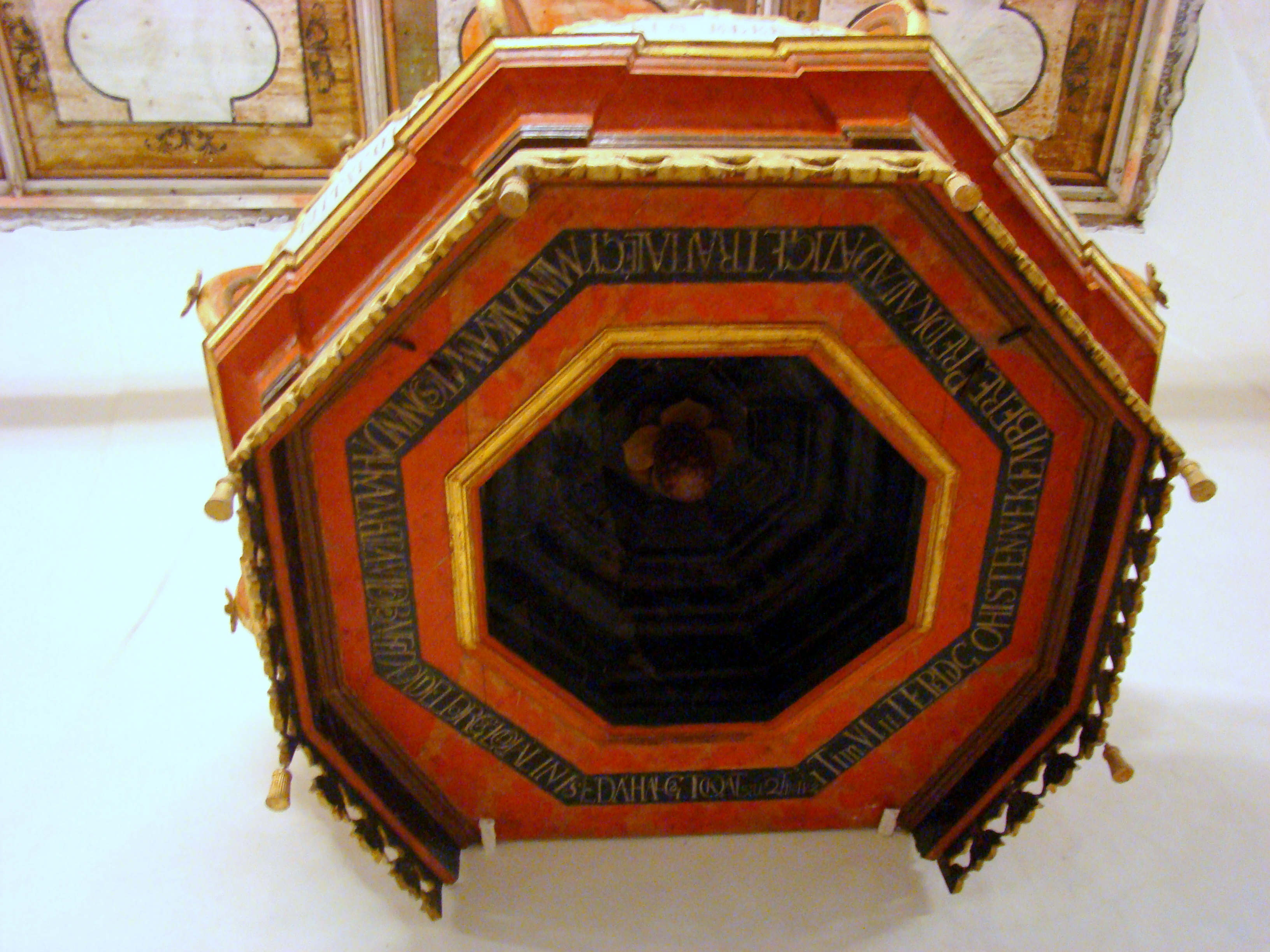
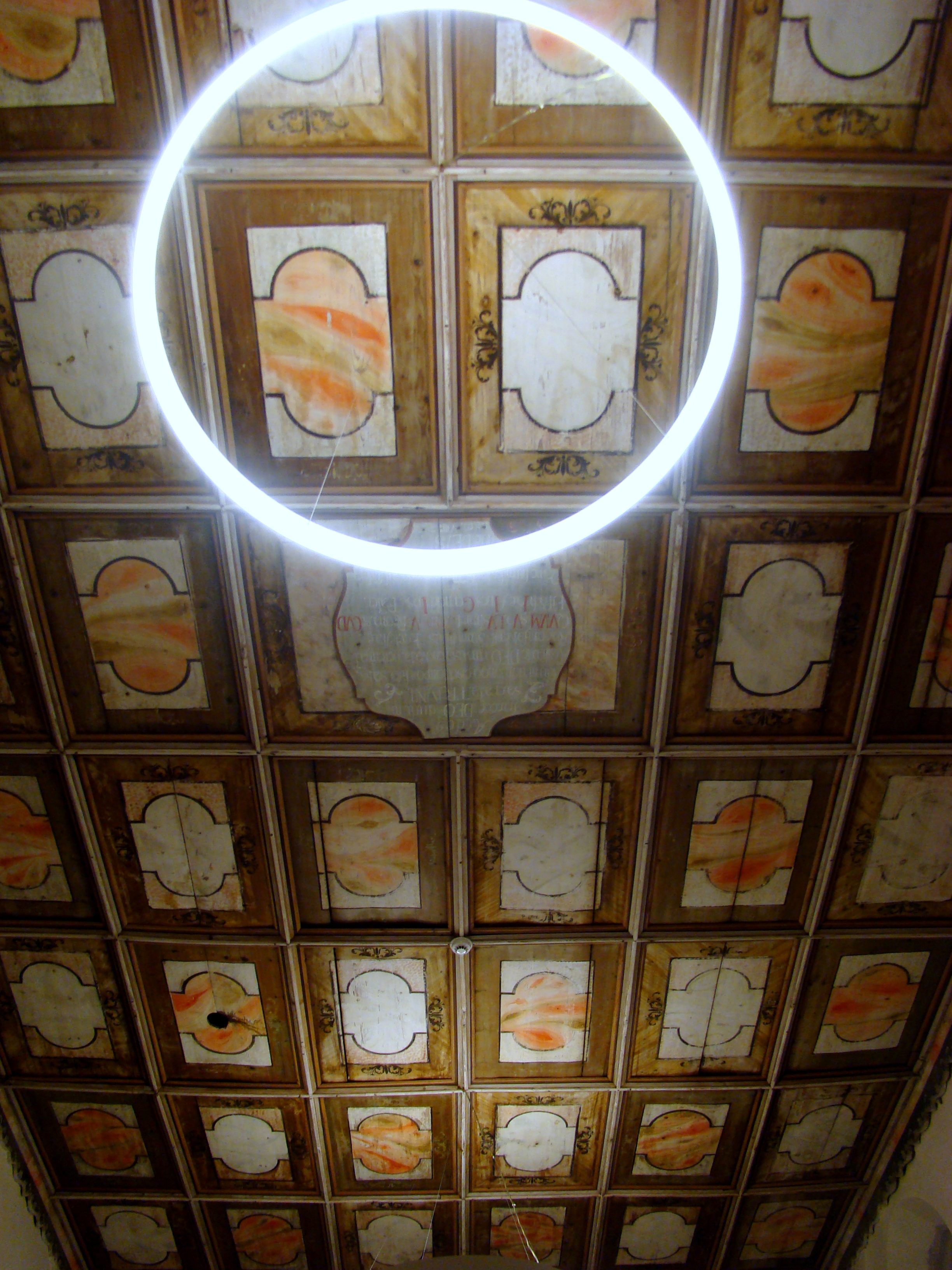
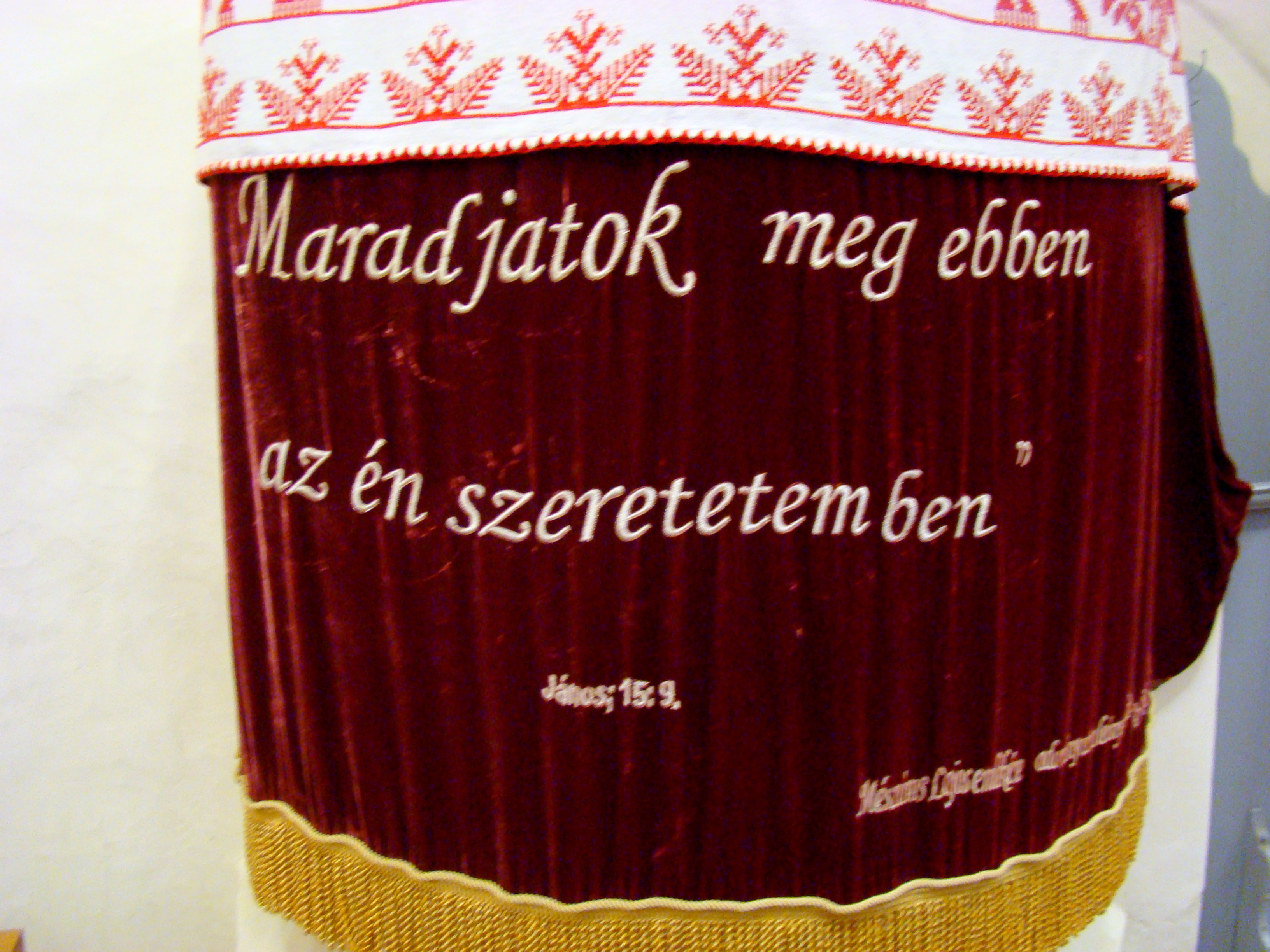
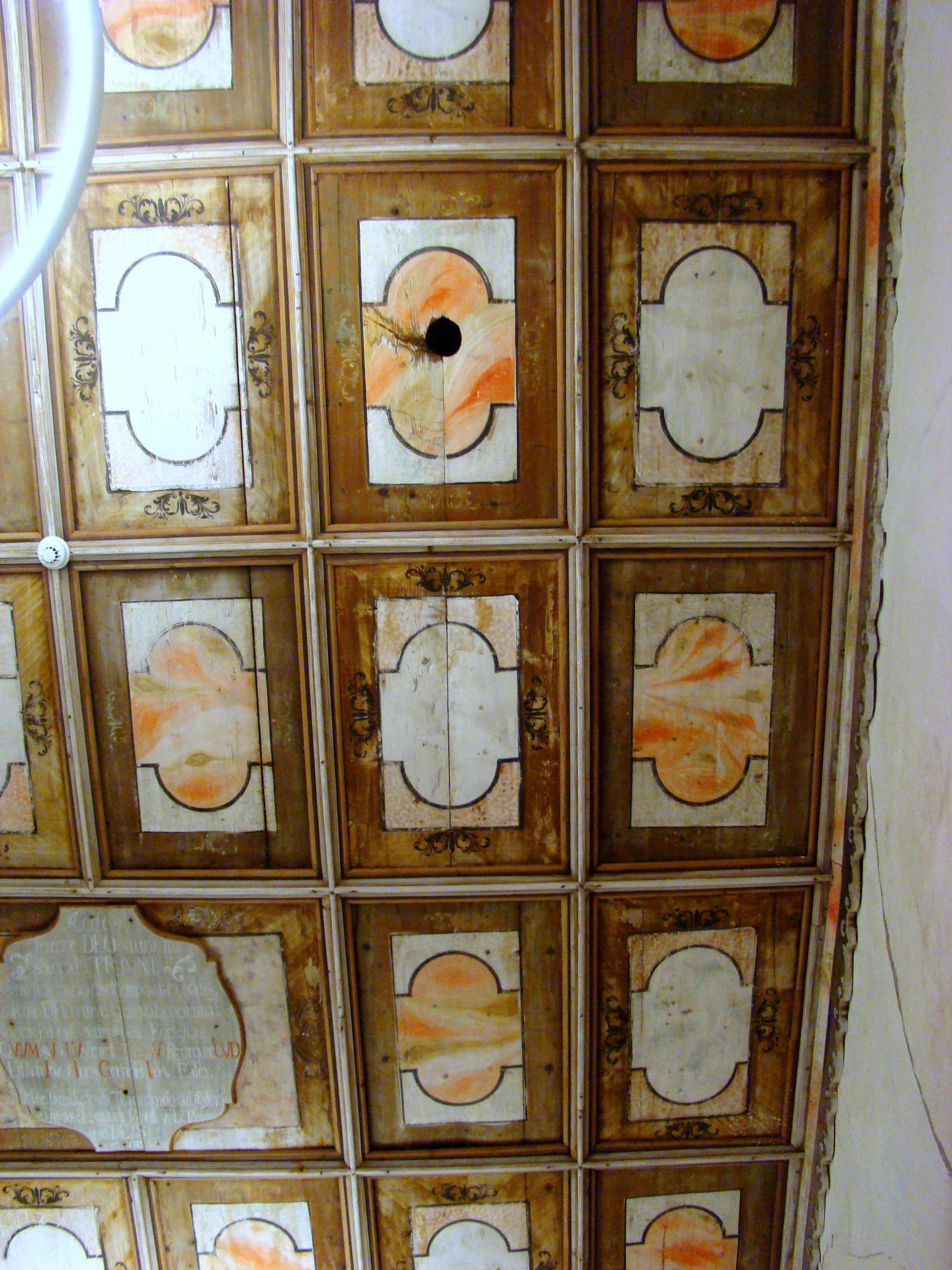
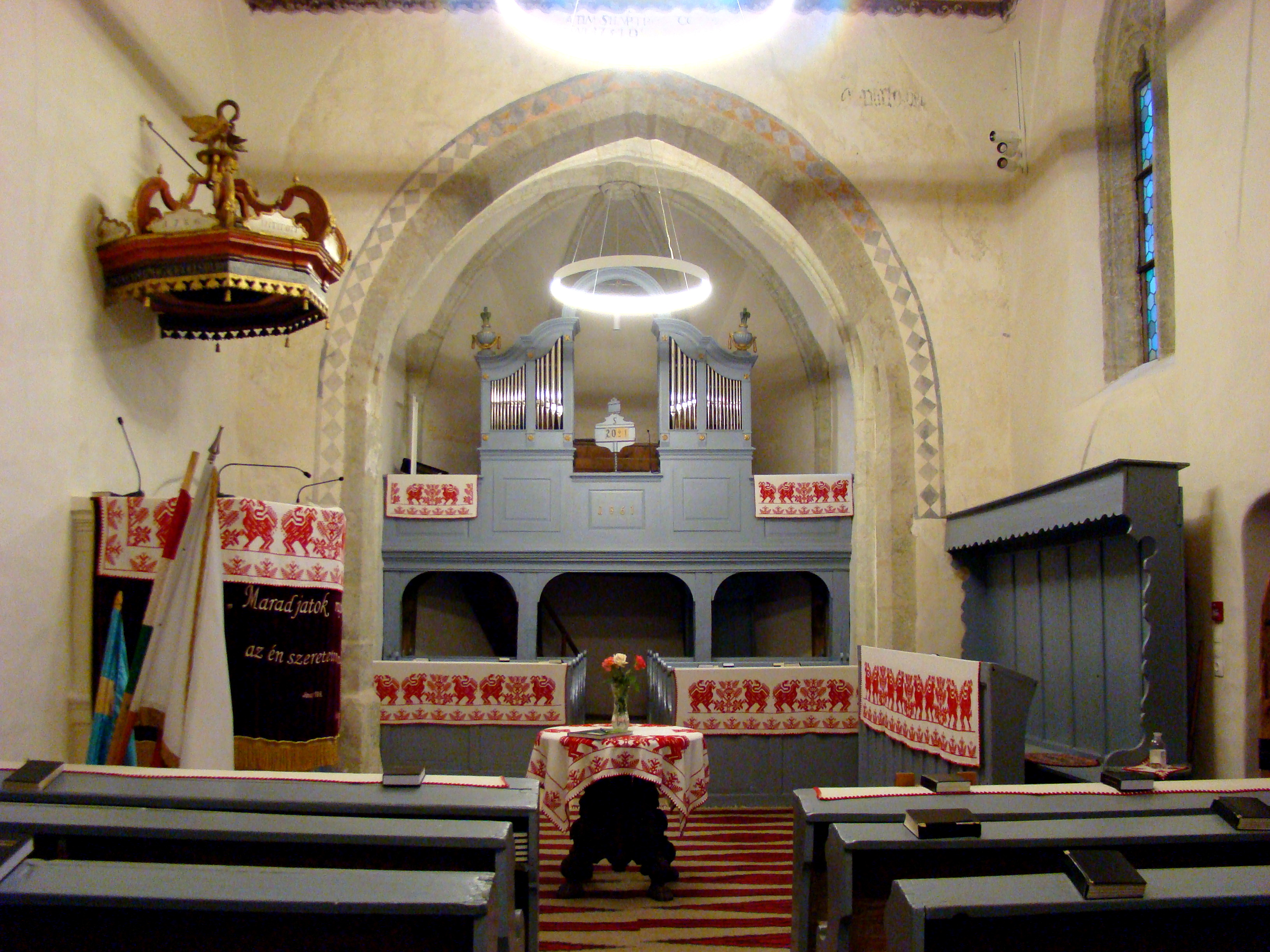
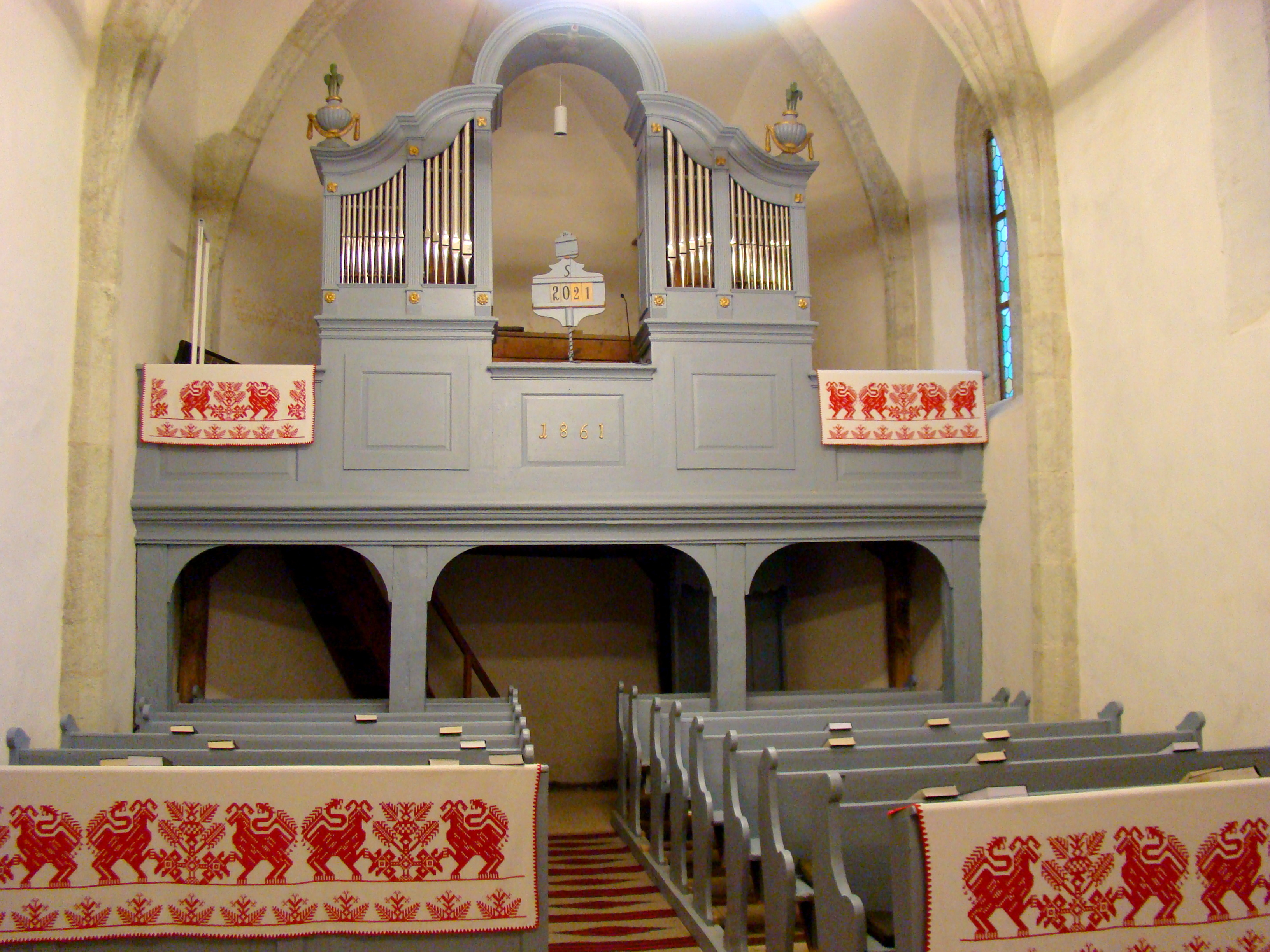
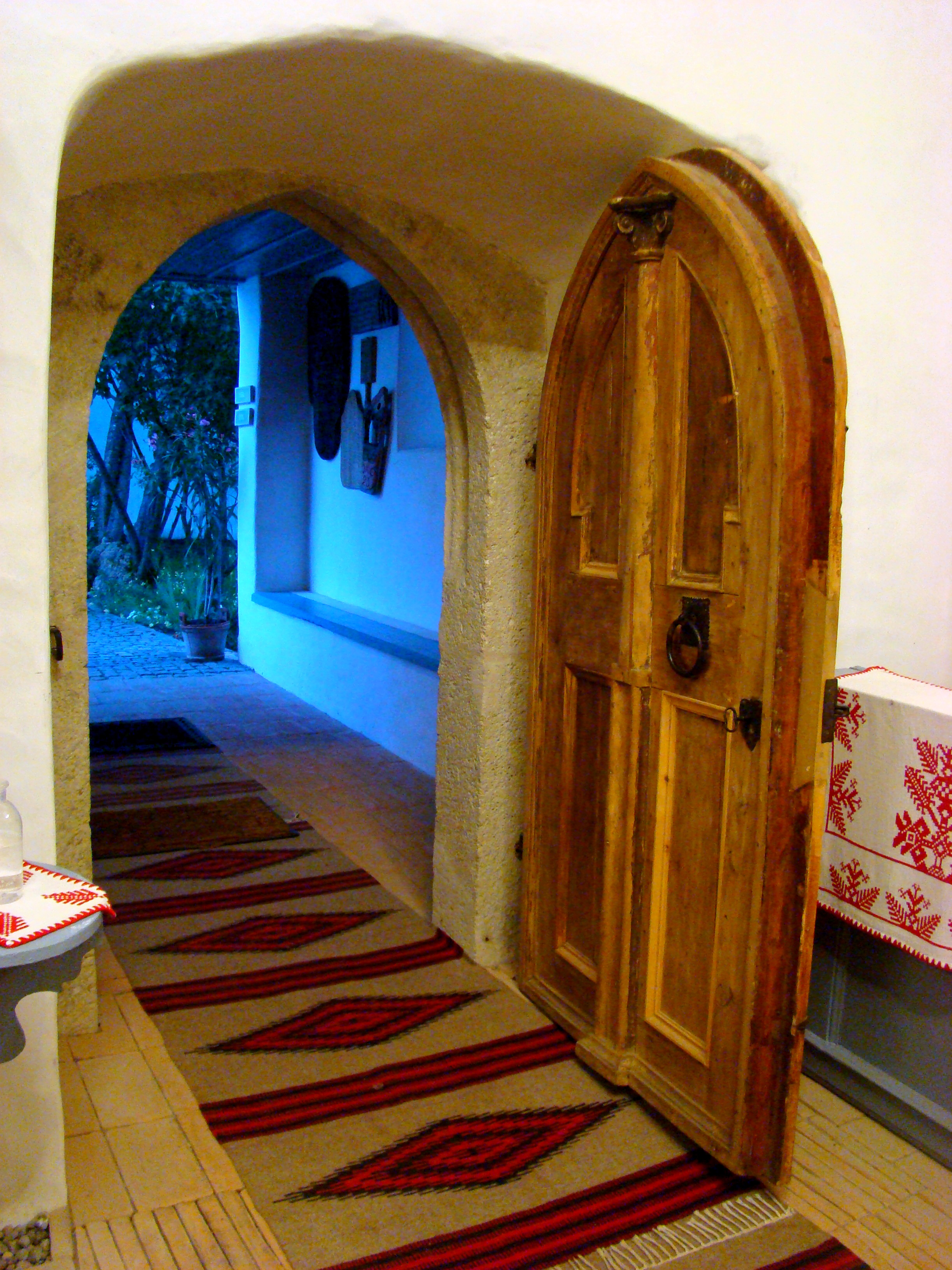
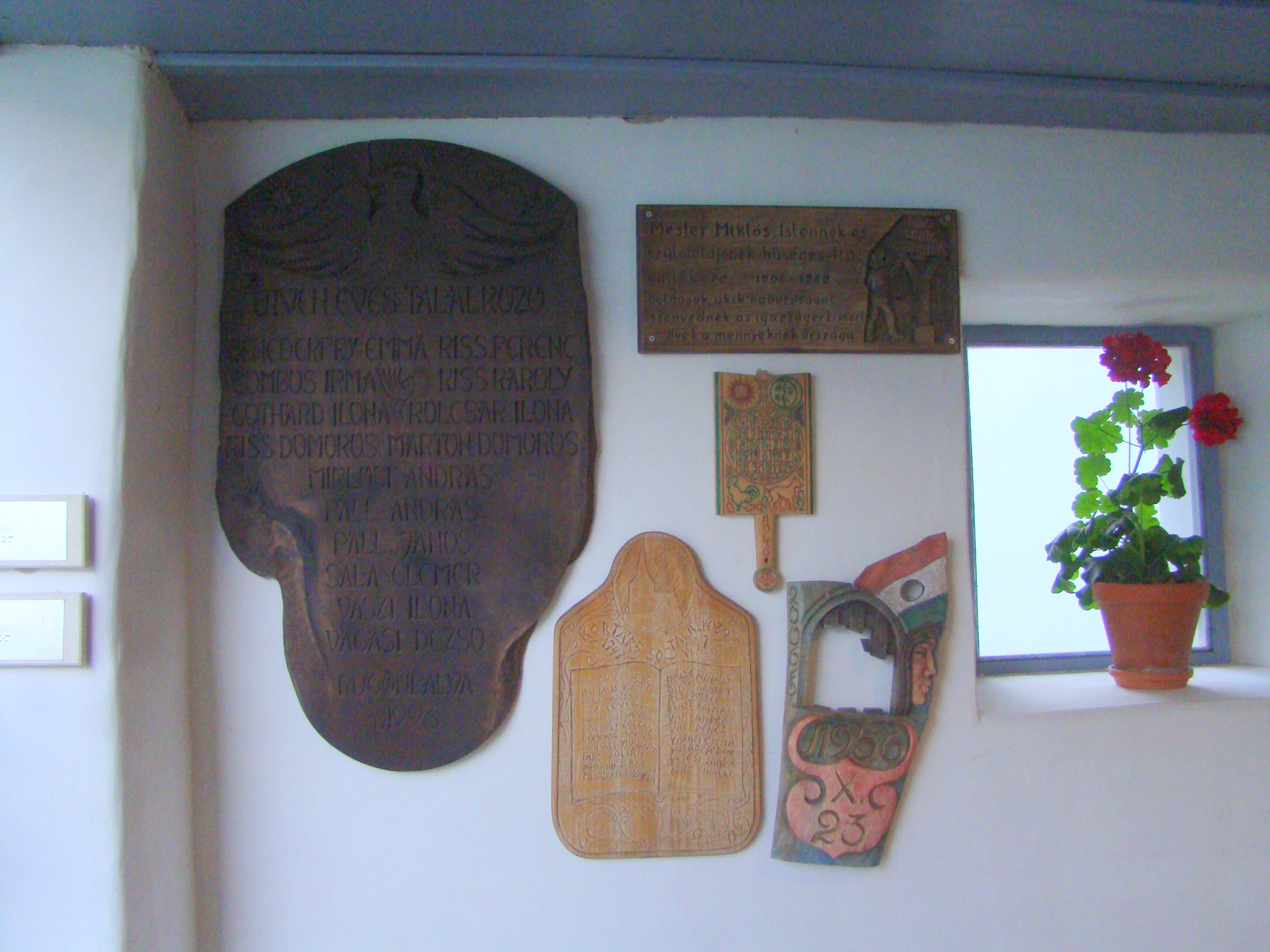
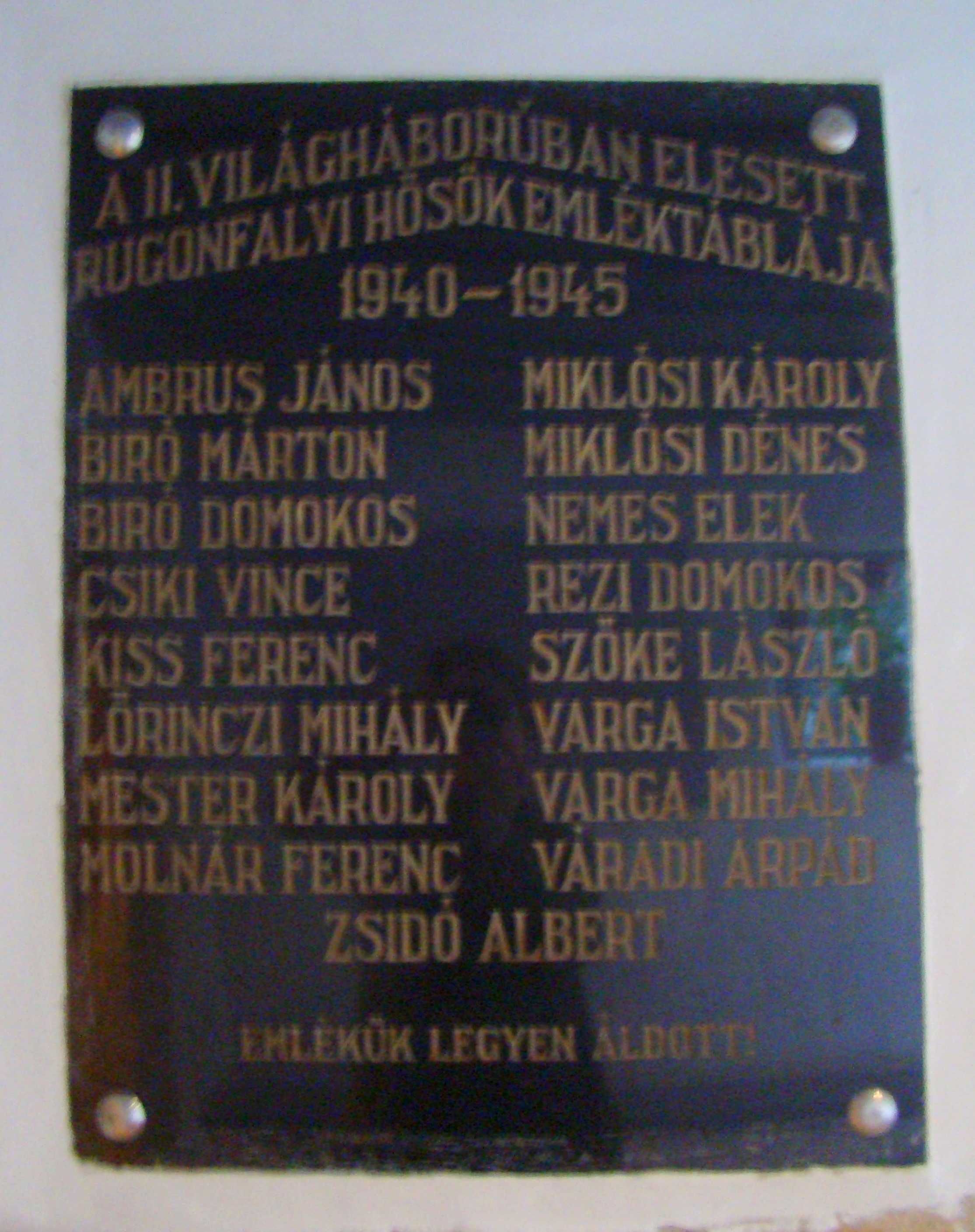

## Vezi și
- Rugănești, Harghita
- Magii de la răsărit